# Église Saint-Martin de Bailleval
L'église Saint-Martin est une église catholique paroissiale située à Bailleval, en France. Le village est attesté dès le VIIe siècle, et l'église romane actuelle succède sans doute à un édifice plus ancien. Elle est dédiée à saint Martin de Tours. Sa partie la plus ancienne est la seconde travée du chœur, et date des années 1120. Elle possède l'une des voûtes d'ogives les plus anciennes du département, et l'extérieur se signale en outre par sa décoration soignée et inhabituelle. La première travée du chœur date des années 1140, et est également voûtée d'ogives dès l'origine, mais plus sobre à l'extérieur. La grande nef non voûtée ne devrait, en toute logique, pas être antérieure. L'on note l'absence de clocher au-dessus de la première travée du chœur, contrairement à la règle au XIIe siècle et au XIIIe siècle dans le Beauvaisis : il devait donc y avoir un clocher roman à l'emplacement du clocher gothique du milieu du XIIIe siècle, précédé par une petite nef à l'emplacement du bas-côté édifié également au XIIIe siècle, ou quelque temps après. Le clocher, d'un aspect majestueux car visible en intégralité depuis le sud, est l'un des meilleurs exemples des clochers rayonnants dans la région, avec Angicourt et Agnetz. Peu de temps après son achèvement, la chapelle de la Vierge a été ajoutée dans l'angle avec le chœur. Tant la base du clocher que la chapelle ont été revoûtées après la guerre de Cent Ans, dans le style gothique flamboyant, et deux fenêtres ont été refaites dans le même style. Ainsi, l'église Saint-Martin est assez hétérogène, ce qui n'enlève rien à ses qualités esthétiques. Plus dommageable sont la perte de la totalité des chapiteaux romans, et la restauration peu respectueuse de la voûte de la seconde travée du chœur. Pour sa vaste nef lambrissée, ses voûtes romanes, son chevet et son clocher, l'église de Bailleval est pour autant un édifice remarquable, qui n'est pas encore classé ni inscrit au titre des monuments historiques à cette date.

## Localisation
L'église Saint-Martin est située en France, en région Hauts-de-France et dans le département de l'Oise, sur la commune de Bailleval, au bourg, place du Général-de-Gaulle, au bout de la Grande-Rue, qui s'appelle rue du Cimetière au-delà, vers l'est. La grande place, engazonnée, correspond à l'ancien cimetière. L'on y trouve le monument aux morts de la commune, et, à l'est, la nouvelle mairie. L'église barre la place au nord. Ainsi, elle est bien dégagée, et l'on peut apprécier son impressionnante silhouette avec suffisamment de recul. Ce n'est pas tout à fait le cas de la façade, d'intérêt moindre, et du chevet, qui sont desservis par de courtes impasses. Au nord, une étroite ruelle sépare l'église des jardins privés qui s'étendent sur le flanc de la colline. En s'approchant du bourg de Bailleval depuis Liancourt, au sud, l'on se rend compte que l'église est implantée à l'un des endroits les plus élevés du village, et elle semble ainsi veiller sur ses maisons. Des collines en grande partie couvertes de forêts dominent l'église au nord. Cette situation n'est pas sans pittoresque, et confère son caractère individuel au village.

## Historique

### L'histoire de la paroisse

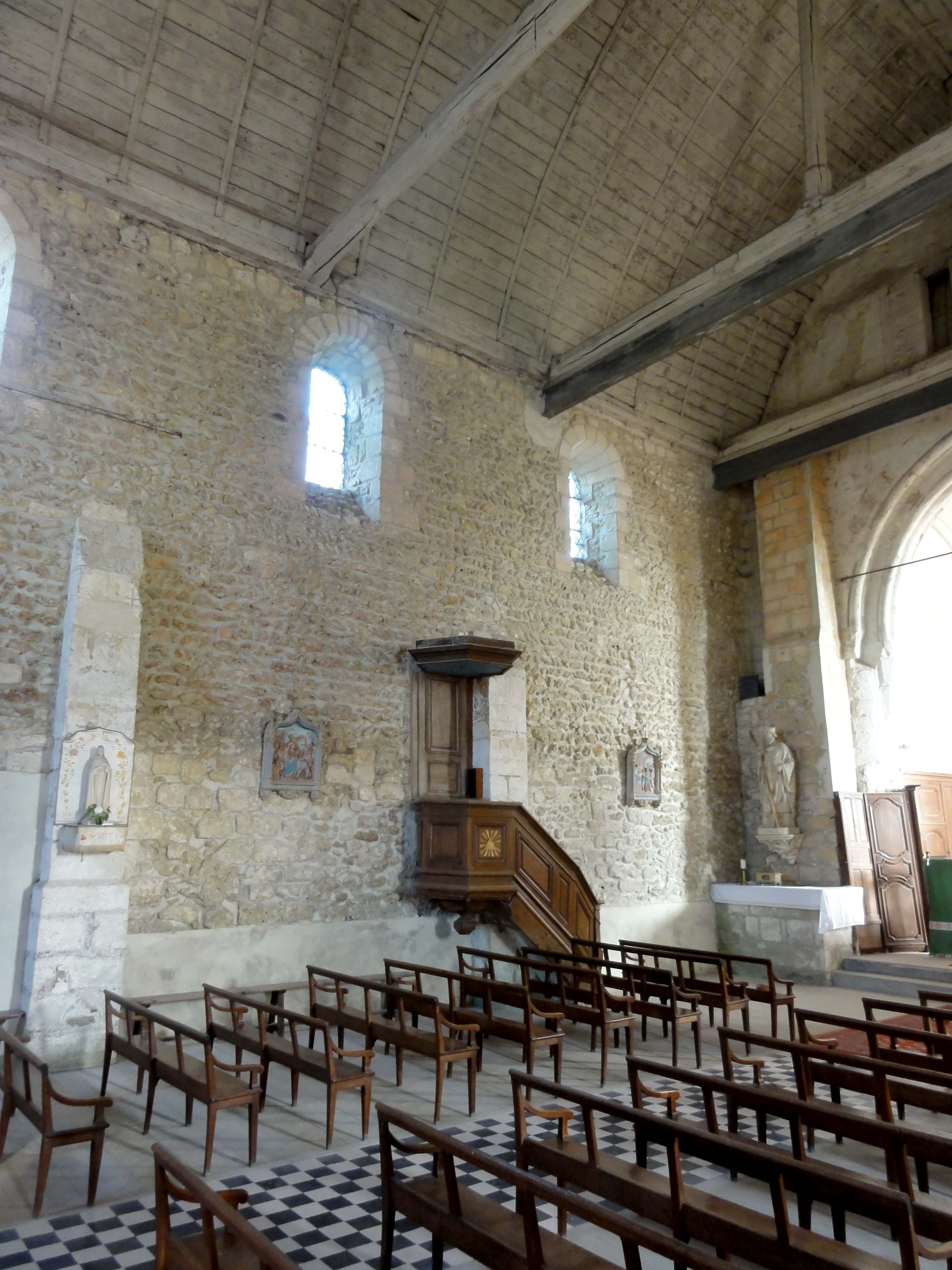
Nef, élévation nord.

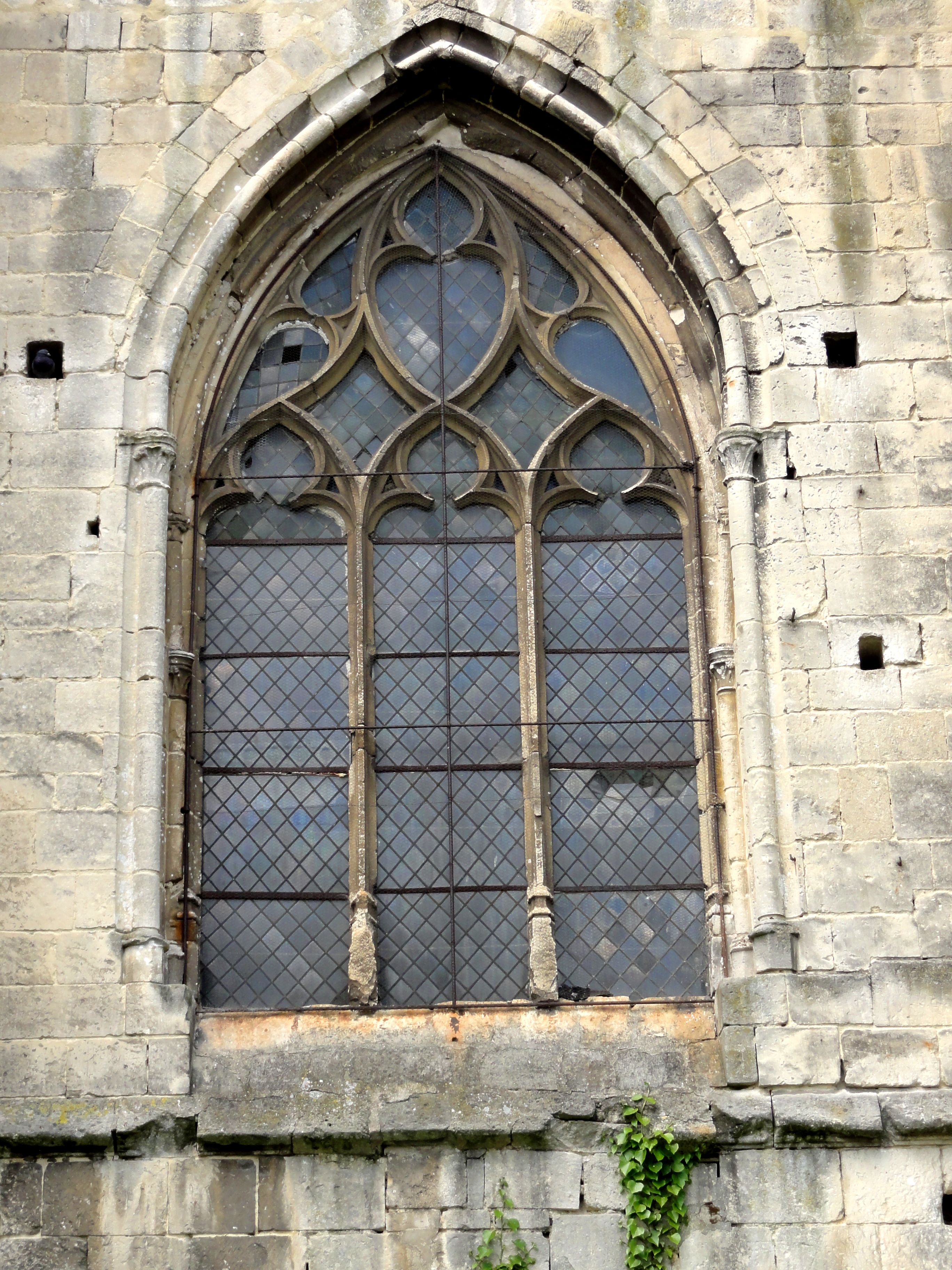
Base du clocher, fenêtre rayonnante au réseau flamboyant.

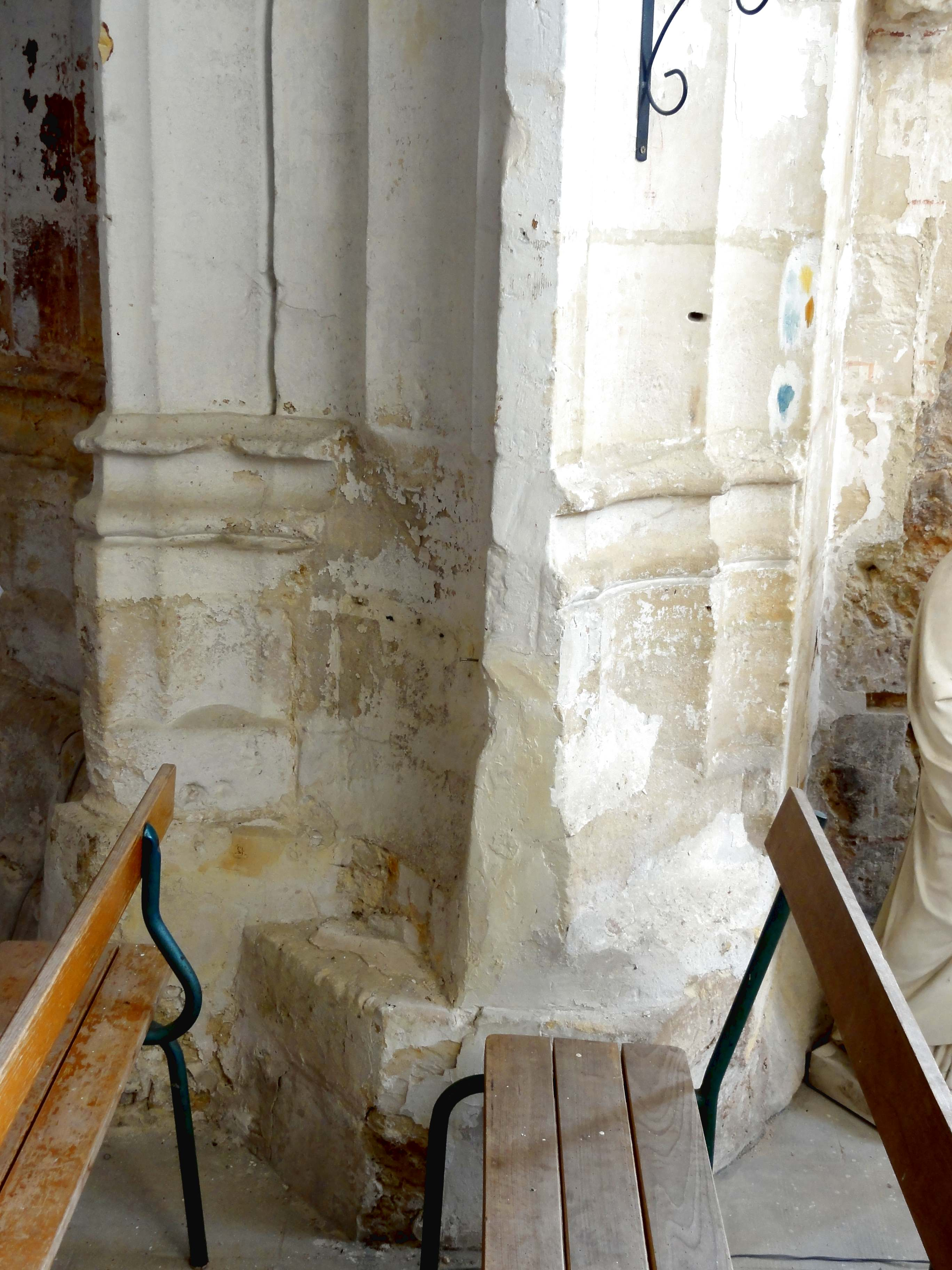
Pile nord-est du clocher, refaite à la période flamboyante.

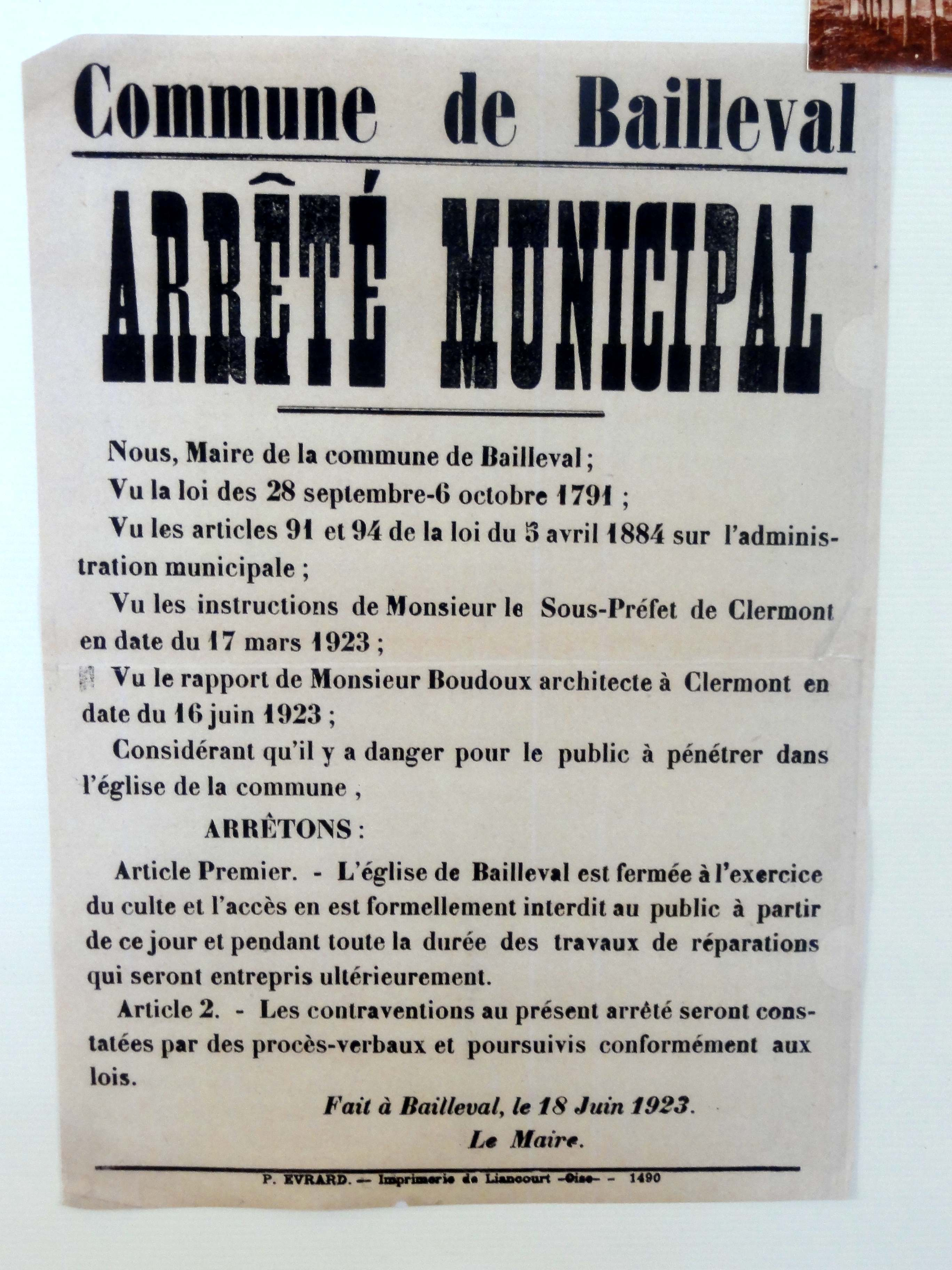
Arrêté de péril de 1923.

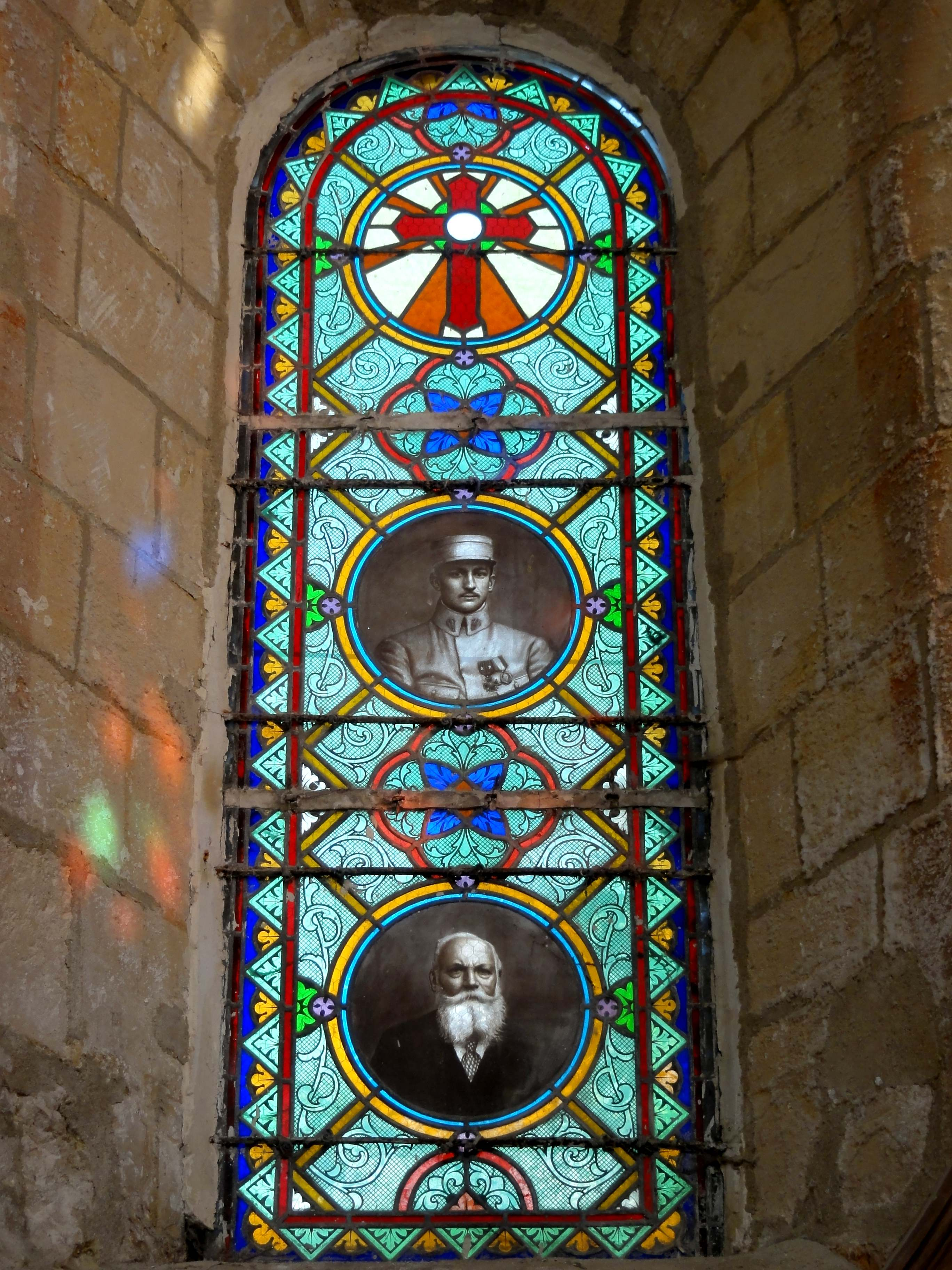
Vitrail du Dr Paris, bienfaiteur de l'église.

Le village est mentionné dans des actes du VIIe siècle sous le nom latin de Bactilione vallis. L'on ignore la date de fondation de la paroisse. Son vocable, saint Martin de Tours, renvoie généralement à une fondation ancienne. Dans une charte datée de 854, Odon, évêque de Beauvais, abandonne une partie de ses biens aux chanoines du chapitre cathédral, afin de pourvoir à leur entretien. Quelques biens à Bailleval font partie de cette importante donation, dont des vignobles. Le vin de Bailleval, Labruyère et Liancourt bénéficiait d'une certaine réputation dans le pays. Le collateur primitif de la cure n'est toutefois pas le chapitre, mais l'évêque de Beauvais. Il est également le principal seigneur temporel du village. On peut donc supposer que la paroisse est antérieure à la donation de 854. Au XIe siècle, l'évêque abandonne le bénéfice de la cure à l'abbaye Saint-Quentin près de Beauvais. Jusqu'à la fin de l'Ancien Régime, Bailleval est compris dans le doyenné de Pont-Sainte-Maxence et l'archidiaconé de Breteuil. Il est à signaler que Béthencourt, hameau de Bailleval depuis 1825, constitue une paroisse indépendante au titre de Saint-Nicolas jusqu'à la démolition de son église à la Révolution française. Sous le Concordat de 1801, le diocèse de Beauvais est annexé au diocèse d'Amiens, et ne recouvre son indépendance qu'en 1822. À l'exception de cette période, Bailleval a toujours appartenu au diocèse de Beauvais. Le village a le statut d'une succursale sous la Restauration, quand, en vertu des lois révolutionnaires, seuls les chefs-lieux de canton ont droit à une paroisse. Les villages de moindre importance n'ont généralement pas droit à ce statut de succursale. Les habitants de Béthencourt construisent une chapelle pour remplacer l'église disparue, et la commune dispose ainsi d'un second lieu de culte catholique. Les messes y sont d'abord célébrées le 9 mai, jour de la translation des reliques de saint Nicolas ; le 6 décembre, jour de la fête patronale ; et les deux dimanches suivants,. Aujourd'hui, Bailleval est affilié à la paroisse Saint-Martin du Liancourtois, qui s'étend sur une dizaine de communes. L'église Saint-Martin accueille des messes dominicales quelquefois par an.

### L'histoire de l'église
Les six travées ou composantes de l'église proviennent toutes de périodes de construction différentes (nef, bas-côté, les deux travées du chœur, le clocher et la chapelle de la Vierge). Seules les deux travées du chœur ont été étudiées, dans le cadre d'une publication, par un spécialiste contemporain, en l'occurrence Dominique Vermand. Selon cet auteur, l'église de Bailleval compte parmi les quarante édifices de l'Oise possédant des voûtes d'ogives de la période romane, antérieures à 1150. L'une des voûtes les plus anciennes est celle de la deuxième (et dernière) travée du chœur, que Vermand date des années 1120 en raison du bombement très prononcé dans le sens transversal (nord-sud) ; de l'arc formeret en plein cintre ; du curieux appareillage des voûtains en forme de coupole ; et de la forte saillie des segments de corniche beauvaisine à l'extérieur. Comme l'a démontré Jean Vergnet-Ruiz, qui omet malheureusement de tenir compte de l'église de Baillval, les corniches beauvaisines deviennent en effet de plus en plus plates au fil des années, jusqu'à tomber en désuétude peu après 1200. Avec l'église de Noël-Saint-Martin (commune de Villeneuve-sur-Verberie), la seconde travée du chœur présente l'une des premières apparitions d'arc formerets dans l'Oise. La première travée du chœur est plus récente, car la construction des églises se fait le plus souvent d'est en ouest, puisque le sanctuaire, qui se trouve à l'est, constitue la partie la plus importante sur le plan symbolique et spirituel. La comparaison des voûtes des deux travées permet de voir aisément que la première travée est d'un style plus avancé, car la voûte est en tiers-point, et moins bombée. La fenêtre est plus haute. L'arc en tiers-point apparaît dans la région au début du second quart du XIIe siècle dans la nef de Villers-Saint-Paul (grandes arcades), dans le transept de Rieux, et dans le chœur de Morienval. L'arc-doubleau qui relie les deux travées appartient à la campagne de la première travée, mais le rang de claveaux inférieur a été retaillé à la période gothique flamboyante. Dominique Vermand date la première travée du chœur des années 1140. Elle est de style roman tardif.
La nef, également romane, a été décrite minutieusement par Eugène Woillez, mais pas réellement analysée, ni datée. Elle se caractérise uniquement par ses petites fenêtres en plein cintre, sans ébrasement extérieur, et par son appareil en opus spicatum, souvent cité comme preuve d'une grande ancienneté (Ansacq, Balagny-sur-Thérain, Frocourt, Omerville, Sacy-le-Grand, Saint-Quentin-des-Prés et Ully-Saint-Georges), mais toujours employé pour les murs des granges et écuries à l'époque moderne. On pourrait donc être tenté de considérer la nef comme la partie la plus ancienne de l'église, et la faire remonter au XIe siècle. Mais puisqu'il n'y a pas d'église sans sanctuaire, le chœur actuel a bien dû être précédé par un chœur plus ancien, de dimensions certainement plus restreintes : son exigüité aurait motivé son remplacement. Or, la nef est de dimensions très généreuses, et s'accorde bien avec les dimensions du chœur actuel. L'on note en outre que la première travée du chœur ne sert pas de base au clocher, et que le clocher se situe au sud de la première. Les auteurs ne signalent pas non plus les vestiges d'un ancien clocher roman dans les combles de la première travée du chœur (sans que l'on sache si leurs explorations ont tenu compte des combles). En tout cas, le plan habituel des églises romanes à nef non voûtées de la région prévoit une première travée du chœur servant en même temps de base au clocher, et une abside. Ce plan se voit encore à Auvillers (commune de Neuilly-sous-Clermont), Ménévillers et Gadancourt, dans le Vexin français. Des églises sans clocher en dur existent, dont Merlemont (commune de Warluis) et Sarron (commune de Pont-Sainte-Maxence), mais ce sont des édifices très petits. Ce n'est donc pas sans fondement que Louis Graves formule l'hypothèse que la moitié méridionale est le reste de la construction primitive (ce qui s'entend sur le niveau du plan ou de l'emplacement, pas de l'élévation). Le vaisseau central actuel aurait donc été bâti parallèlement à l'ancienne église, dont au moins le clocher aurait été conservé jusqu'à l'édification du clocher actuel, au milieu du XIIIe siècle. Les fenêtres à simple ébrasement constitueraient alors un archaïsme. La région connaît des exemples d'églises partiellement romanes, où l'actuel vaisseau central a été bâti à côté de l'ancien, qui a été maintenu : Allonne, Courcelles-sur-Viosne, Fontenay-en-Parisis, Limay (dans un premier temps, démoli au XVIIe siècle), Monchy-Saint-Éloi, Villers-Saint-Frambourg, etc. Mais il n'y a aucune certitude sur cette évolution. Auger-Saint-Vincent, Béthisy-Saint-Martin, Cramoisy, Goussainville, Nesles-la-Vallée, Raray, etc., constituent des exemples de clochers latéraux romans, en forte minorité.
Eugène Lefèvre-Pontalis a déjà démontré que le clocher de Bailleval présentait initialement la même disposition au niveau des baies que son homologue d'Angicourt, qu'il date « d'une époque avancée du XIIIe siècle ». Maryse Bideault et Claudine Lautier sont plus précises, et indiquent le milieu du XIIIe siècle. Ce devrait aussi être l'époque du clocher de Bailleval. Sa fenêtre du rez-de-chaussée ; sa voûte ; et les arcatures trilobées en haut de plusieurs baies suggèrent, à la première vue, la période flamboyante, mais dans les deux premiers cas, il s'agit seulement de reprises antérieures à la guerre de Cent Ans ; et dans le dernier cas, du résultat de la mutilation du remplage lors de la pose des abat-son. Plus tardifs que la plupart des clochers gothiques de la région antérieurs à la reconstruction après la guerre de Cent Ans, ce sont, avec Agnetz, les meilleurs exemples de clochers gothique rayonnants des environs. La chapelle de la Vierge, à l'est du clocher, en est stylistiquement très proche, comme le montrent notamment les fenêtres et les contreforts, mais l'on voit bien que le mur méridional de la chapelle englobe un contrefort du clocher, qui est donc plus ancien. À l'intérieur, la construction en deux étapes est encore mieux mise en évidence par l'étroite arcade non moulurée qui relie les deux travées, percée dans un mur préexistant. En ce qui concerne le bas-côté et les grandes arcades de la nef, elles appartiennent incontestablement à la période gothique pour la forme en tiers-point des arcades, des fenêtres et du portail, et les bancs de pierre le long du mur gouttereau sont fréquents au XIIe siècle, mais l'architecture est d'une facture trop rustique pour préciser davantage l'époque de construction. La dernière partie construite est la tourelle d'escalier au nord de la première travée du chœur, près de la nef ; l'un de ses larmiers en profil de doucine indique le second quart du XVIe siècle, soit la fin de la période gothique, marquée par l'adoucissement des profils. D'un impact plus important sont les réfections à la période flamboyante, déjà évoquées. Elles sont probablement motivées par un affaissement de la pile nord-est du clocher, qui est en grande partie reprise en sous-œuvre. Dans ce contexte, la voûte de la base du clocher est refaite (en gardant les formerets anciens) ; le remplage de la fenêtre est remplacé (en conservant les moulures et chapiteaux du pourtour) ; et le doubleau intermédiaire du chœur est retaillé. Sans rapport direct avec ce chantier, mais à la même époque, la chapelle de la Vierge est revoûtée, et le triplet roman du chevet est remplacé par une grande baie flamboyante.
Au début du XXe siècle, l'église se trouve en mauvais état. L'architecte Boudoux, de Clermont, soumet un rapport défavorable au sous-préfet. Après instruction du dossier par la sous-préfecture, le maire prend un arrêté de péril en date du 18 juin 1923, qui interdit l'accès à l'église et entraîne sa fermeture au culte (voir la reproduction de l'affiche). Quelque temps après, un habitant de Bailleval, le Dr Paris, fait un legs à la commune afin de lui permettre d'engager les travaux de réparation requis. En 1932, les travaux sont achevés, et l'église Saint-Martin est remise au culte dans le cadre d'une cérémonie. Un vitrail du chœur contient deux médaillons avec des portraits du Dr Paris, une fois en tant que jeune soldat, et une fois en tant qu'homme âgé.

## Description

### Aperçu général

Plan de l'église.

Orientée un peu irrégulièrement, avec une déviation de l'axe de 29° vers le nord du côté du chevet, l'église suit un plan dissymétrique, avec un vaisseau central au nord et un collatéral au sud. Elle se compose d'une longue nef non voûtée, communiquant par quatre grandes arcades avec son bas-côté également non voûté ; d'un chœur de deux travées voûtées d'ogives dès la période romane ; d'un clocher dont la base communique avec les trois travées adjacentes, et forme la première travée du collatéral du chœur ; et de la chapelle de la Vierge qui forme la seconde travée du collatéral du chœur. Ses deux travées étaient voûtés dès leur construction au milieu du XIIIe siècle, mais ont été revoûtées après la guerre de Cent Ans. Tant le vaisseau central que le collatéral se terminent par un chevet plat. Une ancienne sacristie, transformée en salle de catéchisme, se situe au sud de la dernière travée du bas-côté. Il y a en outre une sacristie au sud de la chapelle de la Vierge. Au nord, une tourelle d'escalier hexagonale flanque la première travée du chœur, près de la nef. — La longueur totale dans-œuvre de l'édifice est de 31 m. La nef mesure 18,50 m de longueur et 7 m de largeur ; la hauteur de ses murs latéraux est de 7,55 m. L'arc triomphal à l'entrée du chœur mesure 3,50 m d'ouverture. Le chœur mesure 12,50 m de longueur, et atteint une hauteur modeste de 8 m sous le sommet des voûtes. Le toit du clocher, une pyramide de charpente recouverte d'ardoise, cumule à 29 m de hauteur. — L'on accède à l'église par le portail latéral du bas-côté sud, ou par le portail occidental de la nef, rarement utilisé. La nef est recouverte d'une toiture à deux rampants, et le bas-côté, d'un toit en appentis en continuité avec la toiture de la nef. Le chœur et la chapelle de la Vierge sont munis de toits en bâtière parallèles, avec deux pignons au chevet,.

### Nef et bas-côté

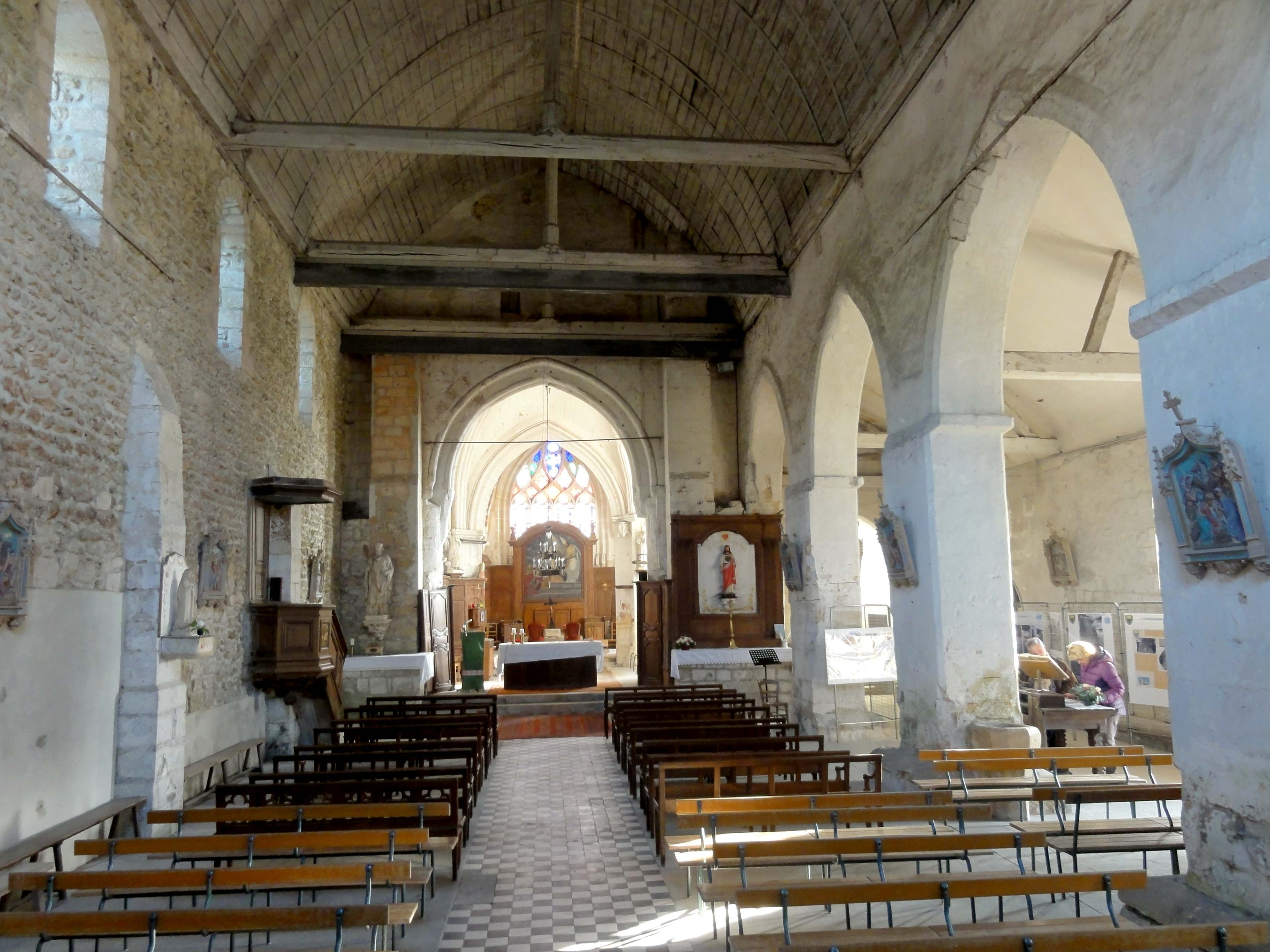
Nef, vue vers l'est.

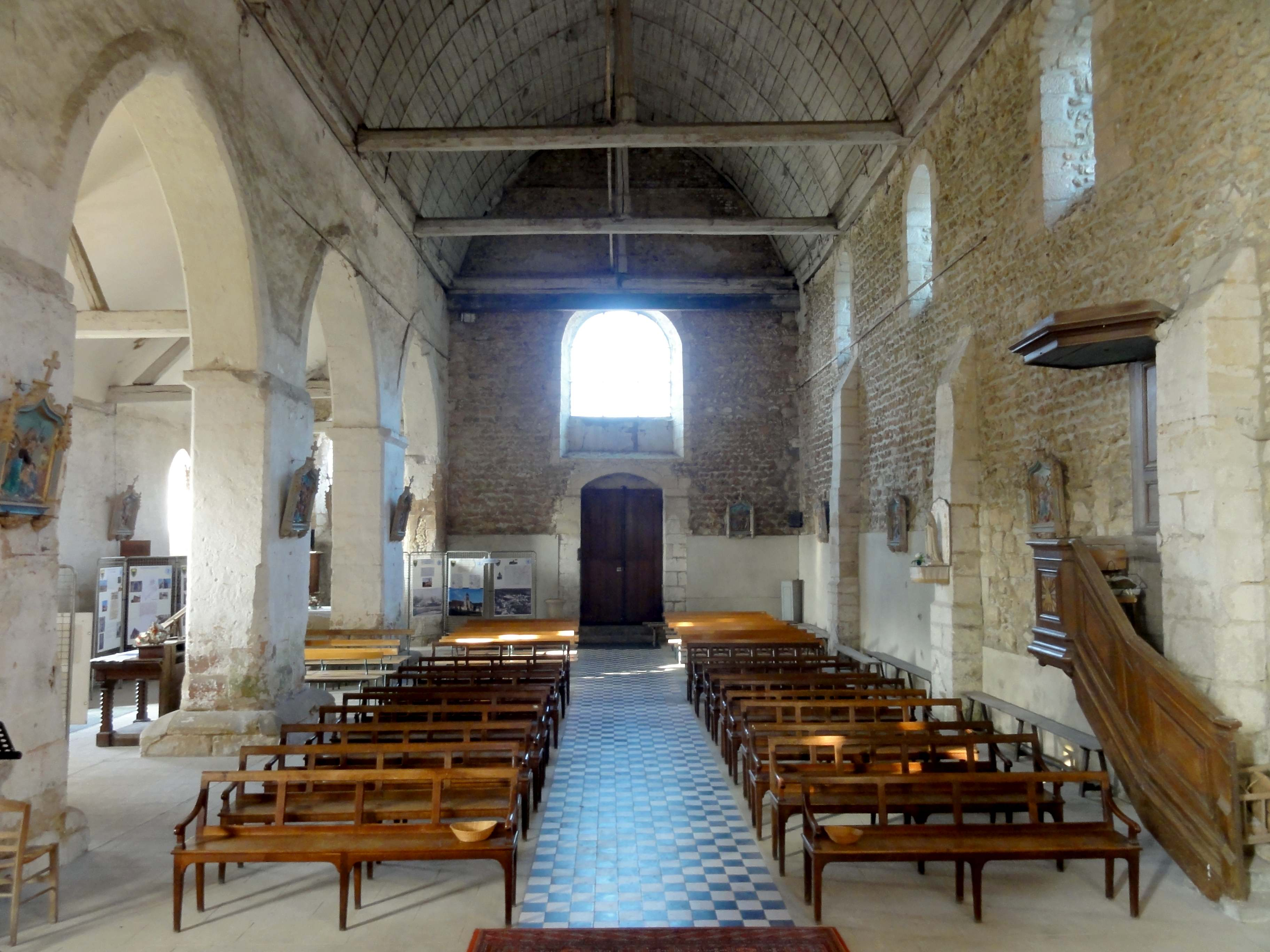
Nef, vue vers l'ouest.

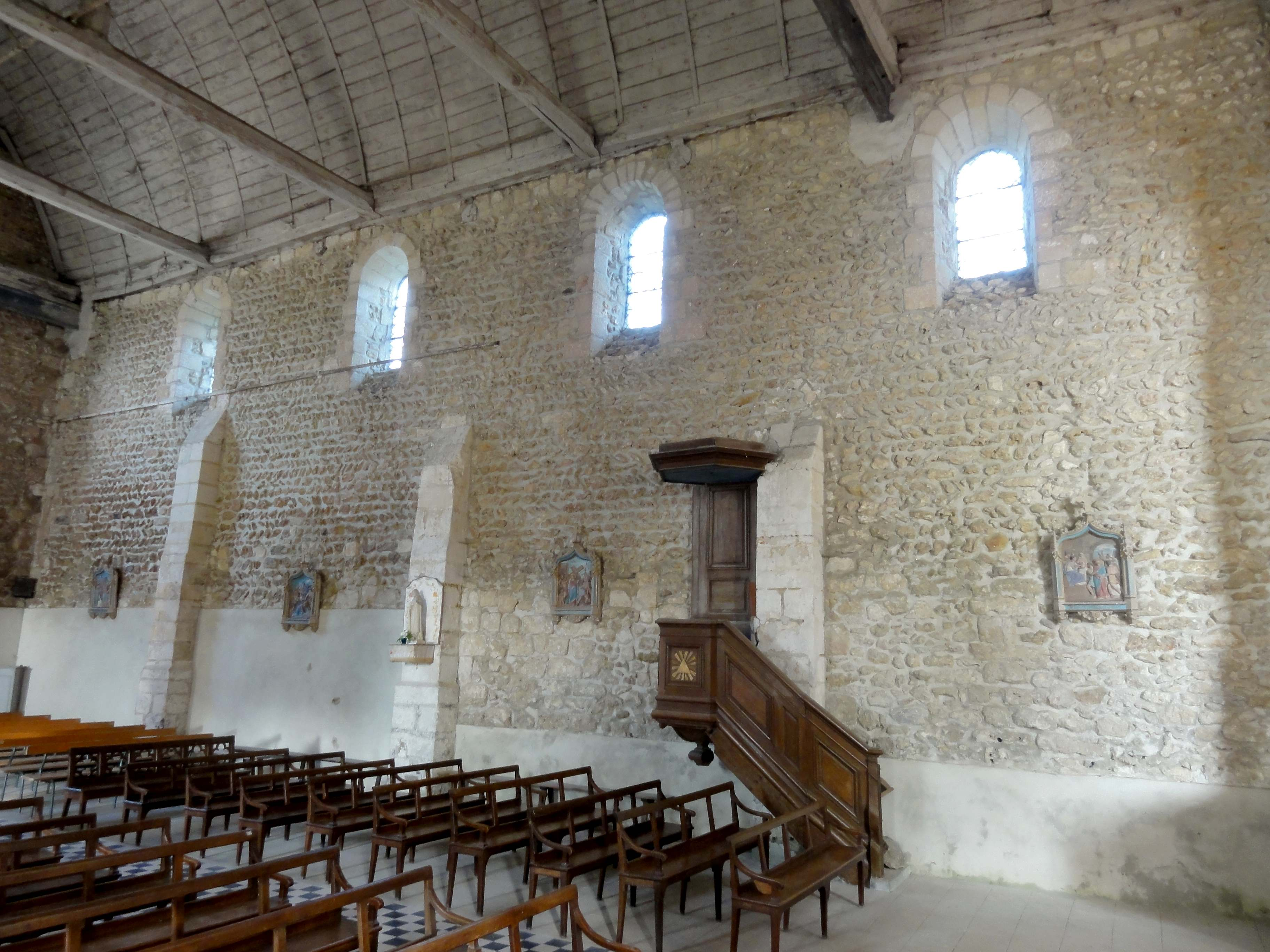
Nef, élévation nord.

De dimensions comparables à Catenoy, avant l'agrandissement peu avant le milieu du XIIe siècle, et Nointel, la nef romane de Bailleval est l'une des plus grandes de la région de cette époque, après Ully-Saint-Georges. Il y a cependant un nombre considérable de nefs plus anciennes de dimensions comparables, comme Notre-Dame-du-Thil, à Beauvais, Bresles, Hermes, Montmille (commune de Fouquenies), Therdonne, etc. Elles se distinguent par leur petit appareil de pastoureaux, petits moellons carrés de réemploi, récupérés d'édifices gallo-romains démolis. Selon Dominique Vermand, l'appareil de pastoureaux permet une datation assez haute dans le XIe siècle, voire de la fin du siècle précédent. En revanche, l'auteur ne se base pas sur l'appareil en opus spicatum pour établir une datation. L'on note qu'Eugène Woillez affirme que ce type d'appareil ne paraît que par endroits. C'est vrai à l'extérieur, où il est utilisé simplement pour rattraper les assises. Mais l'auteur n'a de toute évidence pas vue le parement intérieur, car les églises bâties de moellons sont généralement enduites à l'intérieur. Par confusion avec les églises gothiques en pierre de taille qui n'étaient pas conçues pour être enduites, mais ont été badigeonnées au XVIIIe ou XIXe siècle, les pierres ont souvent été rendues apparentes lors des restaurations. Ce devrait aussi être le cas du mur gouttereau nord de Bailleval. Le résultat est un espace intérieur plus sombre, ce qui est particulièrement bien illustré à Deuil-la-Barre.
Les trois contreforts internes, que l'on trouve aussi à Catenoy, sont considérés comme des ajouts postérieurs, rendus nécessaires par un niveau de terrain plus élevé à l'extérieur qu'à l'intérieur. Les fenêtres, très régulièrement réparties, datent d'origine. Dans la plupart des nefs uniques, elles ont été repercées, ou remplacées par des fenêtres plus grandes à d'autres endroits. Leurs claveaux et les angles des piédroits sont en pierre de moyen appareil. Les glacis au seuil des fenêtres sont à gradins, comme dans la chapelle de la Vierge de Condécourt, dans l'abside de Moussy et dans les nefs de Glaignes et Saint-Félix. Le fort ébrasement se poursuit jusqu'à l'extérieur. De telles fenêtres à simple ébrasement ne sont généralement plus employées après le début du XIIe siècle. Le mur septentrional n'est pas le seul élément roman de la nef. Les deux contreforts occidentaux du chœur, qui font saillie dans la nef, le sont également, comme l'indique leur faible épaisseur, et leur retraite par un fruit à mi-hauteur. Les nefs non voûtées, dites aussi nefs-grange, étant généralement plus larges que les chœurs, la visibilité des contreforts constitue davantage la règle que l'exception. Au-dessus de l'arc triomphal, qui sera décrit dans le contexte du chœur, le pignon de celui-ci offre un aspect très disparate. Il y a une étroite porte, et le contrefort de droite a été muni d'un larmier tout en haut. Sans intérêt est le mur occidental, qui est percé d'une grande baie moderne, et d'un portail flamboyant en anse de panier.
Le plafond lambrissé en forme de berceau brisé, avec six entraits et poinçons, ne renvoie pas à une époque spécifique, et peut tout aussi bien dater du XIIIe siècle que du début du XVIe siècle. Comme le propose Eugène Woillez, il pourrait bien dater de la même campagne de construction que le bas-côté, dont le plafond est actuellement un plan incliné, constitué sans doute d'un lattis plâtré. Le plafond primitif de la nef devait être plat, comme à Cinqueux. D'autres exemples de berceaux lambrissés existent encore à Catenoy, Heilles, Hodenc-en-Bray, Mogneville, Monchy-Saint-Éloi, Roberval, Saint-Martin-des-Champs (Paris), etc. Ils ne sont pas nombreux dans la région, car l'évolution des goûts a souvent conduit au recouvrement par une couche de plâtre au XVIIIe siècle, pour suggérer une voûte de pierre, ou au remplacement par une fausse voûte d'ogives en matériaux légers, comme à Catenoy, Clermont, et de très nombreuses églises de la région. Malgré sa simplicité, ce type de plafond est appréciable pour son authenticité et son absence de prétention. Comparé au voûtement d'ogives, il n'a pas seulement l'avantage d'être plus économique, mais apporte aussi une hauteur sous plafond plus importante avec une hauteur des murs gouttereaux égale.
Les grandes arcades, presque aussi élevées que le mur méridional, sont loin de l'élégance de leurs homologues de Catenoy et Nointel. Elles sont dépourvues de chapiteaux et de mouluration, et retombent sur des impostes au profil d'une plate-bande et d'un chanfrein, comme dans les églises romanes antérieures au début du XIIe siècle. Côté nef, les piliers rectangulaires se retraitent par un fruit au niveau des impostes. Ils n'ont pas de bases, mais des socles, qu'Eugène Woillez dit en forme de banc de pierre. Les pierres de l'assise supérieure sont taillées en quart-de-rond. L'austérité des grandes arcades est propre aux arcades gothiques percées après coup dans un mur préexistant, ou issues de la reprise en sous-œuvre d'un mur lors de l'adjonction après coup d'un bas-côté. Les églises de Béthancourt-en-Valois, Béthisy-Saint-Martin, Duvy, Ormoy-Villers, Rocquemont, Saintines, Saint-Maximin, Viarmes (bas-côté nord, sous réserve), en offrent des exemples. Ces arcades ne sauraient être postérieures à 1540 environ, quand l'influence de la Renaissance met un terme à la sobriété de rigueur dans de nombreuses églises gothiques en milieu rural, et apporte le retour de l'arc en plein cintre. À part les arcades, le bas-côté se caractérise uniquement par ses étroites baies en arc brisé, soit une à l'ouest et deux au sud ; par l'arc de décharge en tiers-point du portail ; par le tore qui entoure la porte en tiers-point de la sacristie ; par les contreforts gothiques à larmiers à l'extérieur ; et par les bancs de pierre au droit des murs. On les trouve également à Rocquemont, Rousseloy (où ils sont peut-être modernes), Saint-Félix, Saint-Vaast-lès-Mello, et Villers-Saint-Paul. Ils sont souvent qualifiés de bancs des pauvres, car les places sur les bancs étaient nominatives et devaient être louées à l'année (souvent, jusque dans les années 1950), et les chaises étaient également payantes. Un bénitier d'apparence flamboyante est engagé dans le pilier en face du portail latéral, mais l'on voit clairement qu'il a été ajouté après coup. A priori, le bas-côté serait donc antérieur à la période flamboyante, et aussi à la guerre de Cent Ans, ce qui laisse la fourchette entre 1170 et 1330 environ.

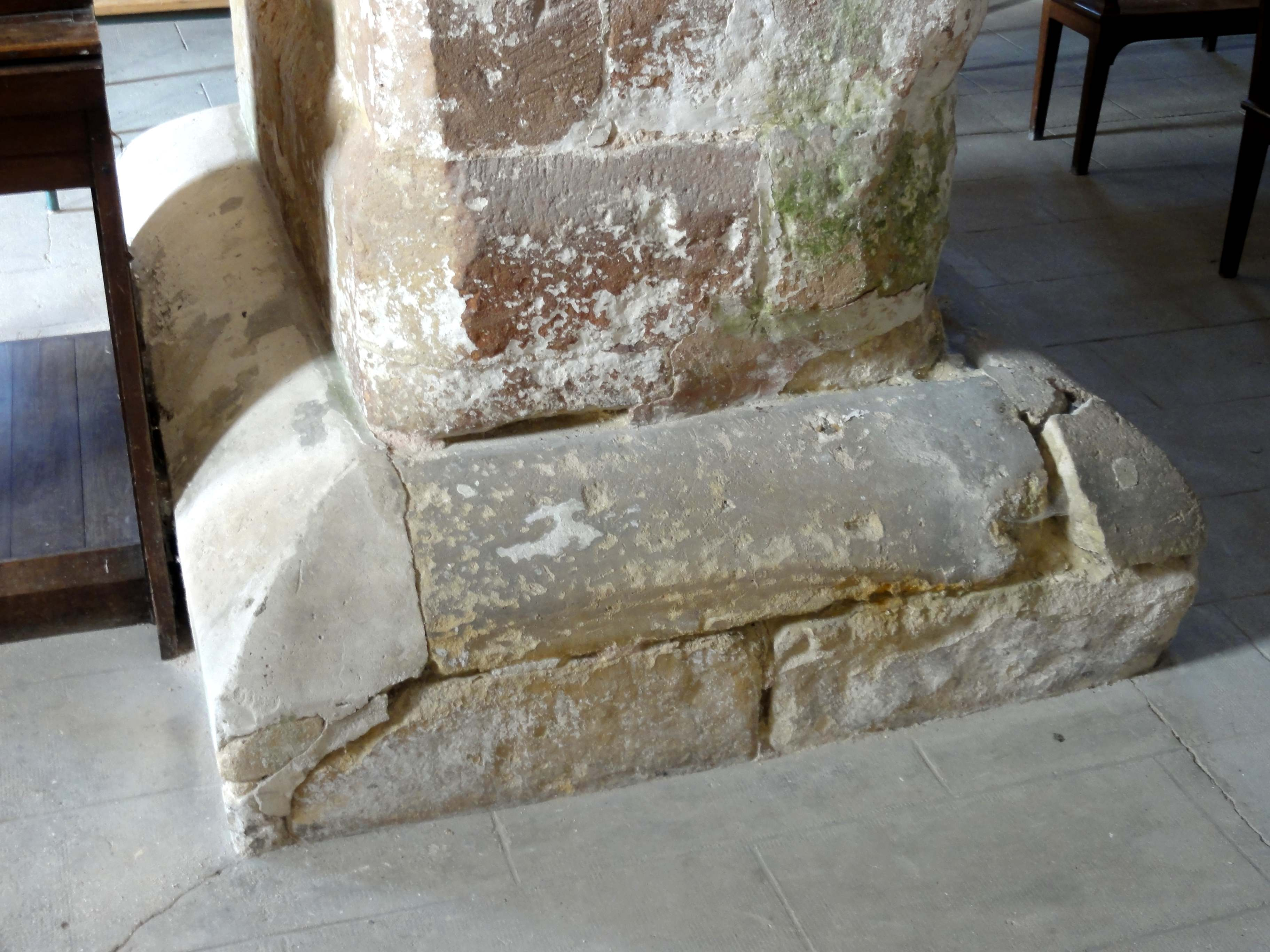
Socle des piliers des grandes arcades.
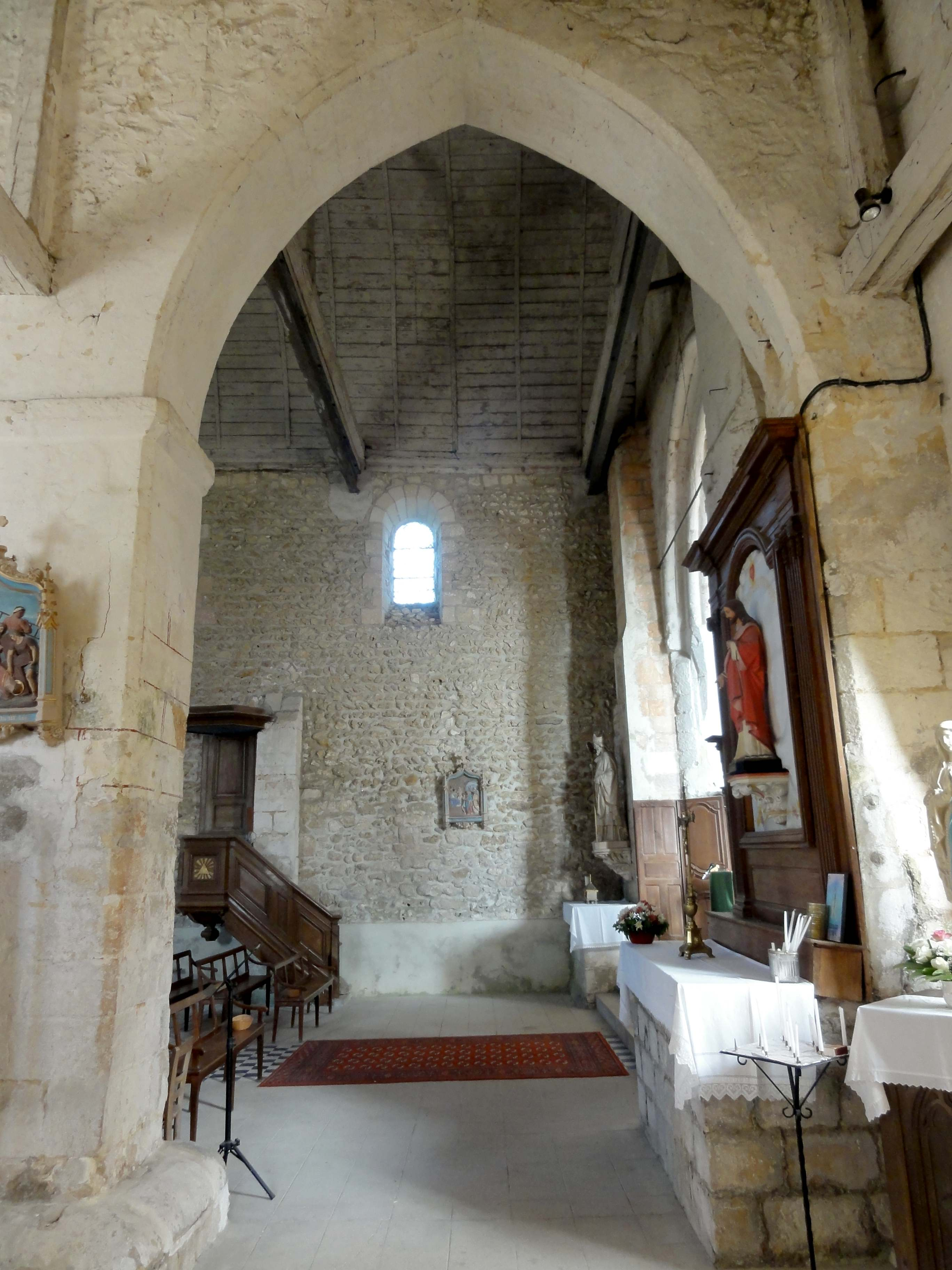
Bas-côté, vue par la 4e grande arcade.
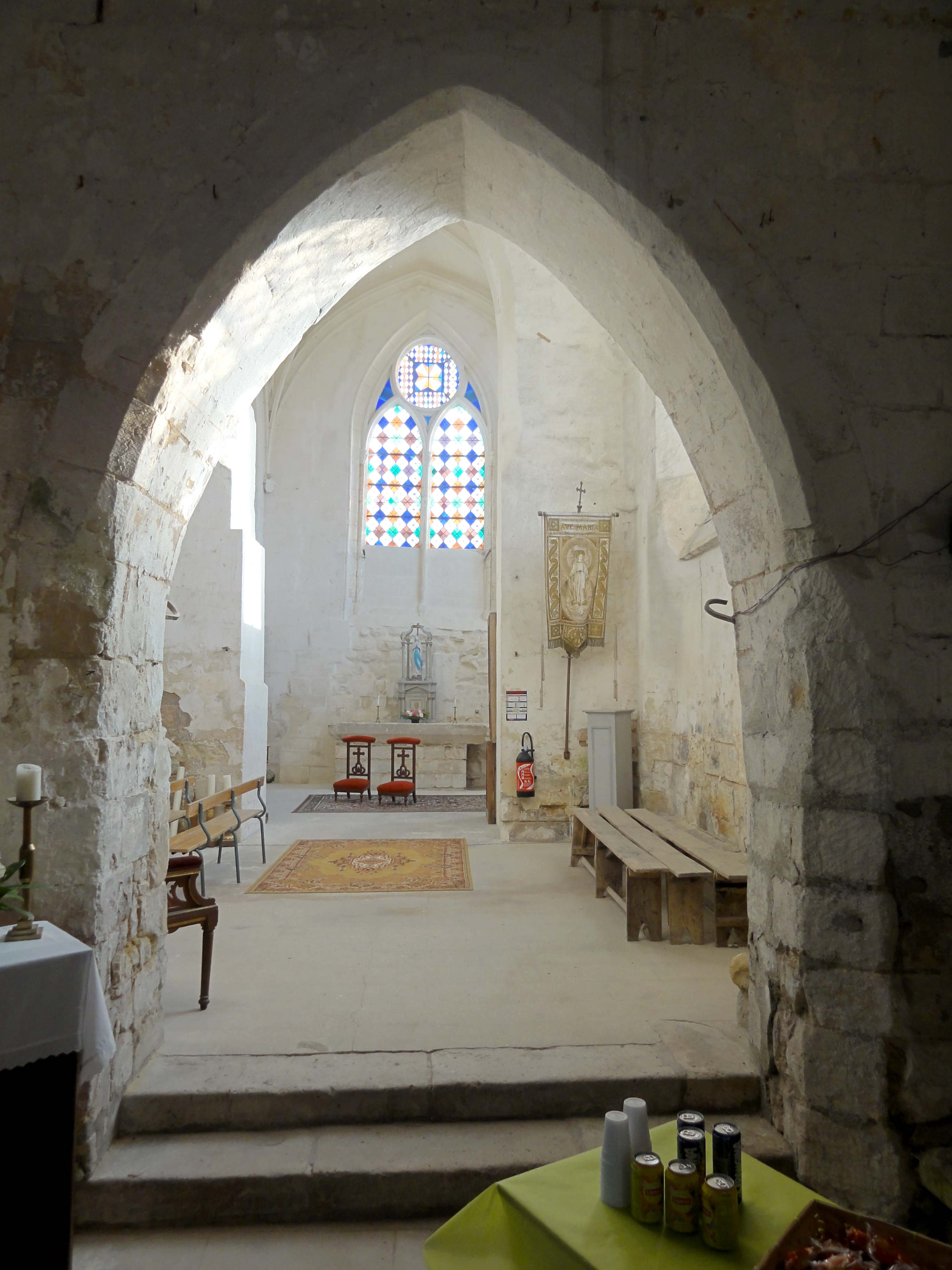
Bas-côté, vue dans la base du clocher.
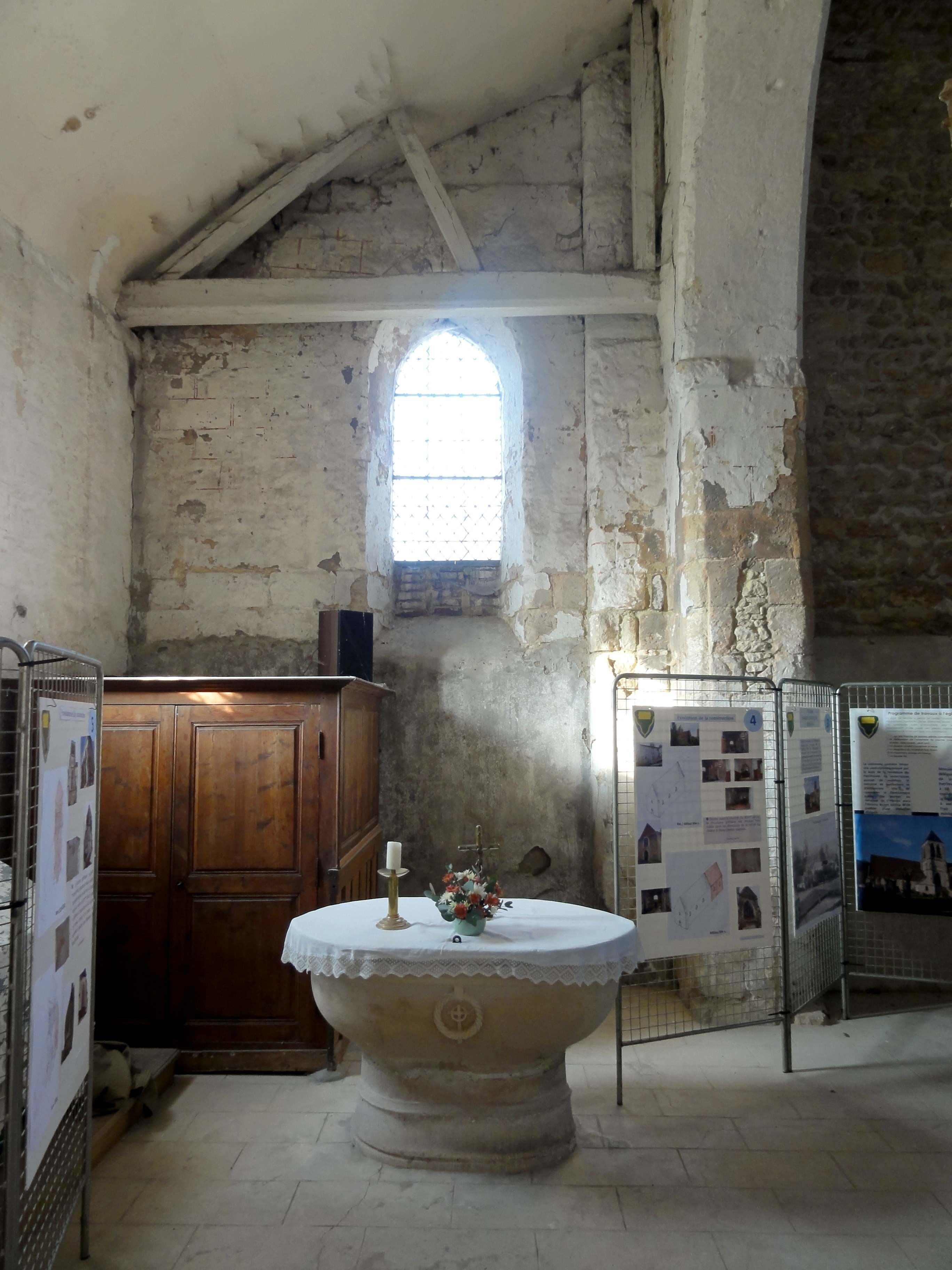
Bas-côté, chapelle des fonts baptismaux.
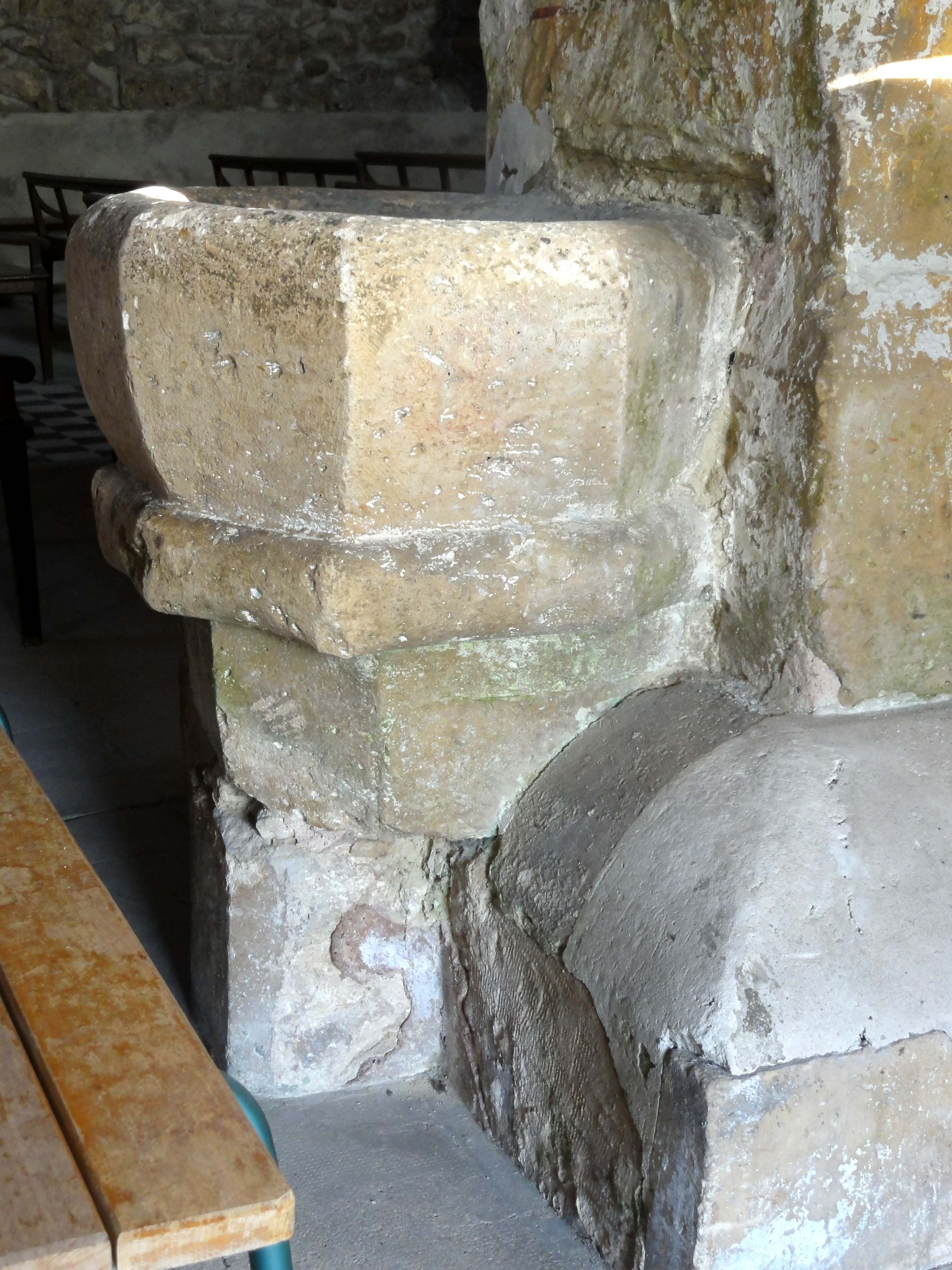
Bénitier gothique flamboyant.
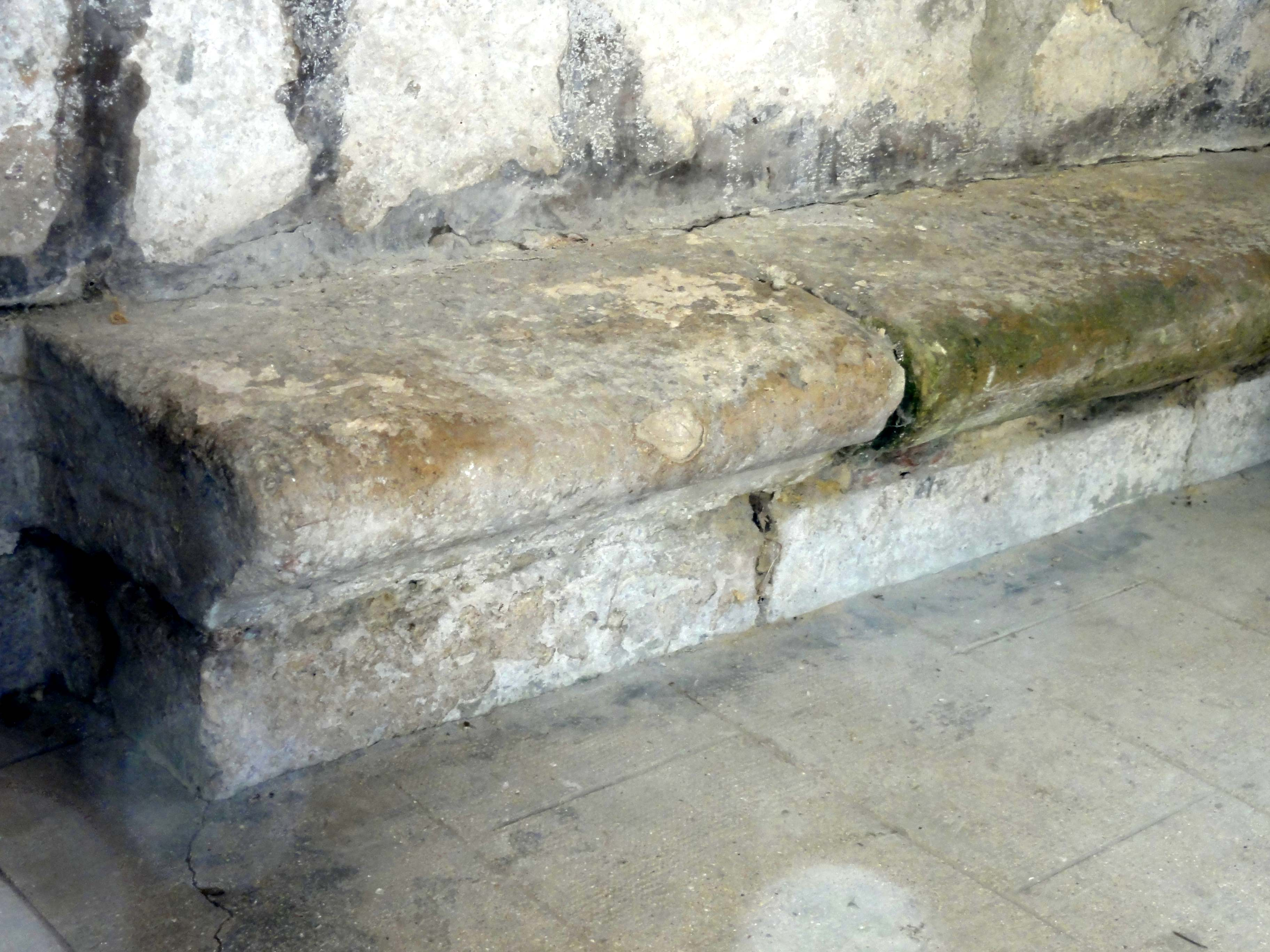
Bas-côté, banc de pierre.

### Première travée du chœur

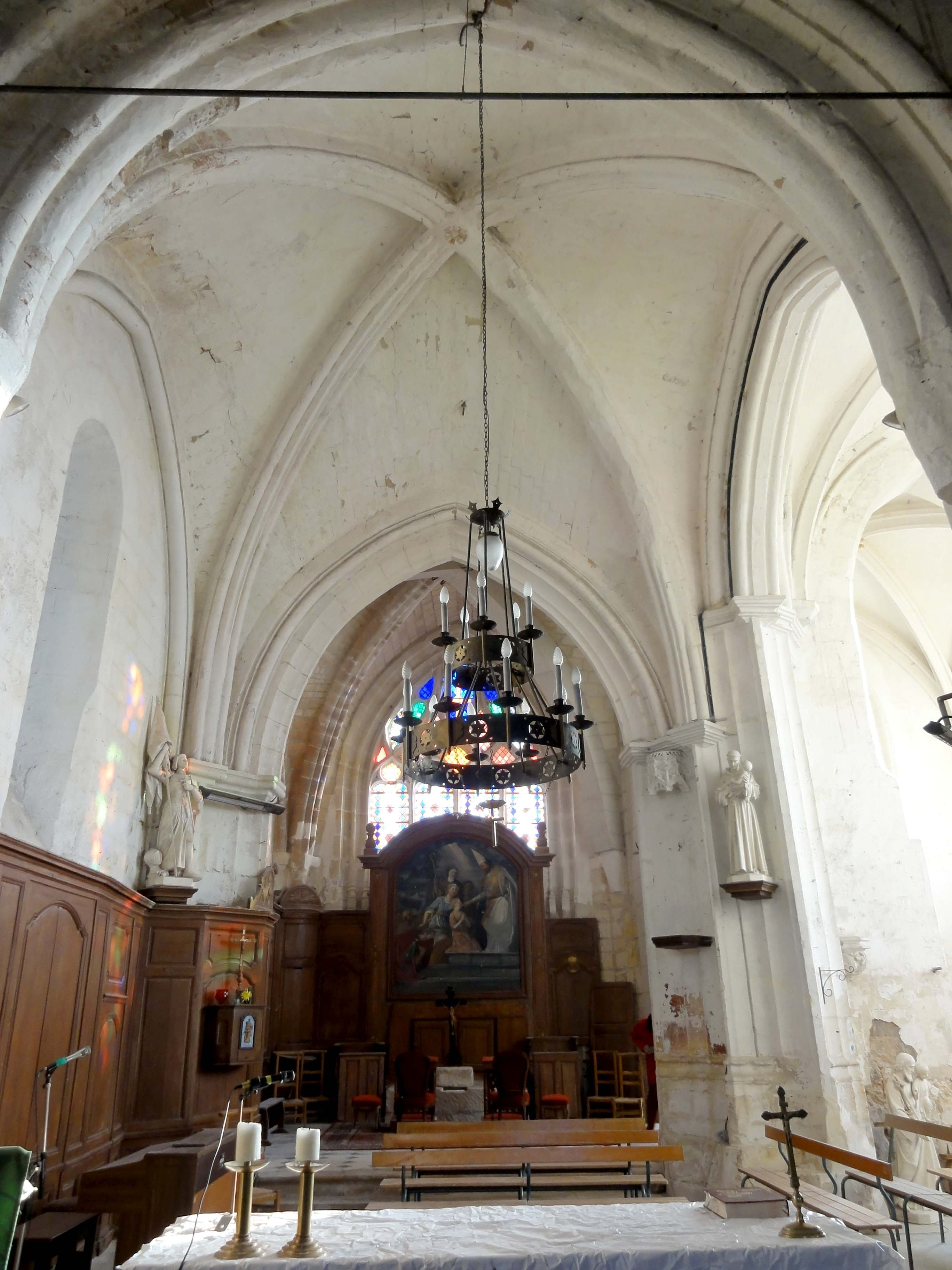
Vue vers l'est.

La première travée du chœur, qui n'a probablement pas été la base de l'ancien clocher, prend le jour par le nord, comme à Chamant et Fitz-James. La fenêtre en plein cintre, haute et étroite, est profondément ébrasée, et s'ouvre au-dessus d'un long glacis. L'arc en tiers-point règne sur la voûte et les arcs-doubleaux. Seulement les doubleaux à l'est et à l'ouest appartiennent à la campagne de construction de la première travée du chœur. Ils retombent au même niveau que les ogives et formerets. Le doubleau méridional a été refait lors de la construction du clocher, comme le montrent sa retombée à un niveau plus haut et son profil différent, très courant à la première période gothique, d'un large filet entre deux tores dégagés. Le rouleau supérieur de ce doubleau ne devrait être autre que le formeret roman de la première travée du chœur, qui a son homologue en face au nord. Pour venir aux deux doubleaux transversaux, ils sont à double rouleau, le rang de claveaux supérieur étant mouluré d'un tore de chaque côté, et le rouleau inférieur, de deux tores analogues de part et d'autre d'un gros tore central. Cette mouluration, qui paraîtrait atypique à la période gothique, témoigne des expérimentations stylistiques aux débuts du voûtement d'ogives. L'on trouve des profils similaires sous les clochers de Saint-Gervais et de Seraincourt, qui ont des voûtes d'arêtes. Comme déjà signalé, le rouleau inférieur du doubleau oriental a été retaillé à la période flamboyante. Les ogives adoptent un profil similaire, mais il n'est pas présent partout, car le tore médian est entaillé d'une gorge à plusieurs endroits. Un tel profil n'apparaît nulle part ailleurs dans la région. L'ogive sud-est ayant été raccommodée au plâtre, l'on peut supposer que ce dernier profil est authentique, et que la gorge a été bouchée ailleurs. Une petite rosace orne la clé de voûte.
Comme à l'accoutumée à la période romane, son diamètre est largement inférieur à celui des ogives. Les voûtains, régulièrement appareillés perpendiculairement aux arcs d'inscription, sont nettement bombés, de sorte que la clé de voûte se situe au-dessus des clés d'arc des doubleaux et formerets. Le bombement des voûtes est pratiquement la règle à la période romane, mais devient l'exception après les années 1150. Il serait maintenant intéressant d'étudier les supports, mais les tailloirs et chapiteaux romans ont été arasés dans les angles nord-ouest et sud-ouest, tandis que les supports au nord et au sud du doubleau intermédiaire du chœur ont été retaillés ou repris en sous-œuvre à la période flamboyante, comme le montre leur profil prismatique aigu. Peu compatibles avec le style flamboyant sont les profils  des tailloirs, d'ailleurs différents au nord et au sud, qui sont peut-être postérieurs. Mais de tels profils atypiques résultent parfois de remaniements, et dans le collatéral de Cauvigny, les voûtes romanes retombent aussi sur des supports flamboyants. À l'ouest, l'état actuel permet encore d'affirmer que les supports romans comportaient une colonnette engagée de fort diamètre pour le rouleau inférieur des doubleaux, et des fines colonnettes appareillées pour le rouleau inférieur, les ogives et les formerets, en application du principe de l'équivalence du nombre des supports et du nombre des éléments à supporter.

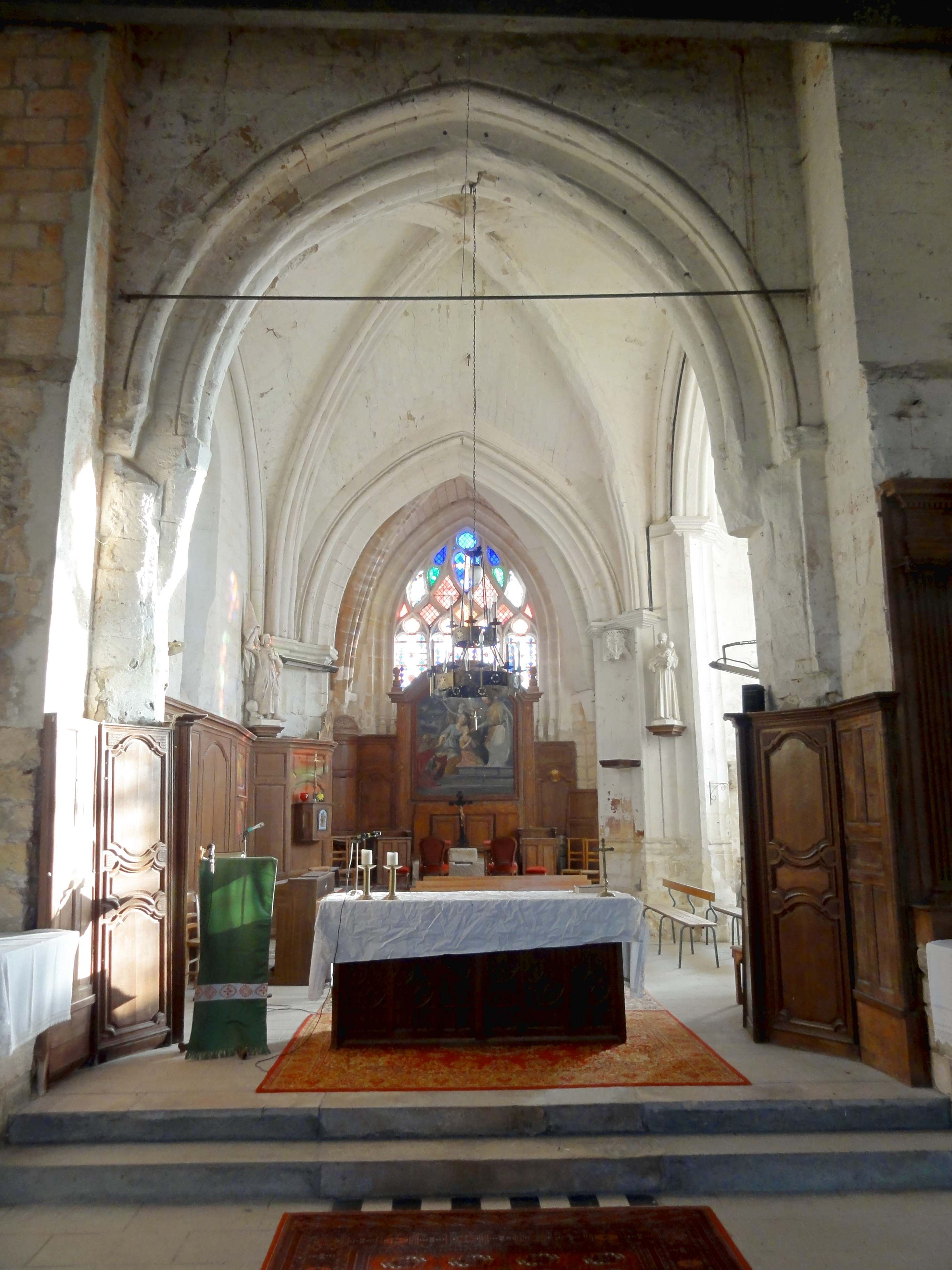
Vue depuis la nef.
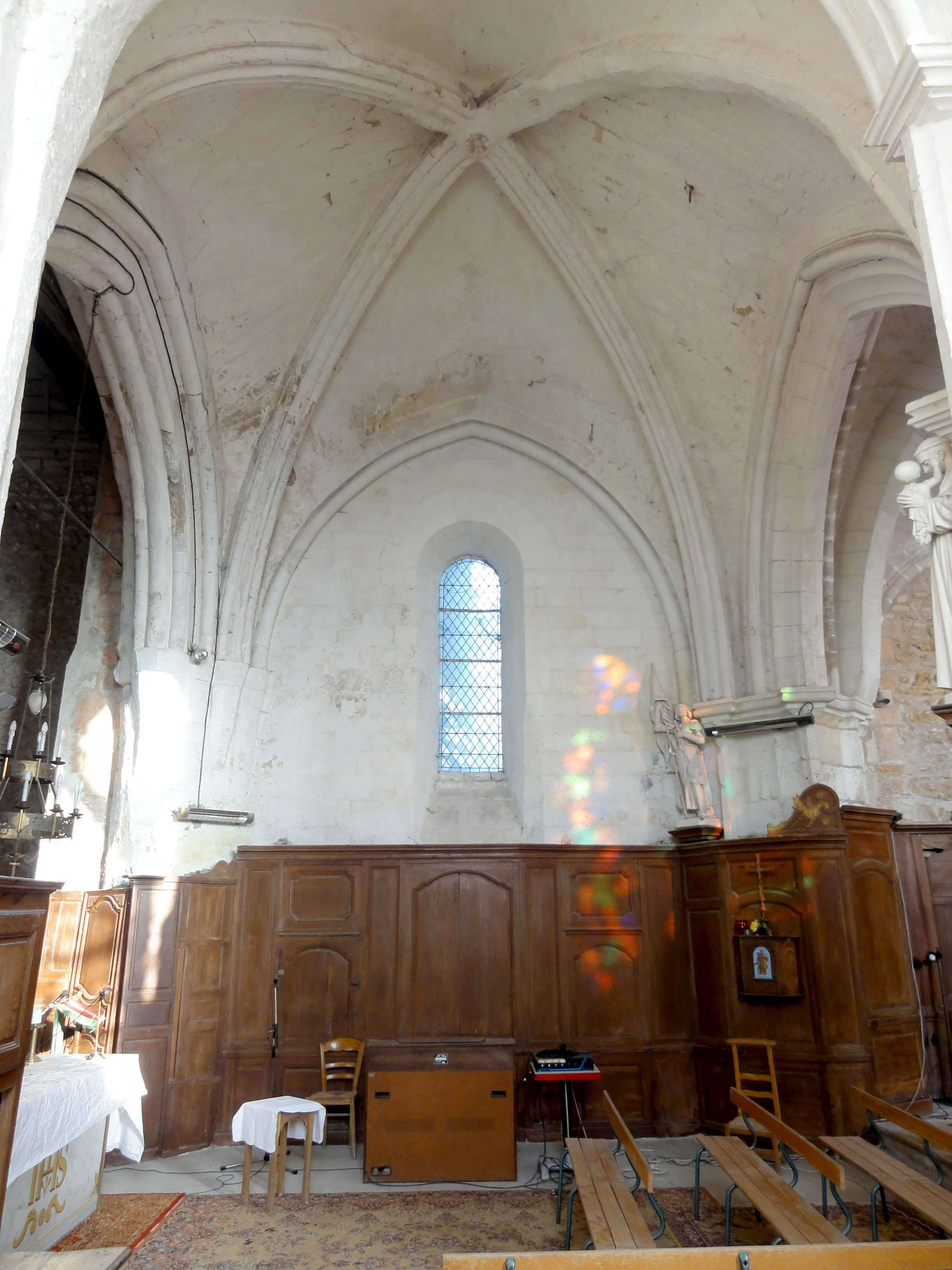
Vue vers le nord.
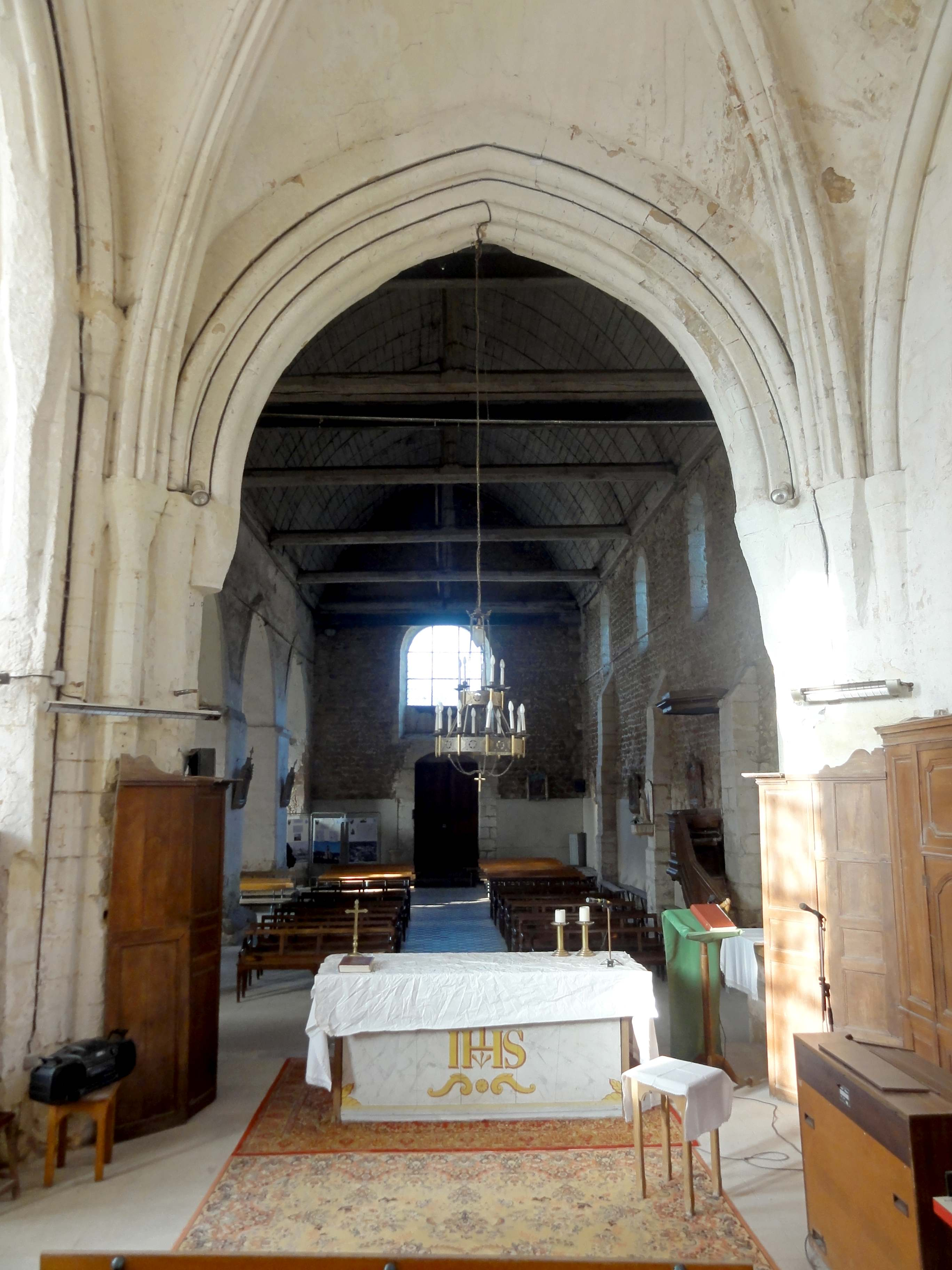
Vue vers l'ouest dans la nef.
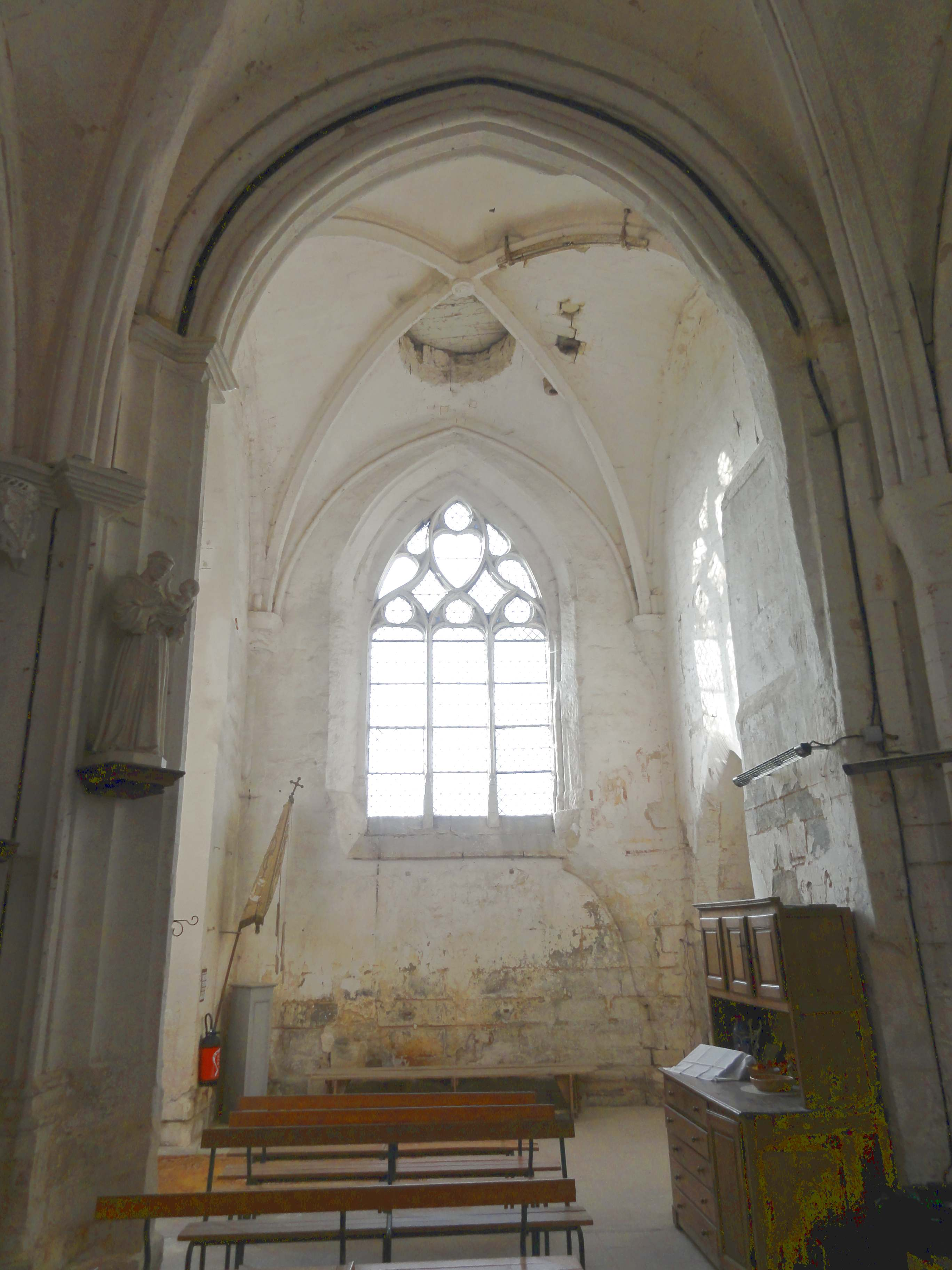
Vue vers le sud dans la base du clocher.
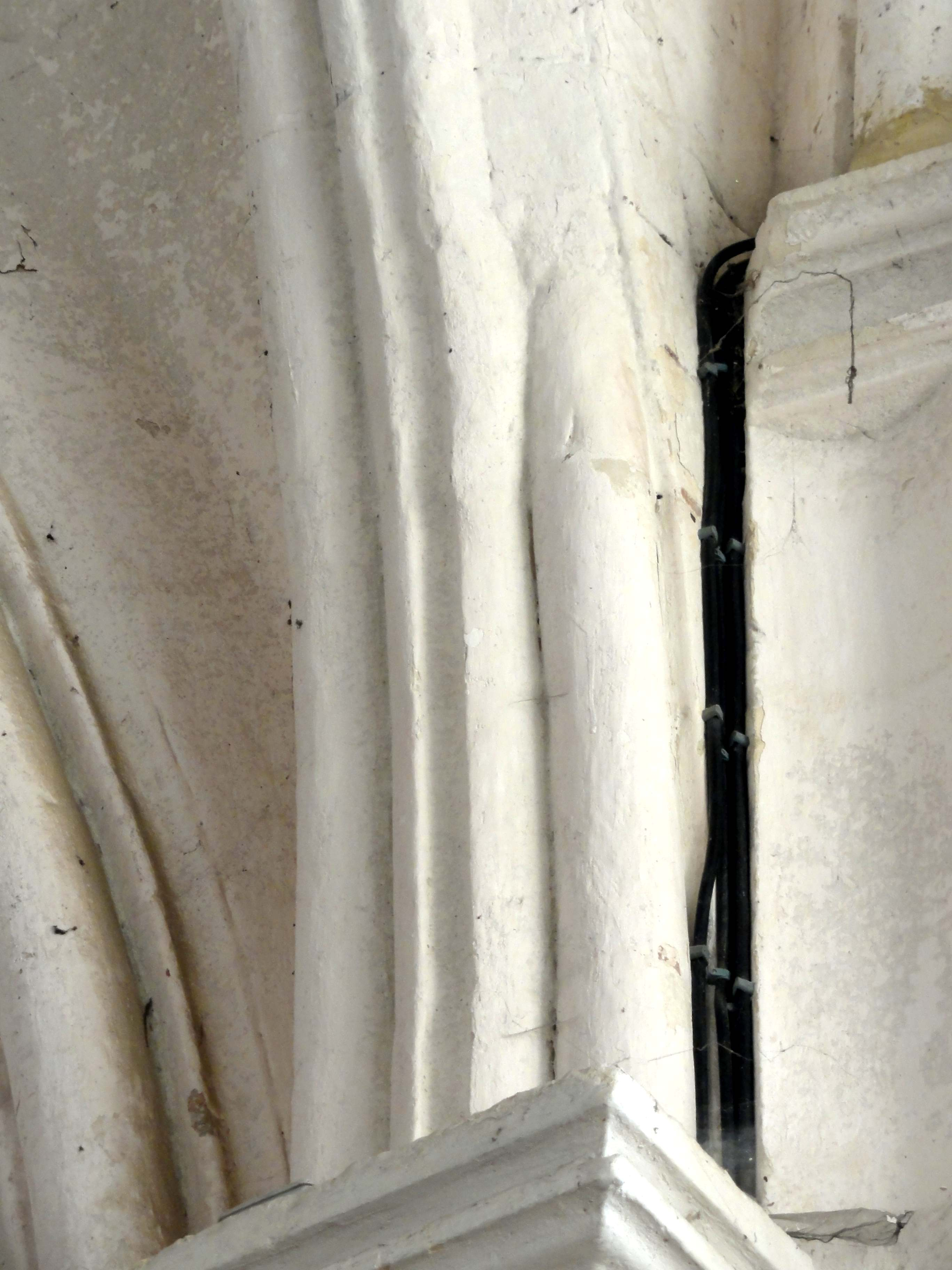
Ogive dans l'angle nord-ouest.
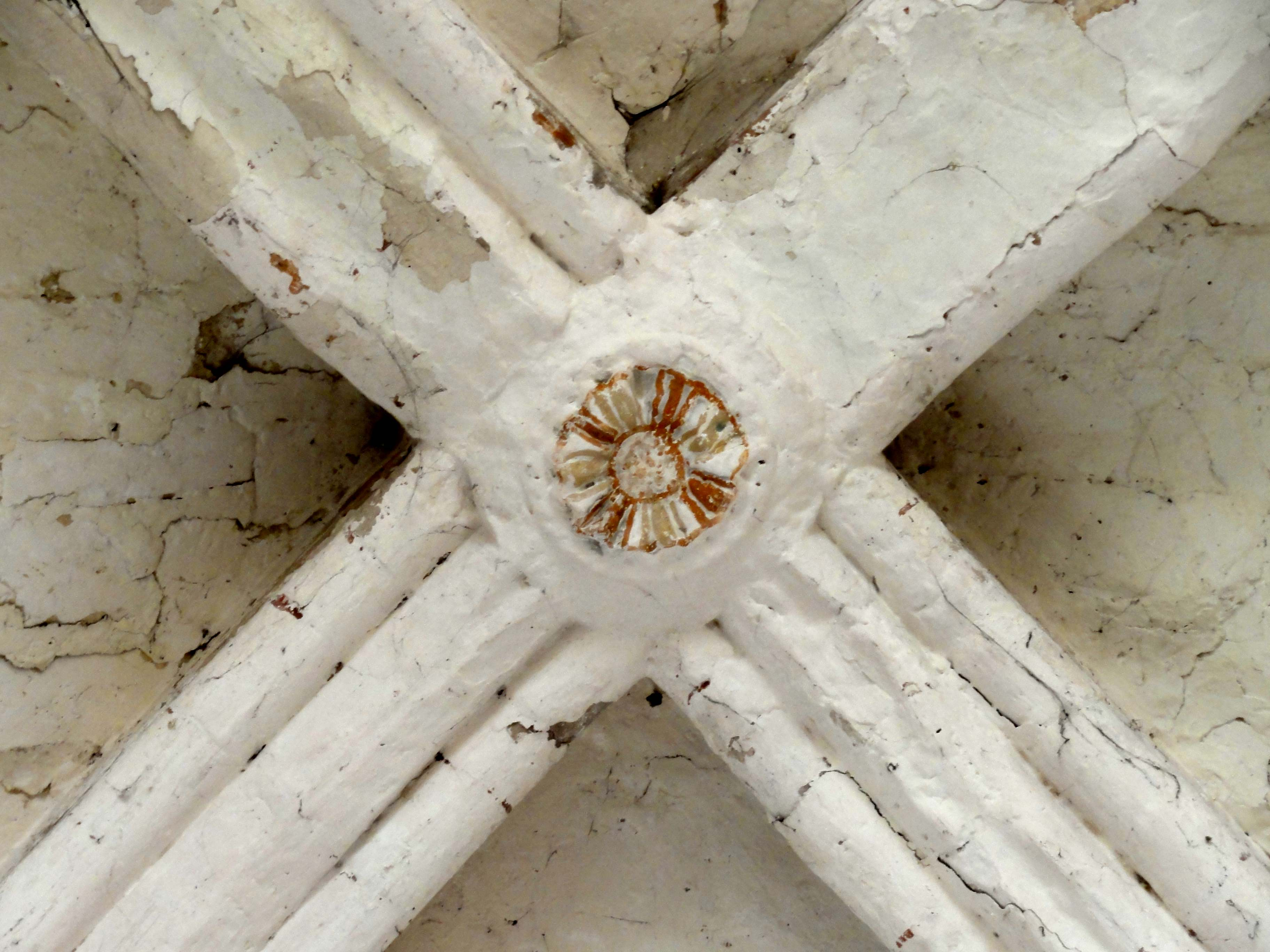
Clé de voûte.

### Deuxième travée du chœur

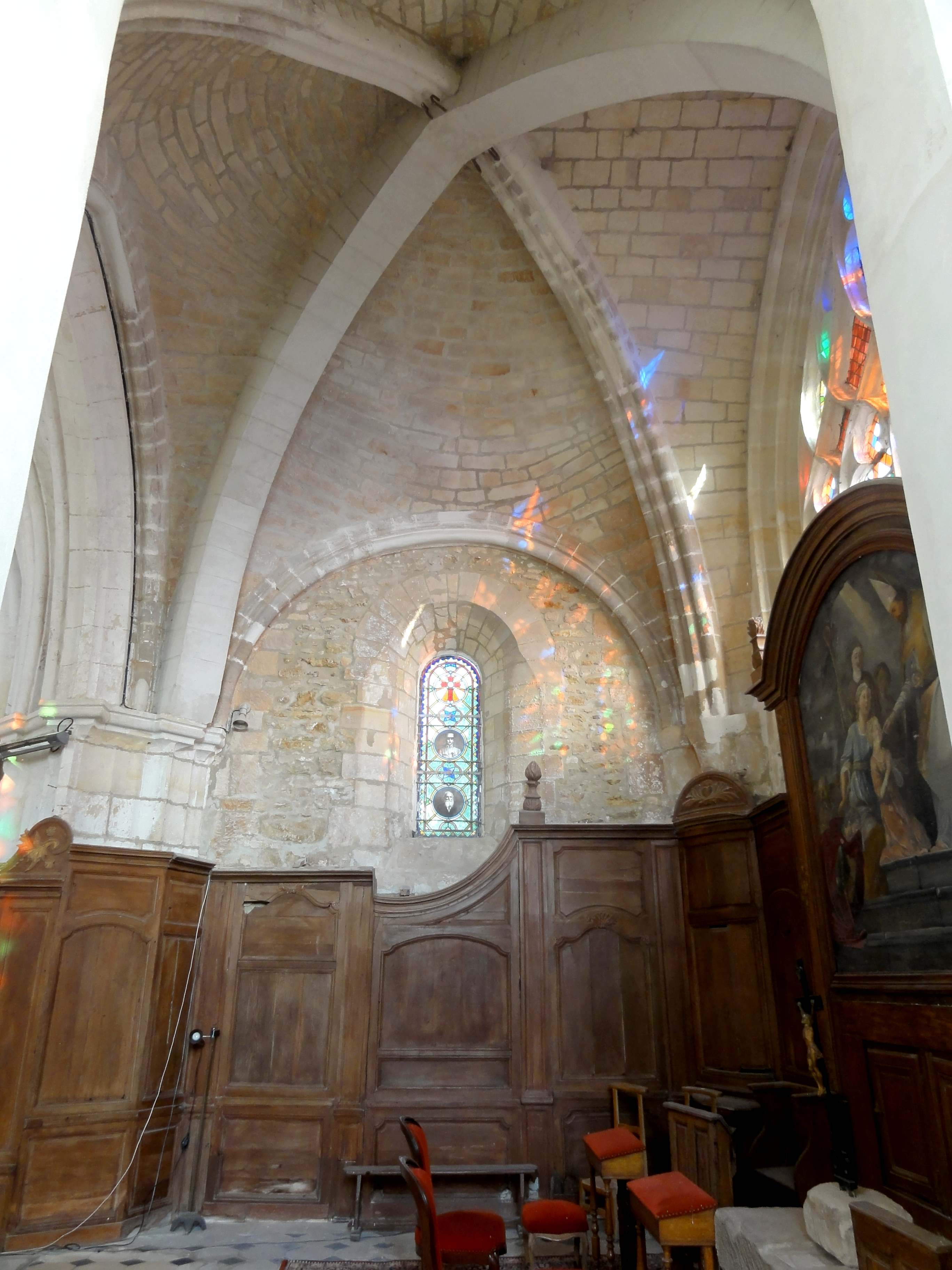
Vue vers le nord.

La deuxième travée du chœur, de dimensions comparables à la précédente, est encore plus hétérogène. Seulement l'élévation septentrionale n'a pas été retouchée depuis la construction, et il ne reste non seulement pas de tailloirs et de chapiteaux romans, mais pas non plus de doubleaux. Le doubleau occidental, qui est en tiers-point, appartient à la campagne de la première travée, de quinze à vingt ans plus récente. L'arcade méridionale, étroite et non moulurée, a été ouverte dans le mur du chœur lors de l'adjonction de la chapelle de la Vierge, au milieu du XIIIe siècle. Elle possède un formeret en tiers-point, qui est constitué d'un rang de claveaux non moulurés, qui correspond à l'arc d'inscription de la voûte. Mais le voûtain adjacent et le voûtain oriental ont été refaits, comme le met en évidence leur comparaison avec les voûtains ouest et nord, qui seuls subsistent des années 1120. Les ogives nord-ouest et sud-ouest ont été reconstruites pendant la seconde moitié du XXe siècle, sans aucune mouluration, et en supprimant sans ménagement la clé de voûte. Il y a donc encore deux ogives d'origine, ainsi que le formeret torique au droit du mur septentrional. Comme déjà signalé, c'est l'une des premières occurrences de formerets moulurés dans le département, avec Noël-Saint-Martin.
Le profil des ogives est également précurseur. Il est constitué d'une grande arête saillante entre deux tores, comme dans les bas-côtés de Bury et la travée sous clocher de Cauffry. Avec une arête nettement mois large que les tores, ce deviendra l'un des profils les plus courants pour les ogives à la première période gothique. Les deux voûtains d'origine méritent aussi l'attention. L'appareillage concentrique, qui suggère une coupole, n'a pas son pareil dans la région. Dominique Vermand a démontré qu'une phase d'expérimentations, avec un appareillage désordonné ou parallèlement aux arcs d'inscription, a précédé la généralisation de l'appareillage perpendiculairement aux murs, qui a été adopté dans la première travée. Le bombement est très prononcé dans le sens transversal (nord-sud), comme dans le chœur de Noël-Saint-Martin et la chapelle latérale nord du chœur d'Ully-Saint-Georges, ce que Dominique Vermand explique par la forme en plein cintre des formerets longitudinaux, tandis que les doubleaux transversaux seraient déjà en arc brisé. En l'occurrence, le doubleau semble provenir de la campagne de construction suivante, mais le voûtain occidental adopte effectivement la forme en arc brisé. Il y a encore des chapiteaux mutilés dans les angles près du chevet. L'on peut voir que les chapiteaux dédiés aux ogives sont plantés de biais, face aux ogives, ce qui devient rapidement la règle, jusqu'à la période rayonnante. La fenêtre septentrionale ressemble à celle de la première travée, mais sa hauteur est moins importante. L'arc de la vaste baie flamboyante du chevet s'inscrit directement sous le voûtain oriental. Elle est entourée de deux moulures concaves, délimitées par des arêtes vives, et possède un réseau complexe basé sur quatre lancettes à têtes trilobées. Les meneaux délimitant les arcs des lancettes se croisent aux sommets de celles-ci, puis se continuent, et forment ainsi des losanges, puis délimitent quatre soufflets et mouchettes dissymétriques, et un soufflet symétrique au sommet. C'est la seule fenêtre entièrement flamboyante de l'église.

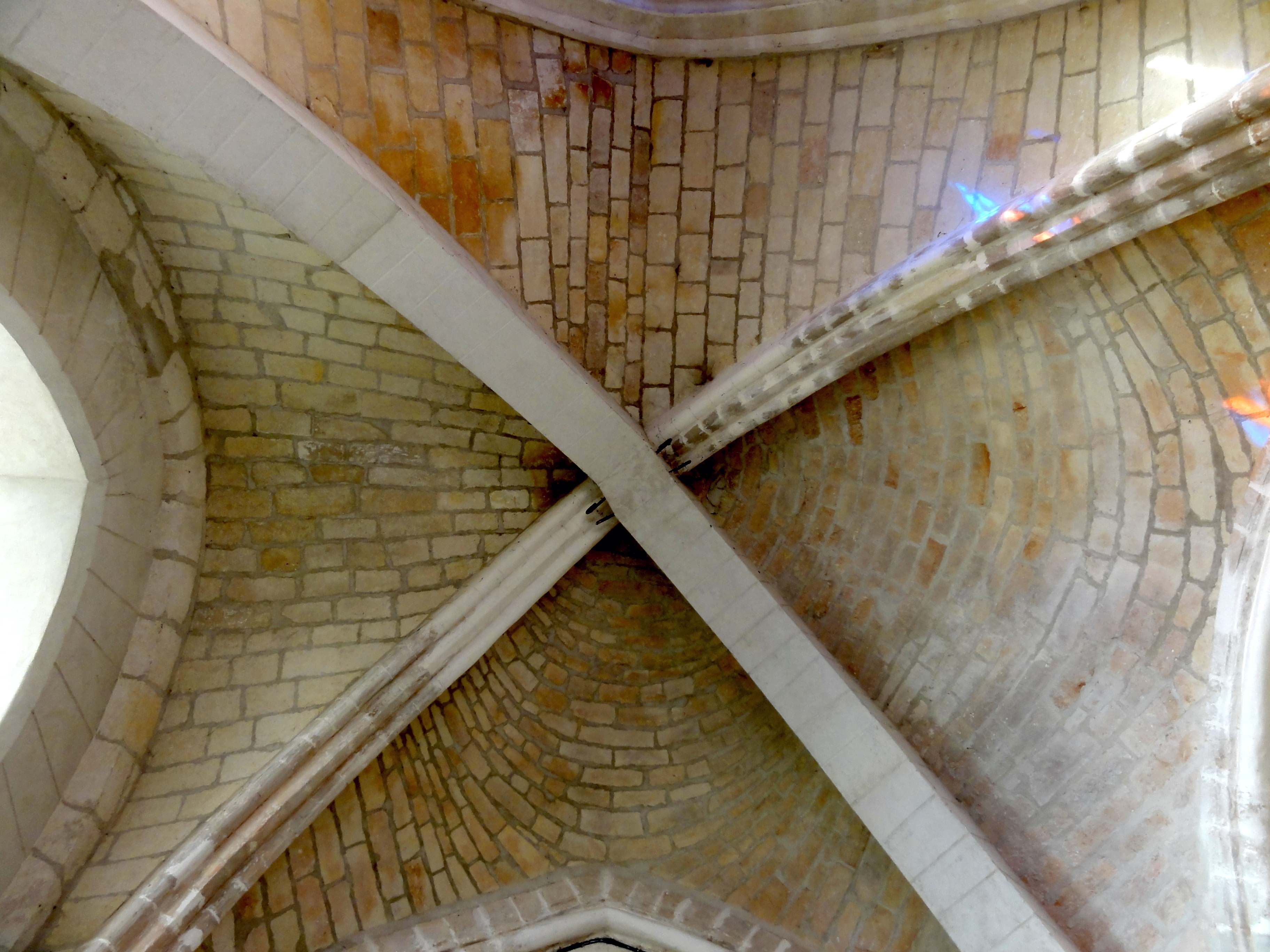
Voûte d'ogives en forme de coupole.
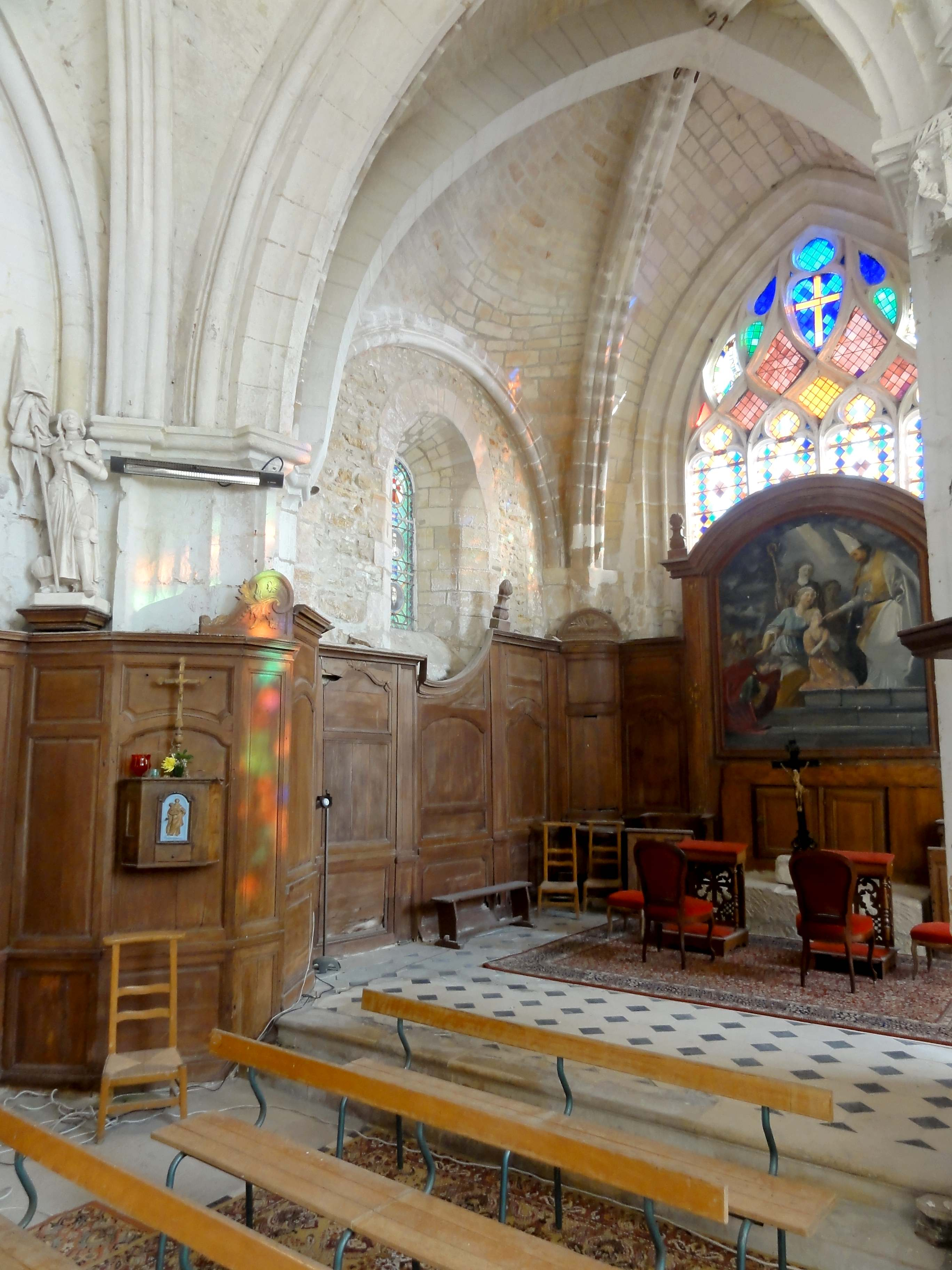
Vue vers le nord-est.
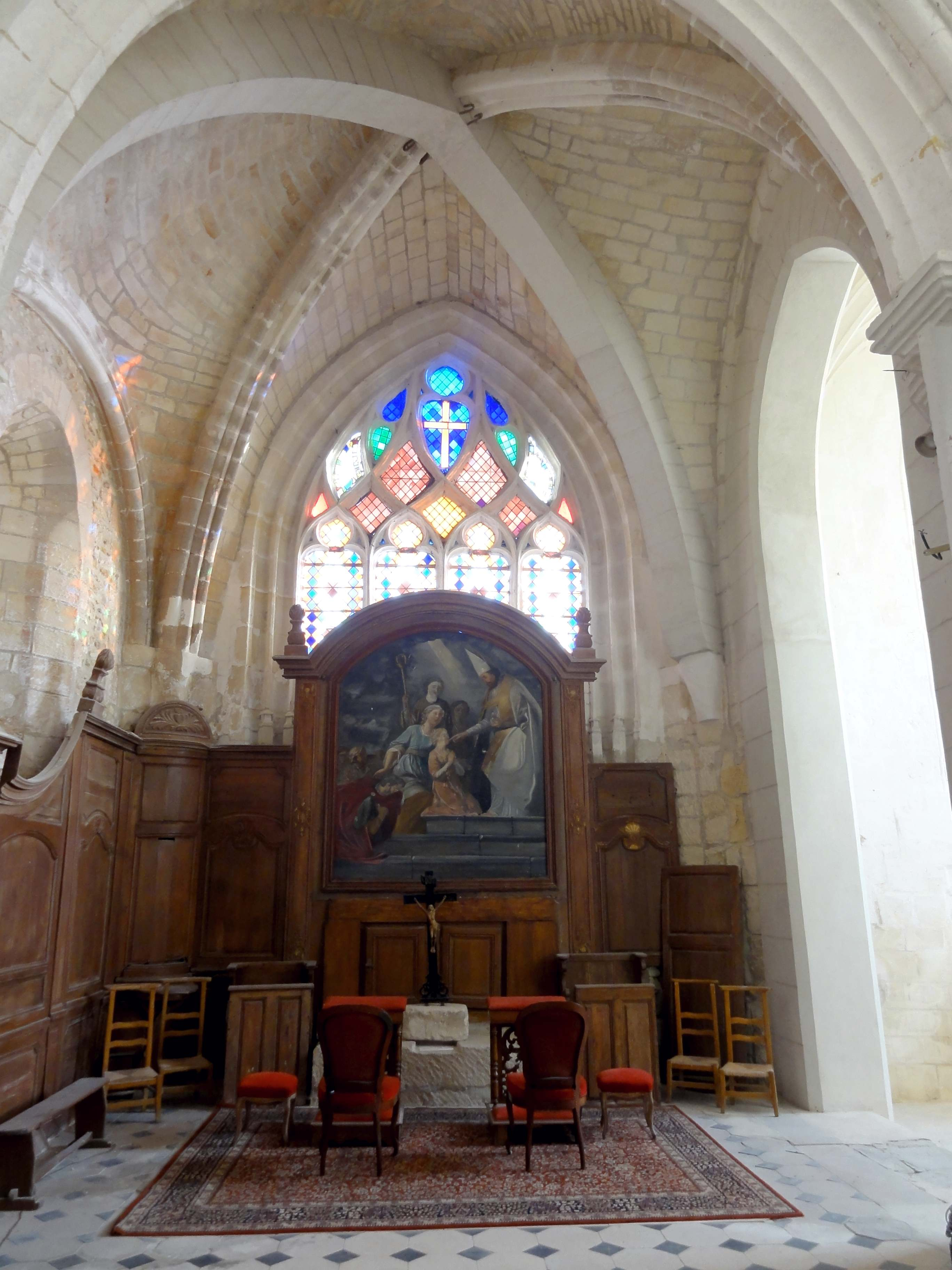
Vue vers l'est.
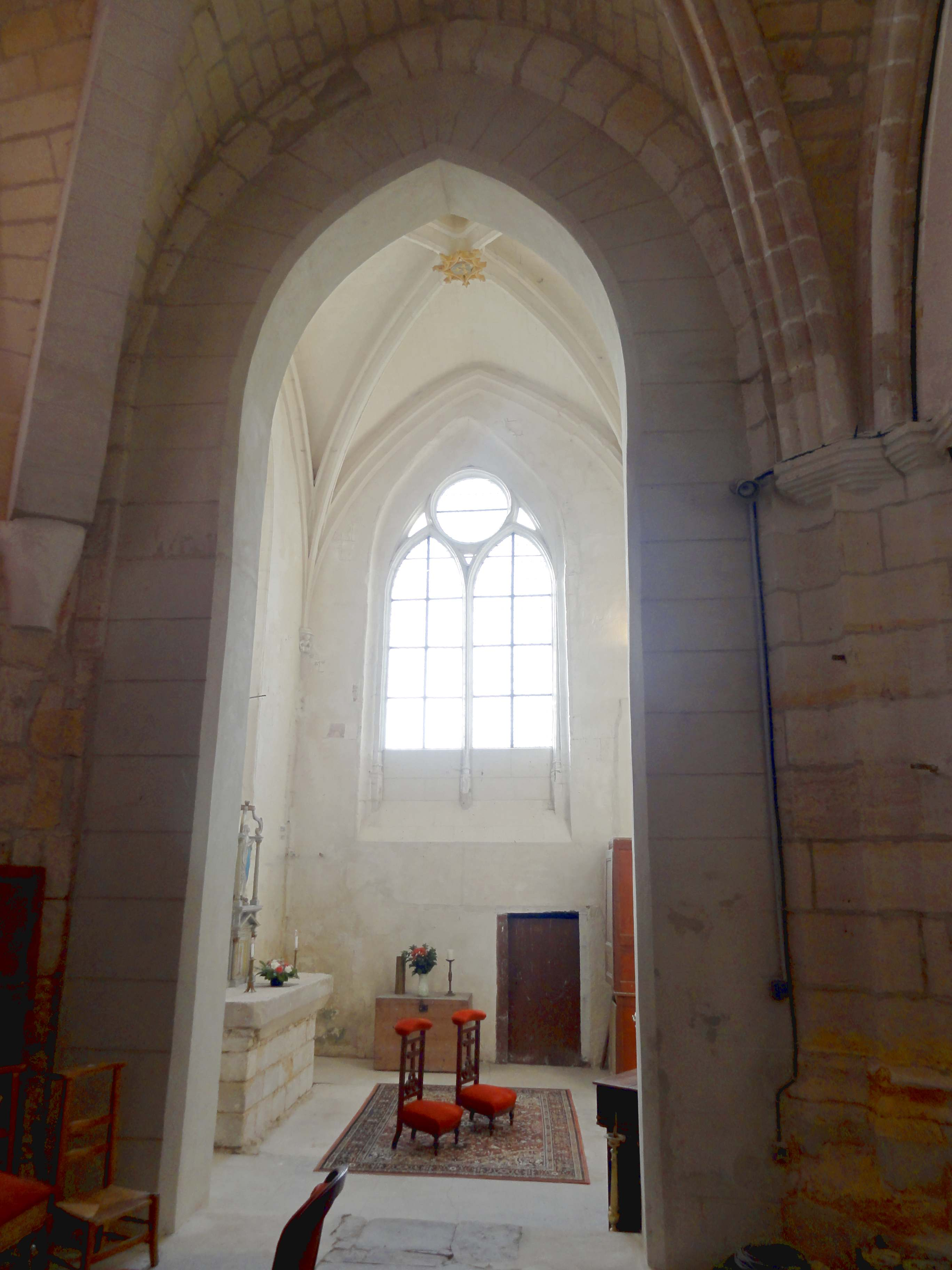
Vue vers le sud.
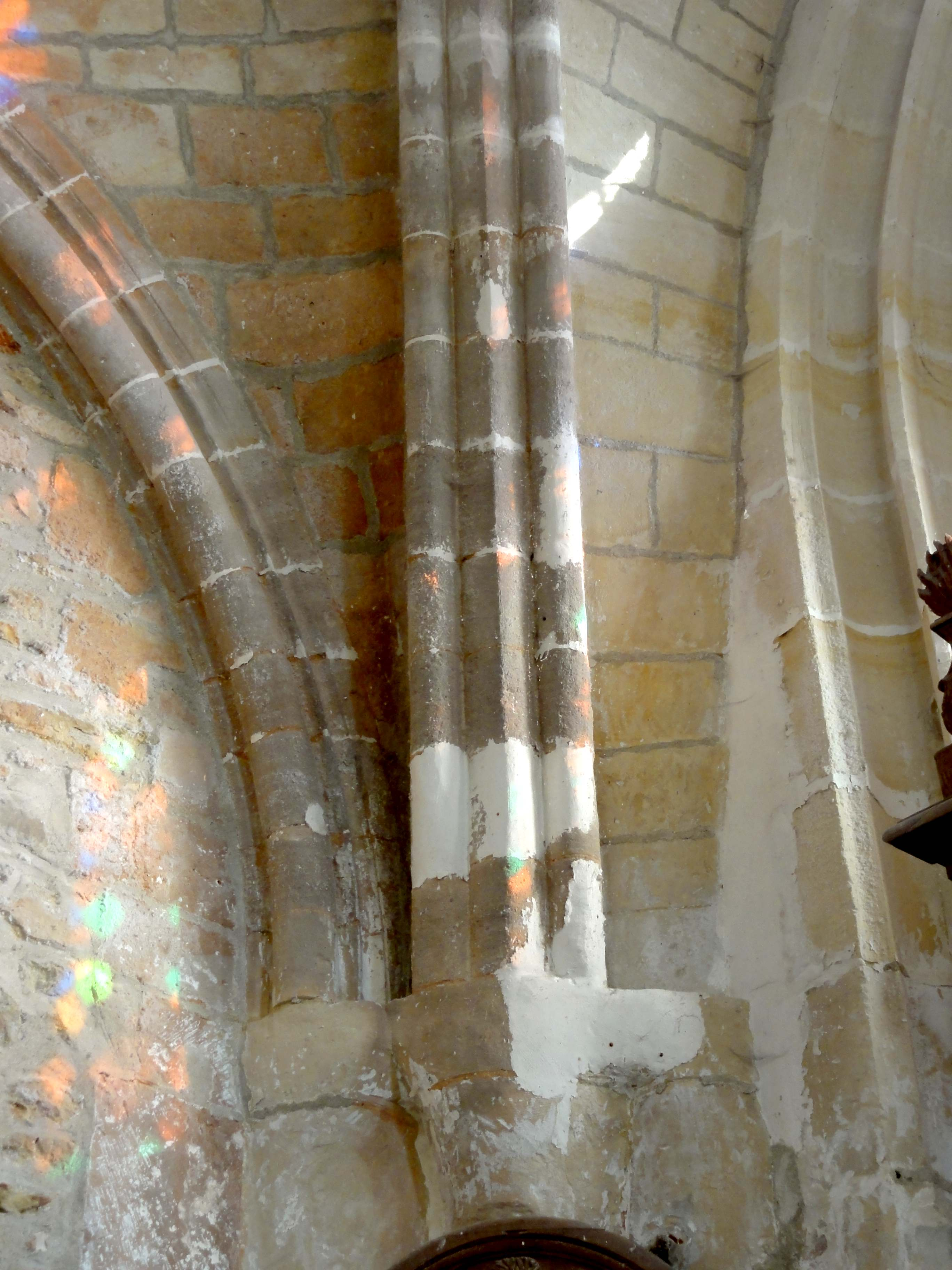
Ogive d'origine dans l'angle nord-est.
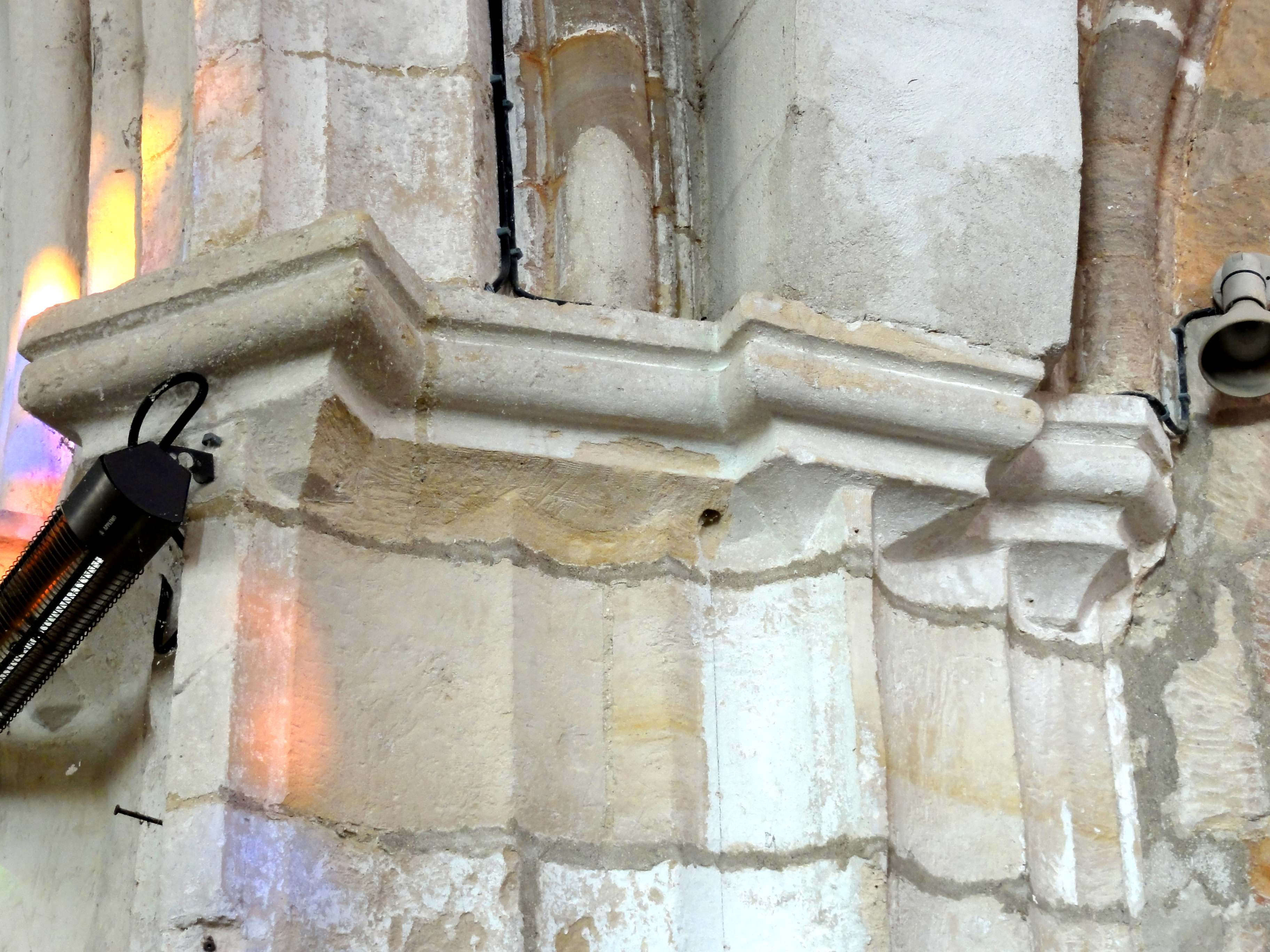
Supports remaniés dans l'angle nord-ouest.

### Base du clocher

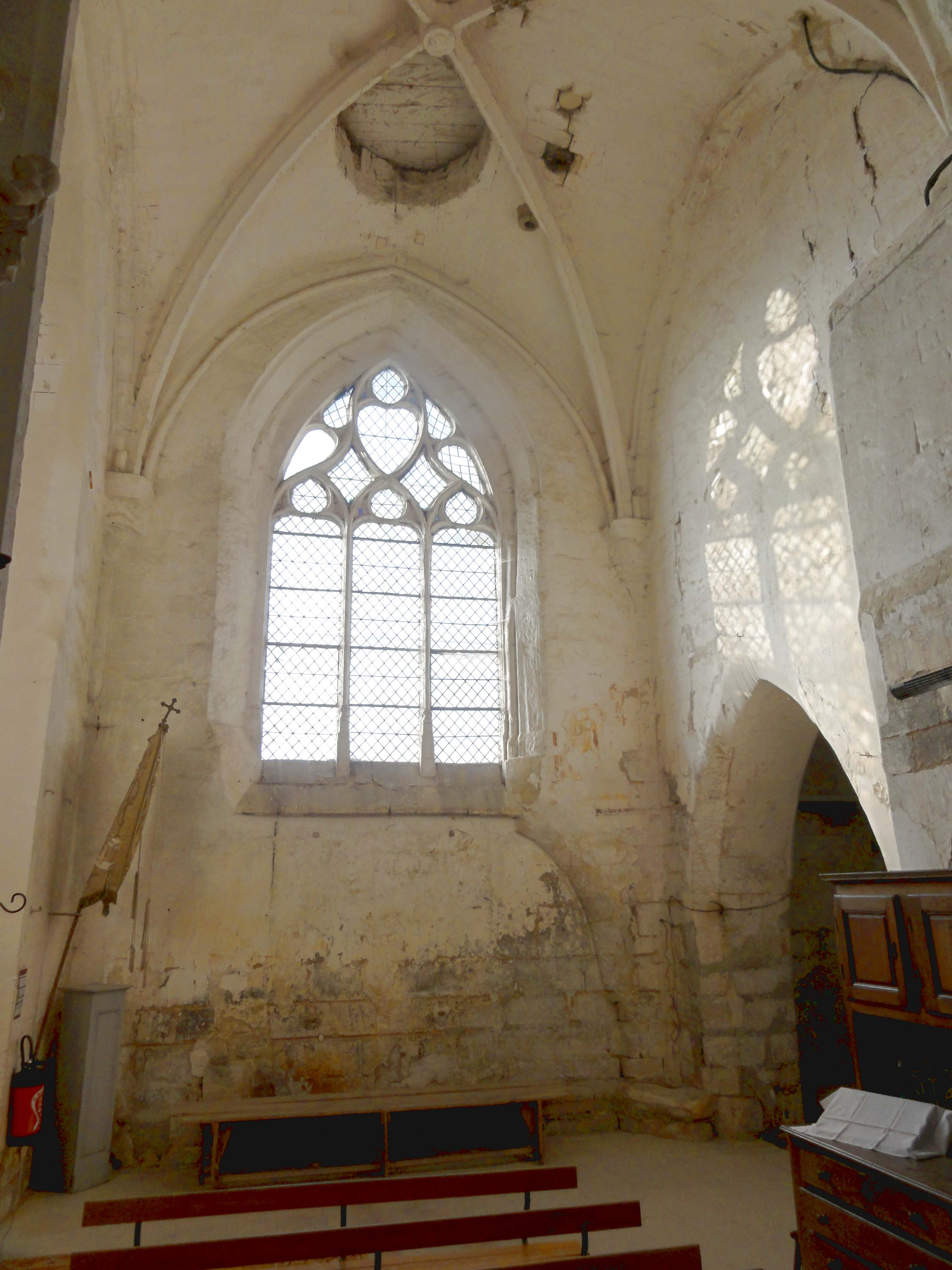
Vue vers le sud.

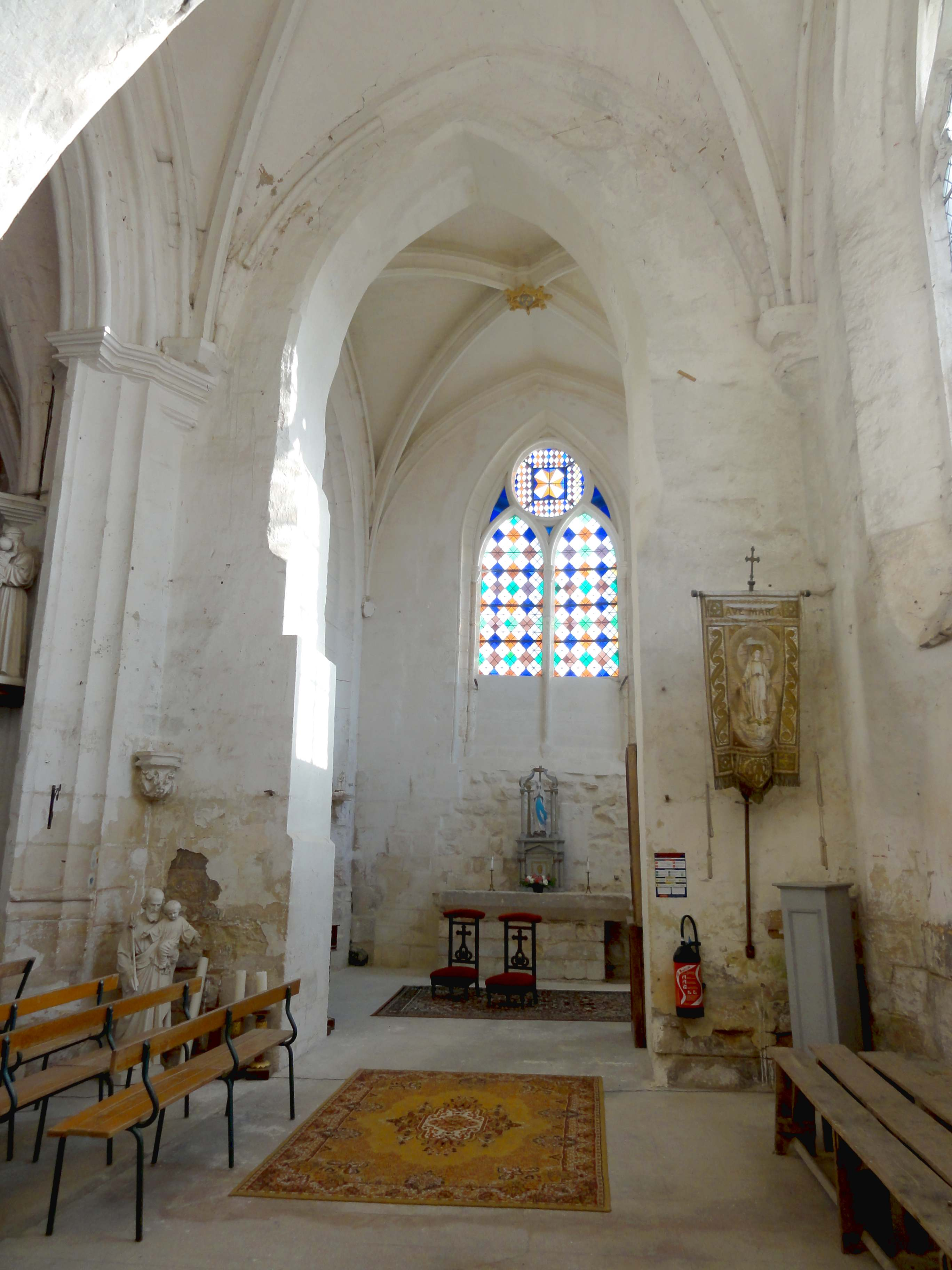
Vue vers l'est dans la chapelle de la Vierge.

La base du clocher est de style gothique flamboyant à l'intérieur, hormis certains éléments, dont les formerets et le doubleau vers la première travée du chœur, partiellement mutilés. La travée paraît être conçue pour ne pas être accompagnée d'autres travées à l'ouest et à l'est, car l'on y voit des murs nus, où des arcades en tiers-point relativement étroites ont été ouvertes après coup, comme au sud de la seconde travée du chœur. Ces arcades ne sont pas moulurées, et dépourvues de supports. L'arcade vers le bas-côté est désaxée vers la gauche (le sud), et éloignée de la pile sud-ouest du clocher, en raison de la largeur importante de la nef par rapport au chœur. Mais ce n'est pas un mur lisse que l'on voit entre l'arcade et l'angle nord-ouest de la base du clocher, mais un massif de maçonnerie, qui se retraite une fois grâce à un fruit, côté est. Ce massif ne semble pas soutenir la voûte, et donc le clocher lui-même, mais destiné à lutter contre la poussée de la voûte de la première travée du chœur. La retraite étant situé à l'est, et non au sud, l'on peut aussi imaginer que le massif de maçonnerie était lié à une ancienne structure située à l'ouest, à l'emplacement du bas-côté. D'autre part, ce massif a son pendant à l'est, sous la forme d'une sorte de contrefort à ressauts intégré dans le piédroit de gauche (nord) de l'arcade vers la chapelle de la Vierge. La forme grossière de l'arcade contraste avec la forme très régulière de la partie inférieure du contrefort, qui constitue peut-être un ajout moderne. Ici, la fonction de lutter contre la poussée des voûtes du chœur paraît plus évidente.
En dehors de ces particularités, la base du clocher ne montre pas la lourdeur stylistique fréquente dans ces travées. Les ogives sont très fines, et affectent un profil prismatique aigu, propre au style flamboyant. Elles retombent sur des culs-de-lampe issus de la transformation des chapiteaux du XIIIe siècle, dont les fûts ont été supprimés, sauf dans l'angle sud-est, tout en haut. La clé de voûte est un disque arborant un écusson à trois fleurs de lys. Près de la clé de voûte, un trou de cloches a été percé dans le voûtain méridional. Les formerets toriques subsistent intégralement au nord et au sud, et très partiellement à l'est. À l'ouest, le formeret paraît flamboyant. La coexistence d'un formeret et d'un doubleau à double rouleau, au nord, est assez surprenante, d'autant plus que le tracé des arcs n'est pas tout à fait identique. Le profil du doubleau, qui subsiste du XIIIe siècle, a déjà été mentionné ; pour des raisons difficiles à déterminer, il est fortement abîmé à gauche (ouest). De même, le piédroit a été malmené, et en bas, n'apparaît que la surface lisse du massif de maçonnerie énigmatique, qui ne fait pas apparaître des traces d'arrachement. Il doit donc être antérieur au clocher. En revanche, le piédroit en face à l'est, qui fait partie de la pile nord-est du clocher, a été repris en sous-œuvre à la période flamboyante. Cette reprise en sous-œuvre concerne les trois quarts de la pile, en n'omettant que l'angle tourné vers la chapelle de la Vierge, et les deux arcades adjacentes. Quant à la reprise de la fenêtre, elle est tout aussi partielle que celle de la voûte : le pourtour reste gothique rayonnant à l'extérieur, et des vestiges d'une colonnette rayonnante sont également visibles à l'intérieur, à droite (ouest). L'arc de la baie a été retaillé à l'intérieur. Ensuite, la baie a été munie d'un remplage du même type que celui au chevet du chœur, mais avec une lancette en moins. La délicatesse de ce remplage contraste avec la grossièreté du traitement des trois arcades et doubleaux de la base du clocher. L'église a peut-être subi des dommages après la reconstruction flamboyante, lors des guerres de religion. Les murs ont été blanchis à la chaux depuis, en recouvrant les peintures murales du XVIe siècle ou antérieures, dont un vestige difficilement identifiable est visible à droite de la fenêtre. Reste à mentionner une dernière particularité, en l'occurrence un grand arc de décharge dans le soubassement de la fenêtre, mais coupé à son sommet par cette dernière. Il pourrait provenir d'un ancien enfeu. Dans ce cas, le soubassement de la fenêtre doit être plus ancien que le reste du clocher.

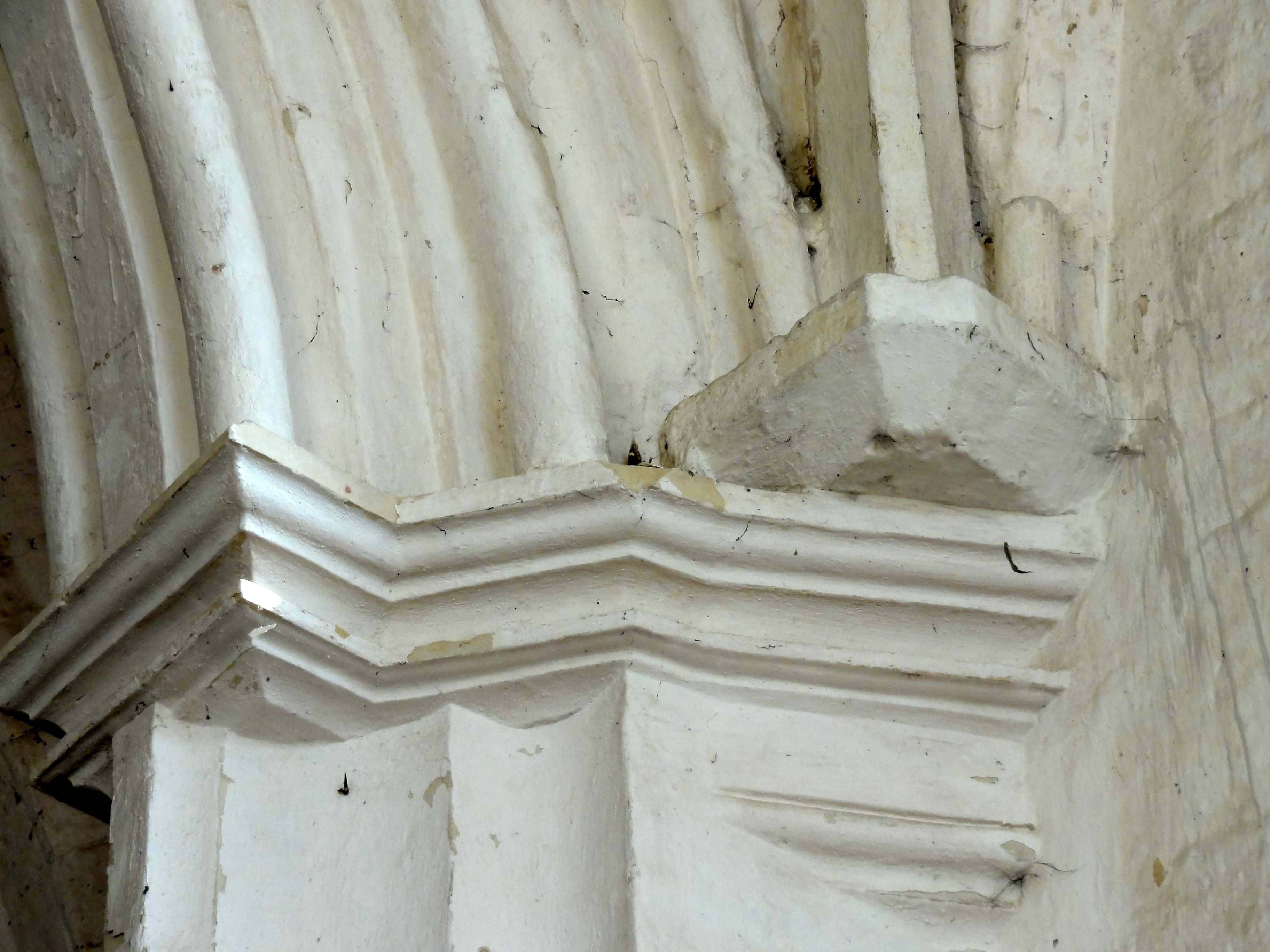
Retombée de la voûte dans l'angle nord-est.
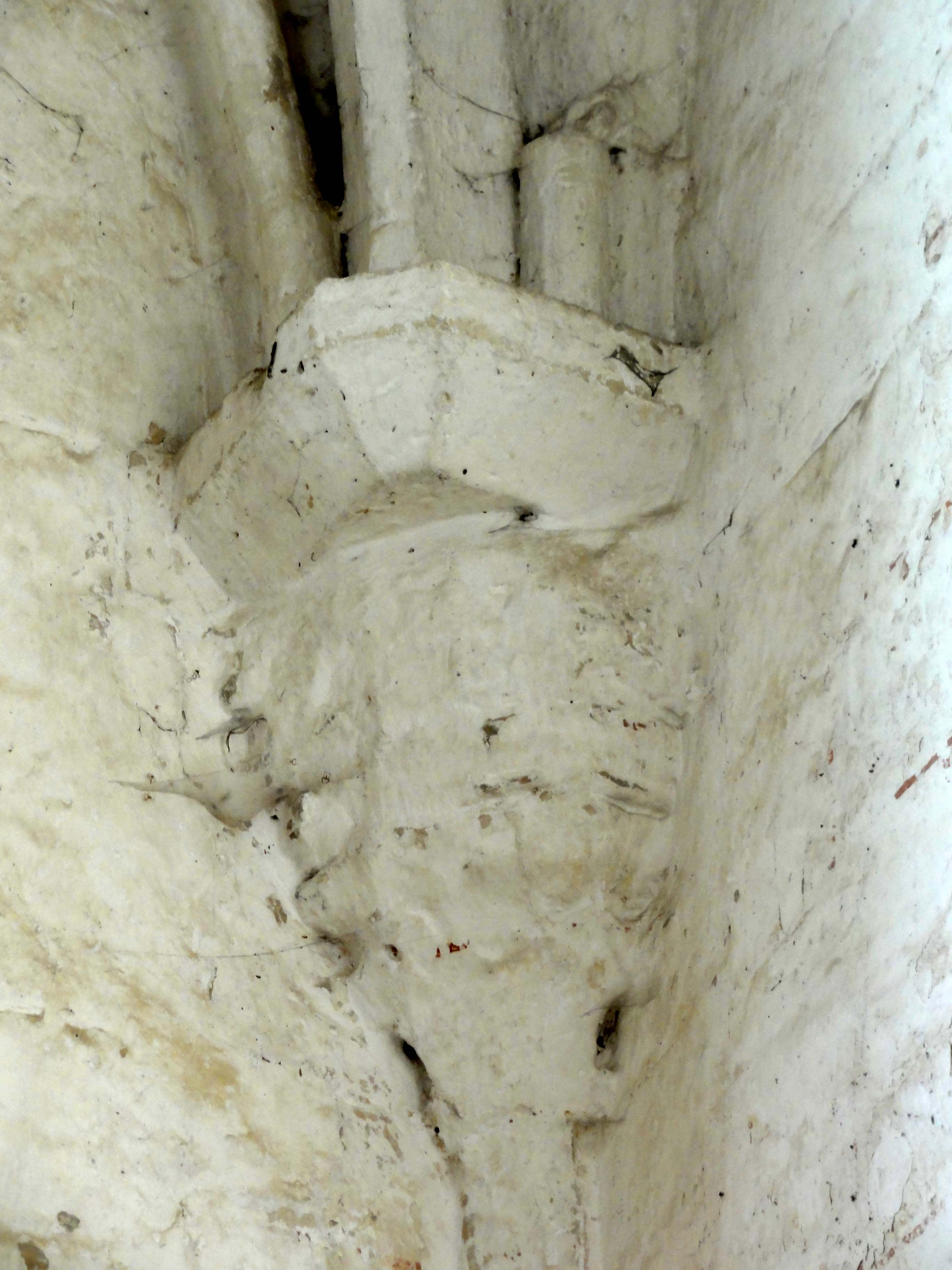
Ancien chapiteau gothique au sud-ouest.
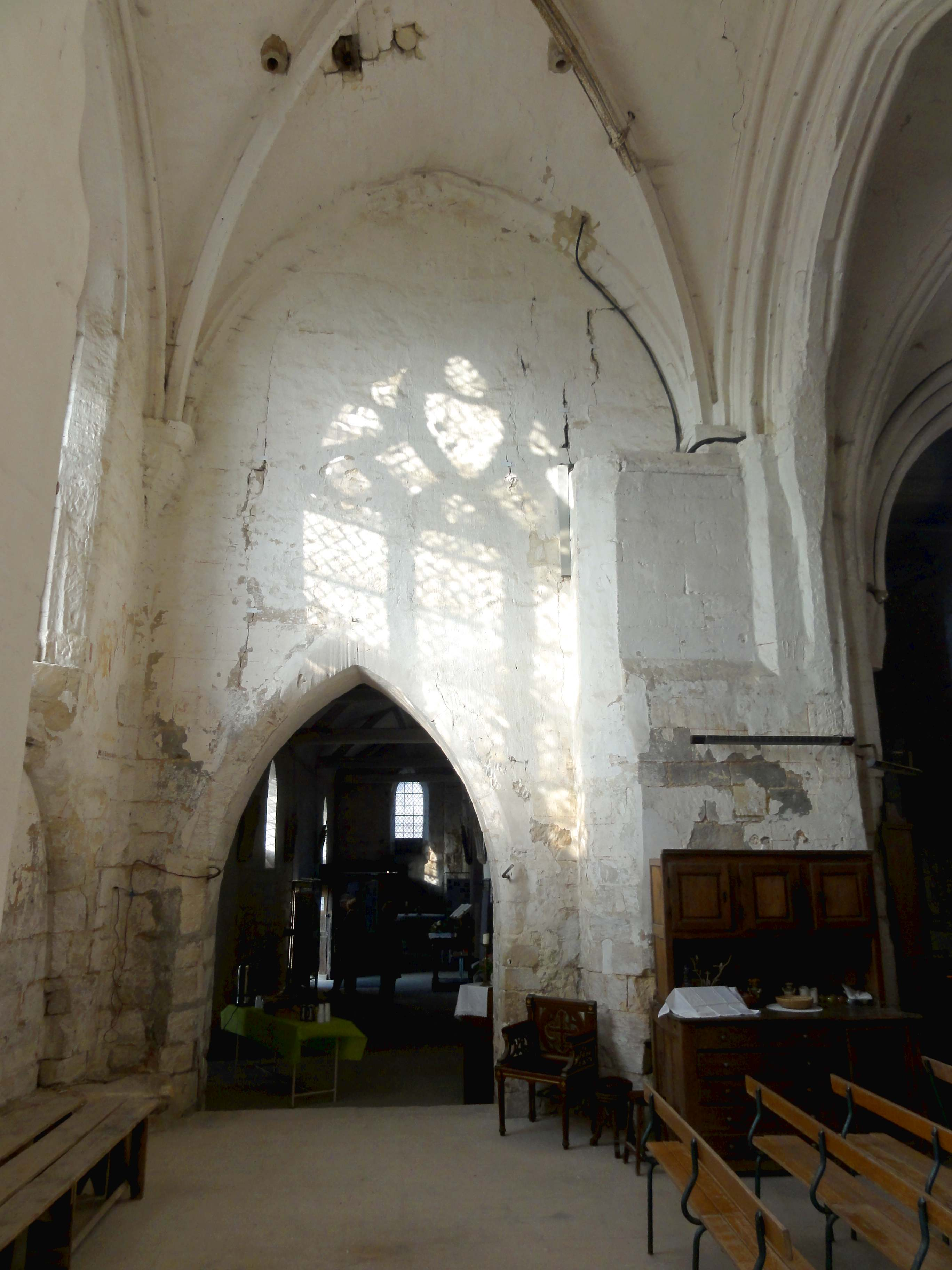
Vue vers l'ouest vers le bas-côté.
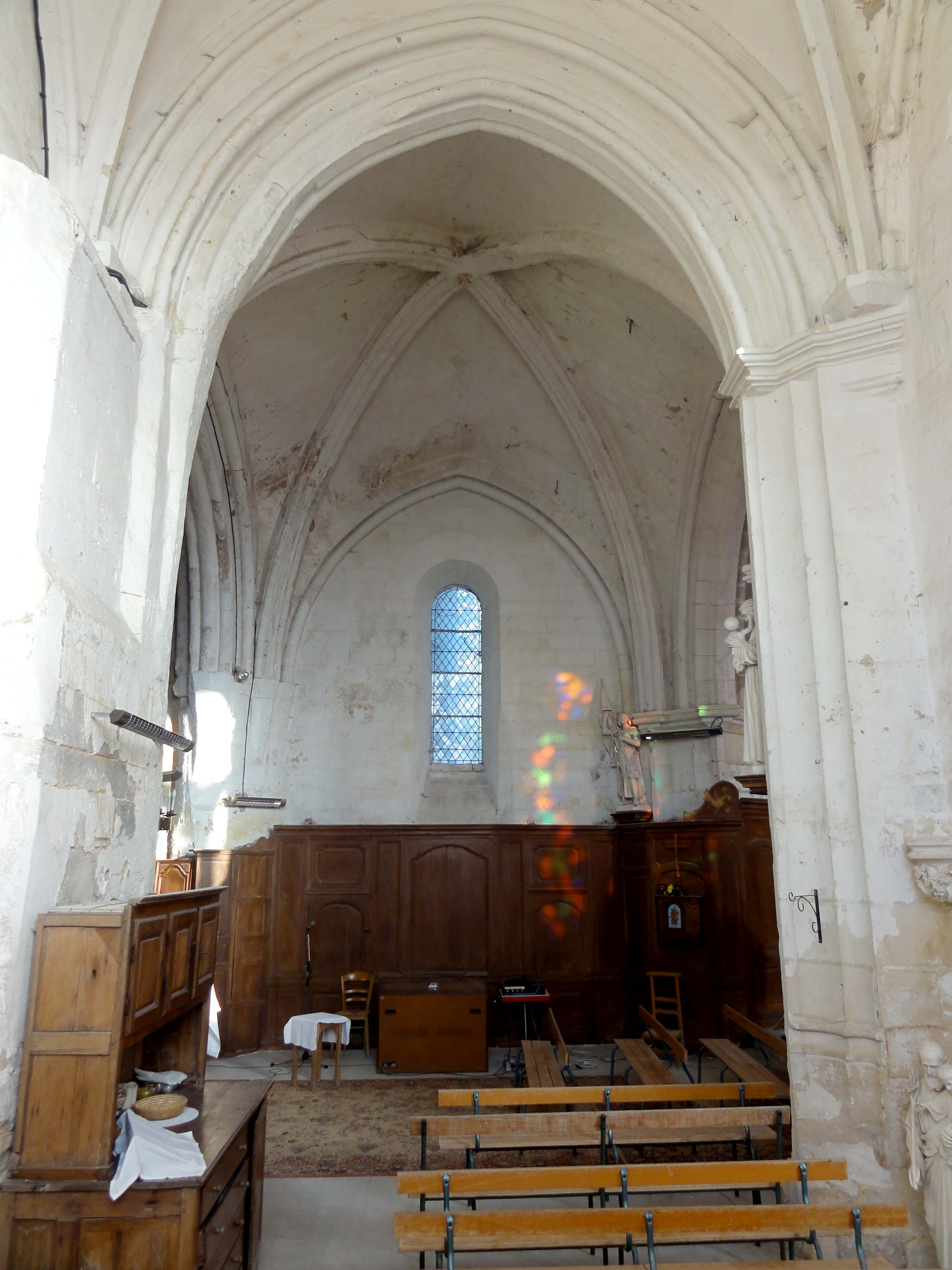
Vue vers le nord dans la 1re travée du chœur.
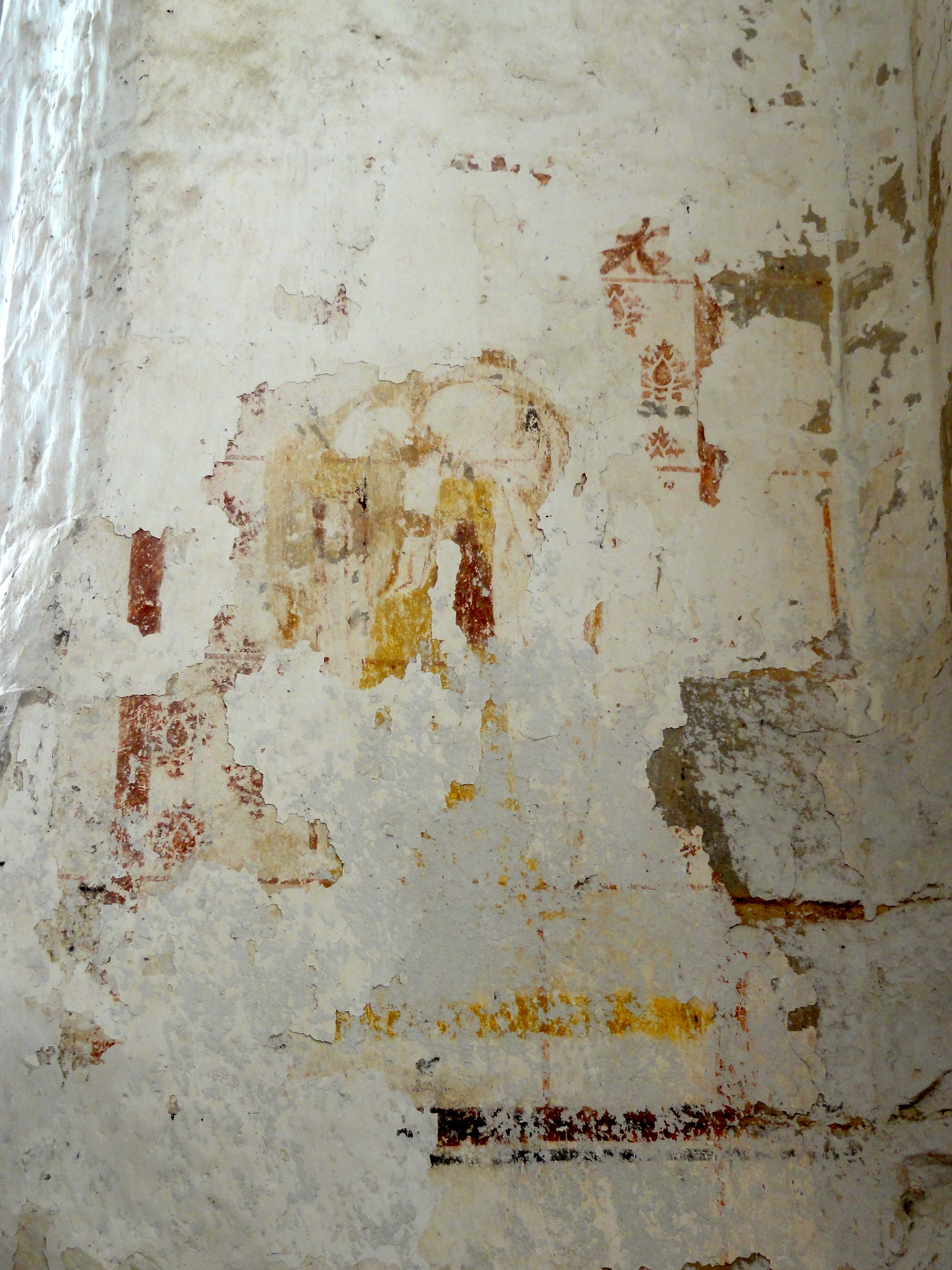
Peinture murale à droite de la fenêtre.
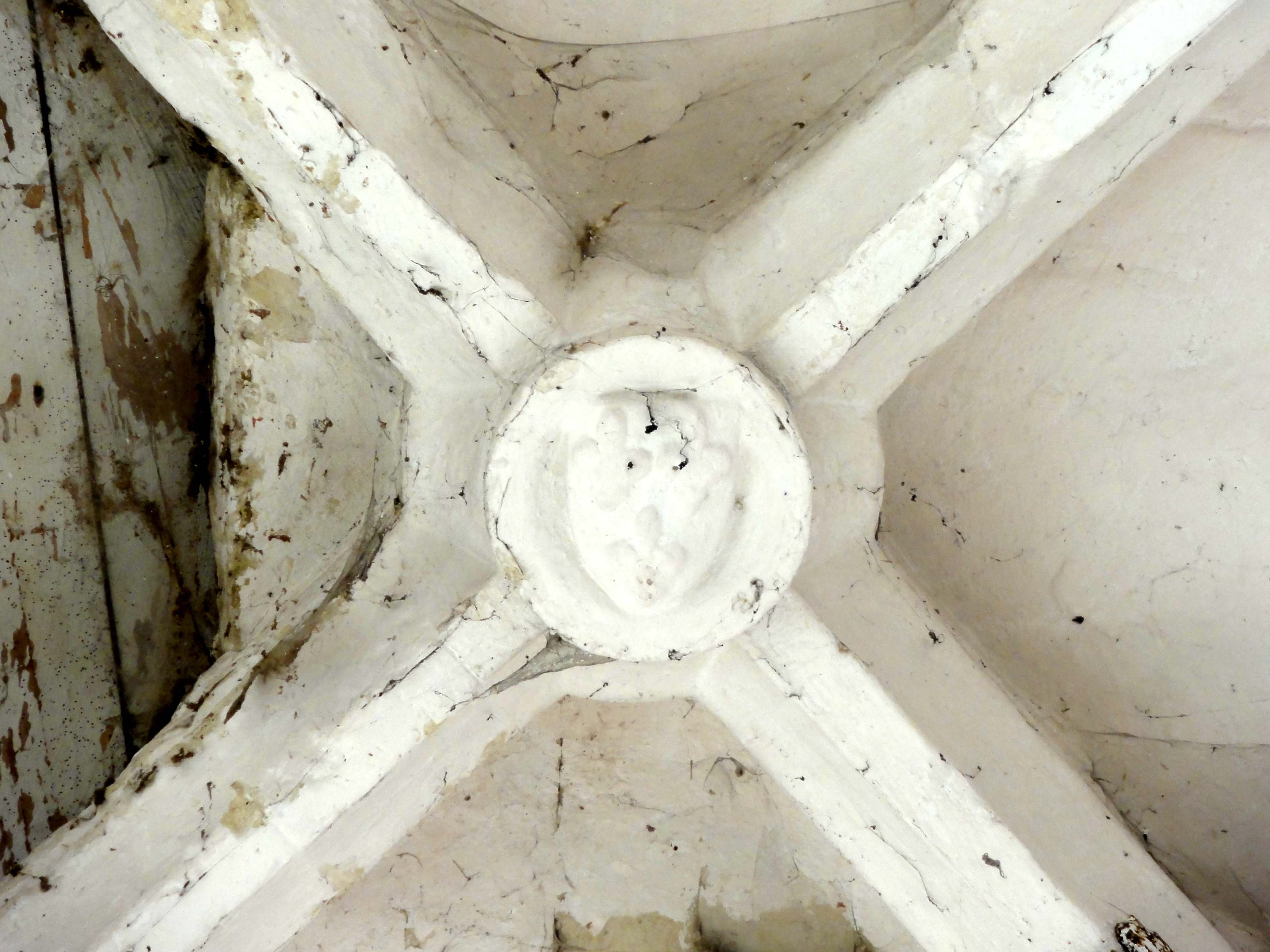
Clé de voûte armoriée.

### Chapelle de la Vierge

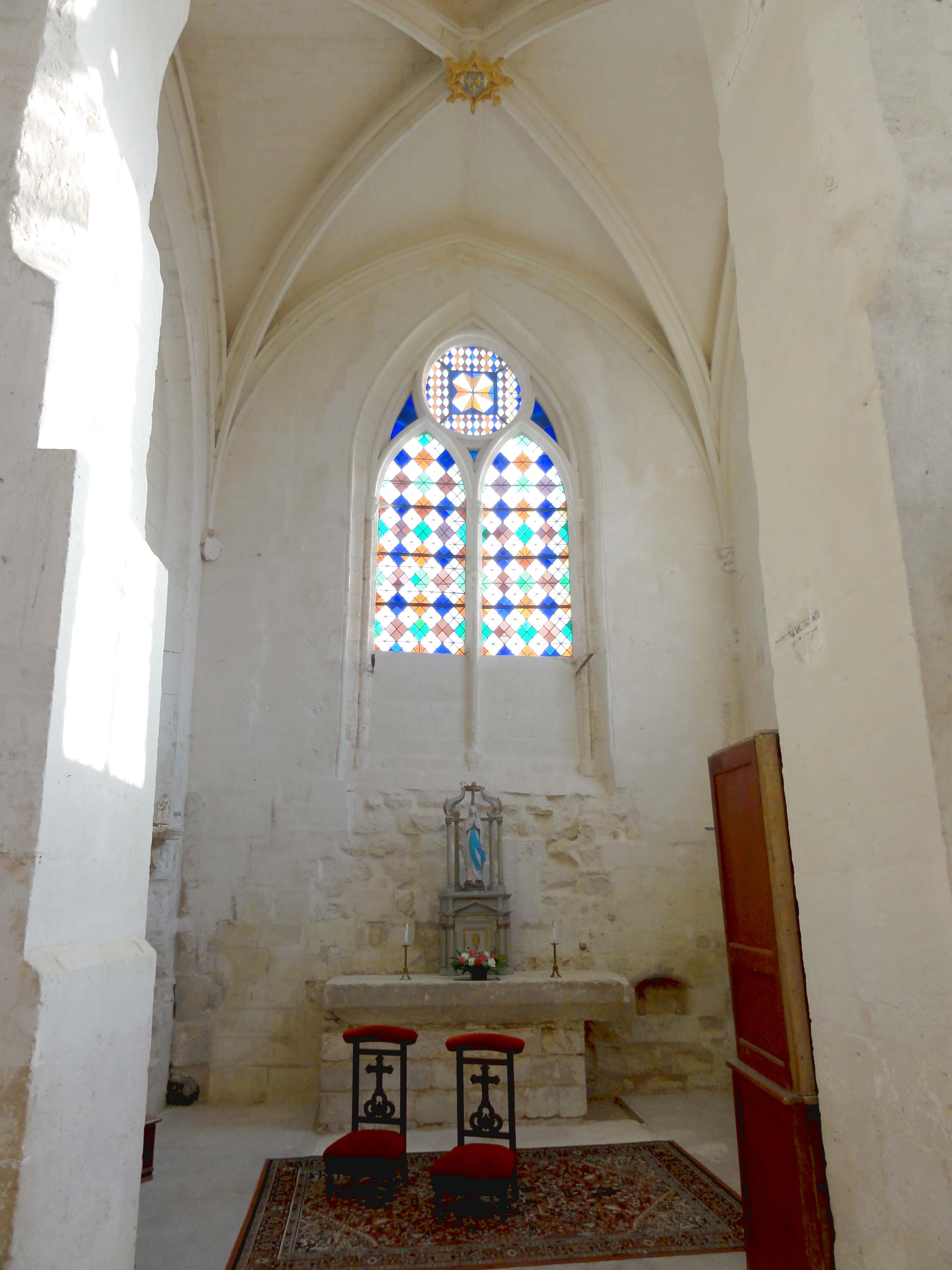
Vue vers l'est.

La chapelle de la Vierge constitue la travée la plus petite de l'église, et peut-être aussi la plus récente, si ce n'est pas le bas-côté. Les deux arcades sommaires la reliant à la base du clocher, à l'ouest, et à deuxième travée du chœur, au nord, ont déjà été décrites. Depuis l'intérieur de la chapelle de la Vierge, il semble que cette arcade était initialement plus large et plus élevée, et qu'elle aurait été consolidée en bâtissant une arcade plus petite au sein de la première. Une moulure concave, telle qu'employée autour des fenêtres à la période flamboyante, fait ressortir les contours de l'ancienne arcade. La voûte est intégralement flamboyante, si bien qu'il soit impossible de déterminer si la chapelle était voûtée à l'origine. Le contraire serait toutefois surprenant, puisque les autres travées orientales l'étaient. Le profil des ogives et formerets est plus complexe que dans la base du clocher, et ils s'interpénètrent dans les angles, avant de retomber sur des culs-de-lampe, qui, ici, ne sont pas issus de la transformation de chapiteaux. Ils sont de très petites dimensions, et affichent un personnage en buste tenant un écusson bûché à la Révolution dans l'angle nord-est ; un homme présentant un livre ouvert dans l'angle sud-ouest ; et des feuilles de vigne très naturalistes dans les angles nord-ouest et sud-ouest. Il ne faut pas y voir une allusion à la viticulture à Bailleval, car le motif est récurrent à la période flamboyante, tout comme les feuilles de chou et autres feuilles frisées ; les grappes de raisin et feuilles de vigne étant en outre un symbole de l'Eucharistie. Au milieu de découpages flamboyants, la clé de voûte arbore le même blason que dans la base du clocher. La fenêtre orientale demeure entièrement rayonnante. Elle est entourée d'une gorge, et munie d'un remplage de deux lancettes surmontées d'un oculus circulaire entre deux écoinçons ajourés. Les meneaux sont précédés de tores, portent des chapiteaux au niveau des impostes des lancettes, et fusionnent aux points de contact, ce qui caractérise le style flamboyant à son apogée. La fenêtre méridionale est des mêmes dimensions, entourée des mêmes moulures, et son réseau suit le même dessin, mais les meneaux affectent un profil prismatique aigu. Ce remplage a donc été refait, pratiquement à l'identique, soit à la période flamboyante, soit lors d'une restauration au XIXe siècle.

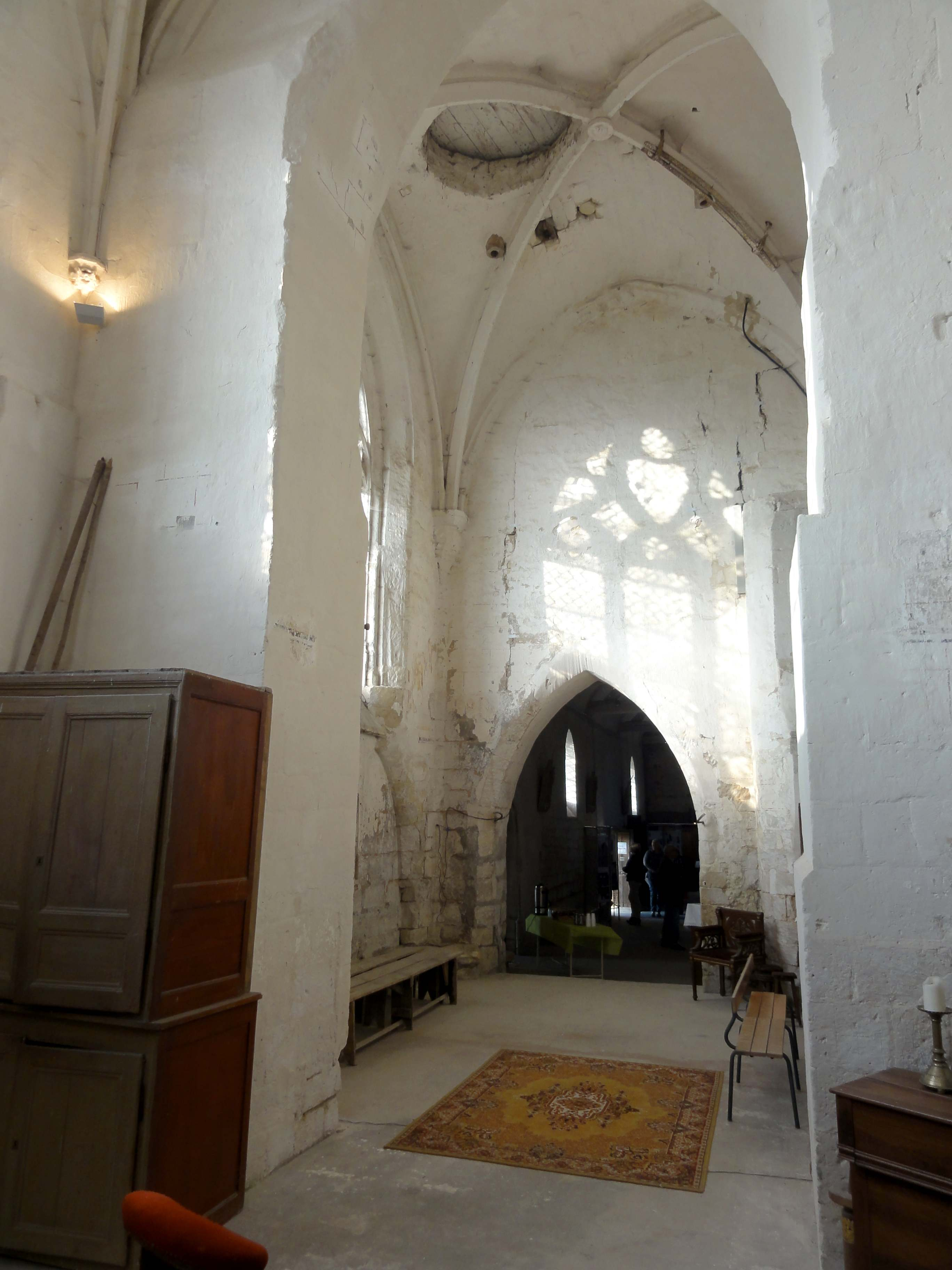
Vue vers l'ouest dans la base du clocher.
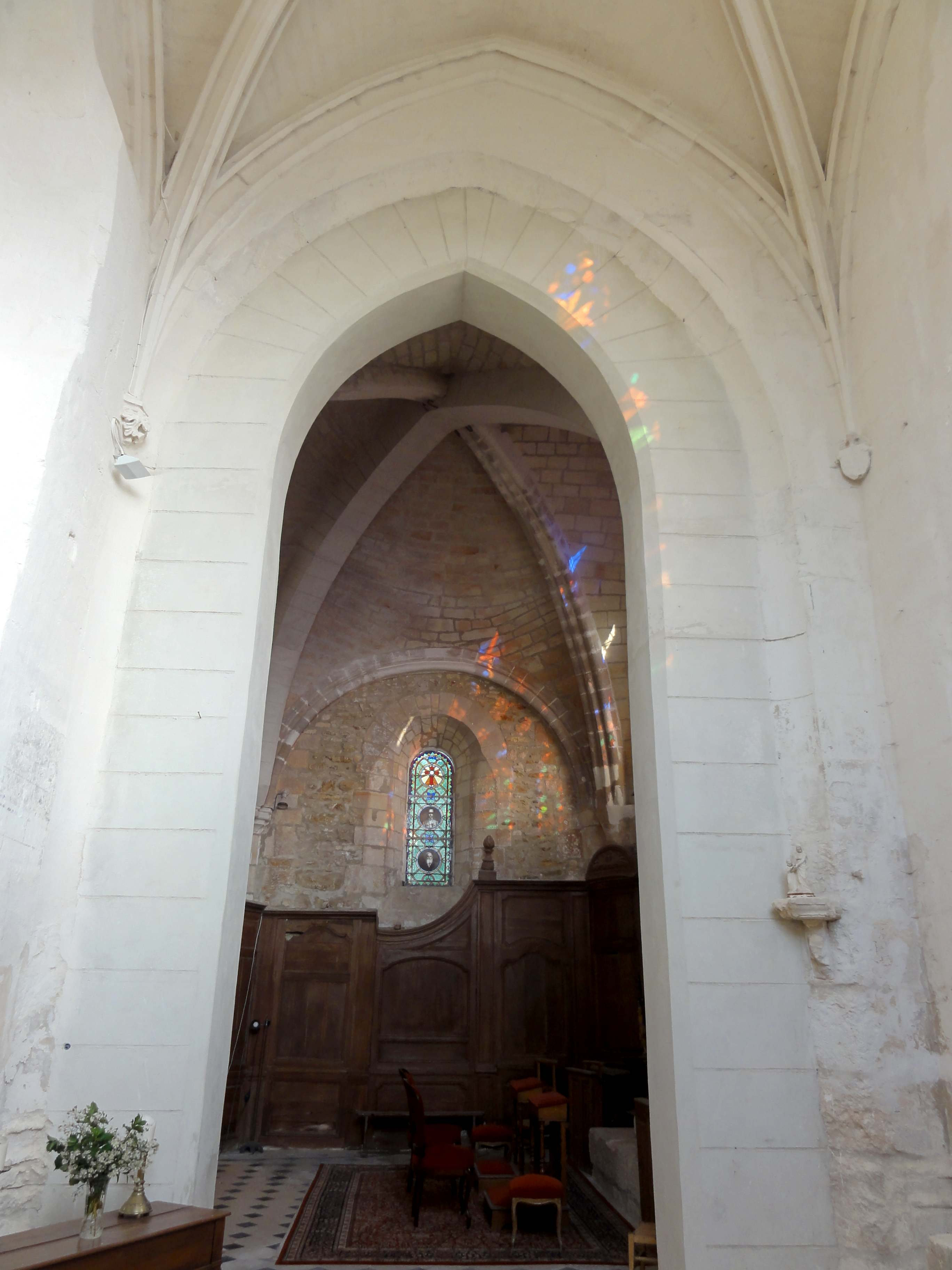
Vue vers le nord dans la 2e travée du chœur.
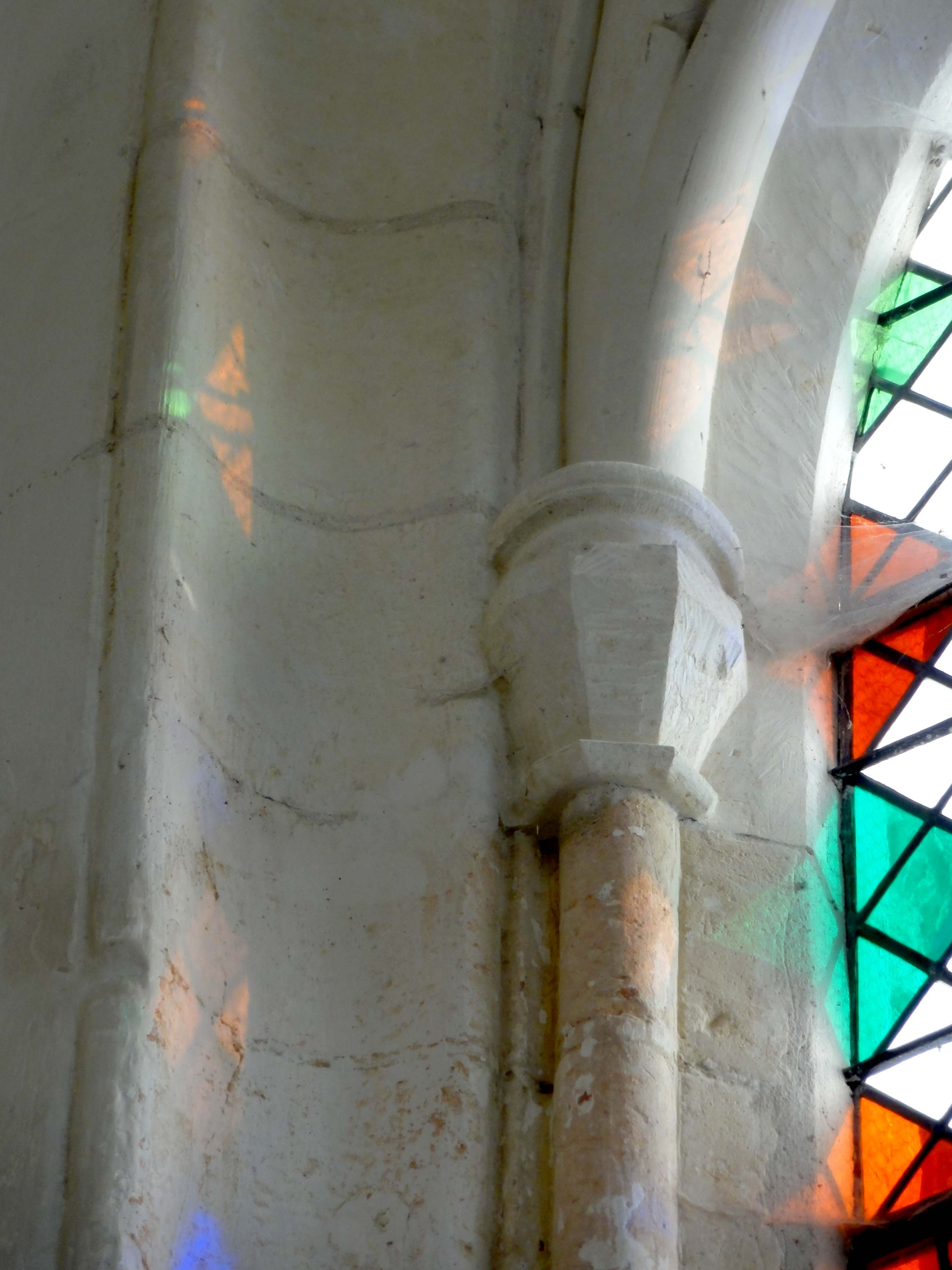
Chapiteau rayonnant de la baie du chevet.
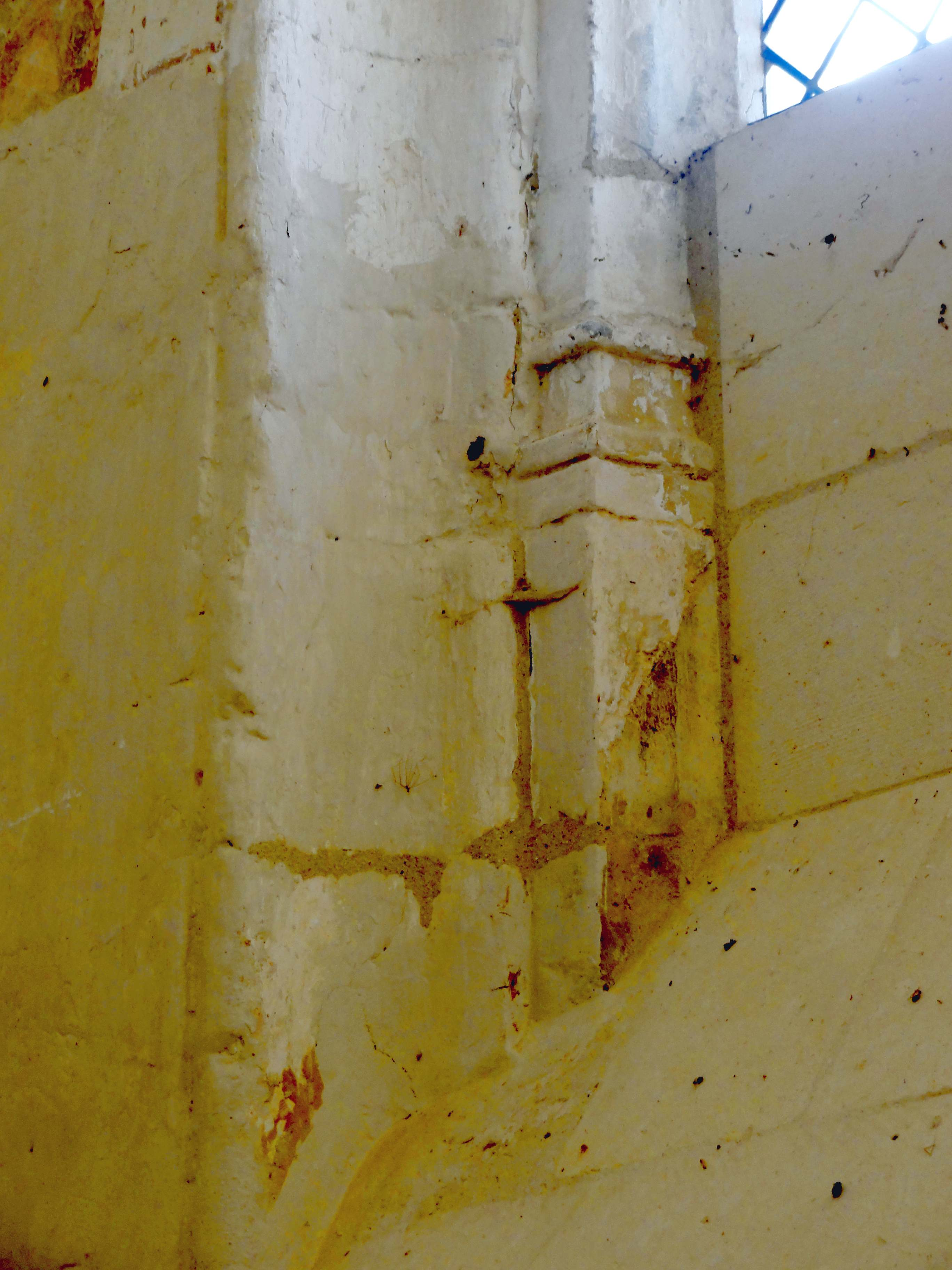
Base flamboyante de la baie méridionale.
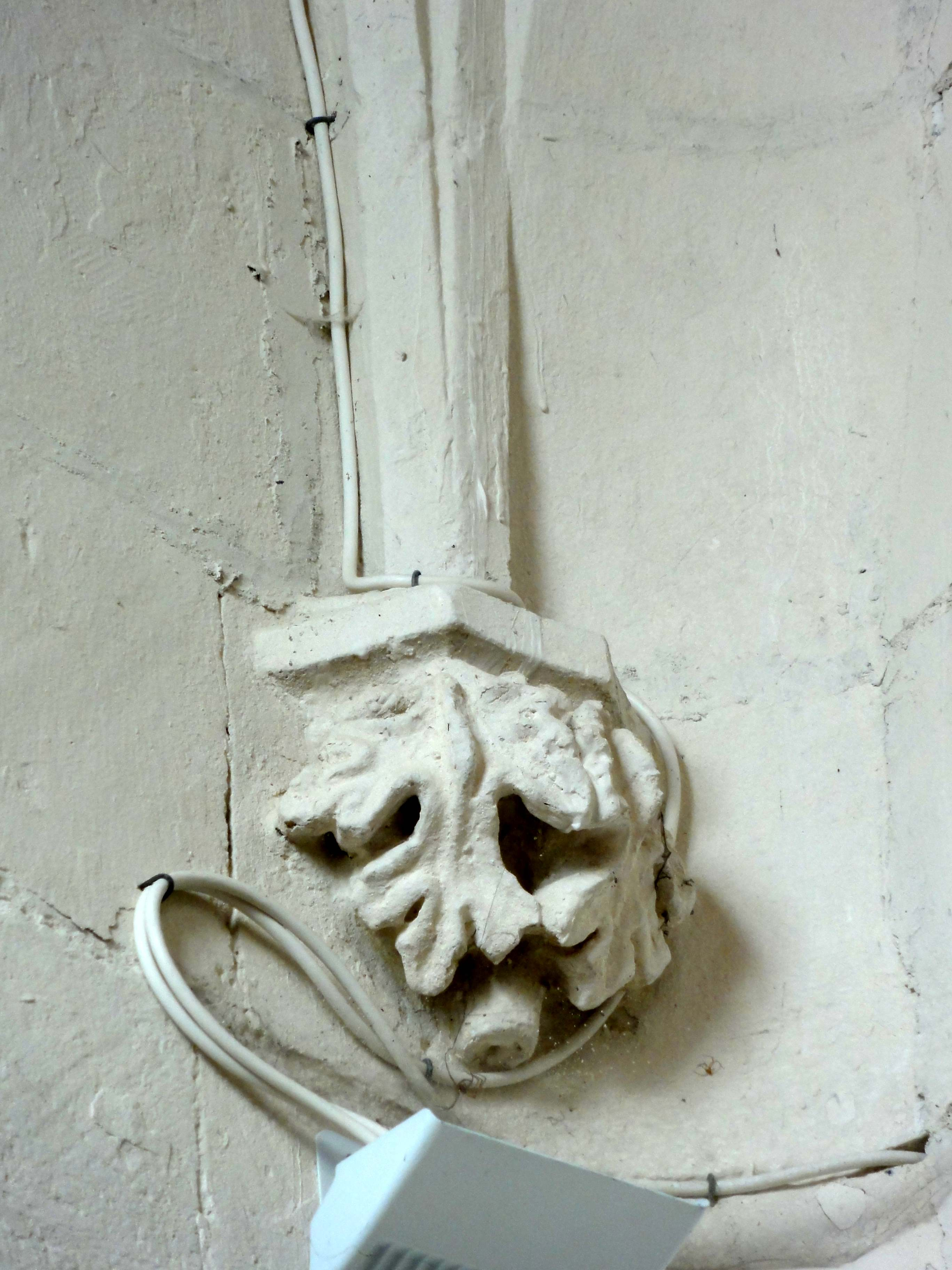
Cul-de-lampe dans l'angle nord-ouest.
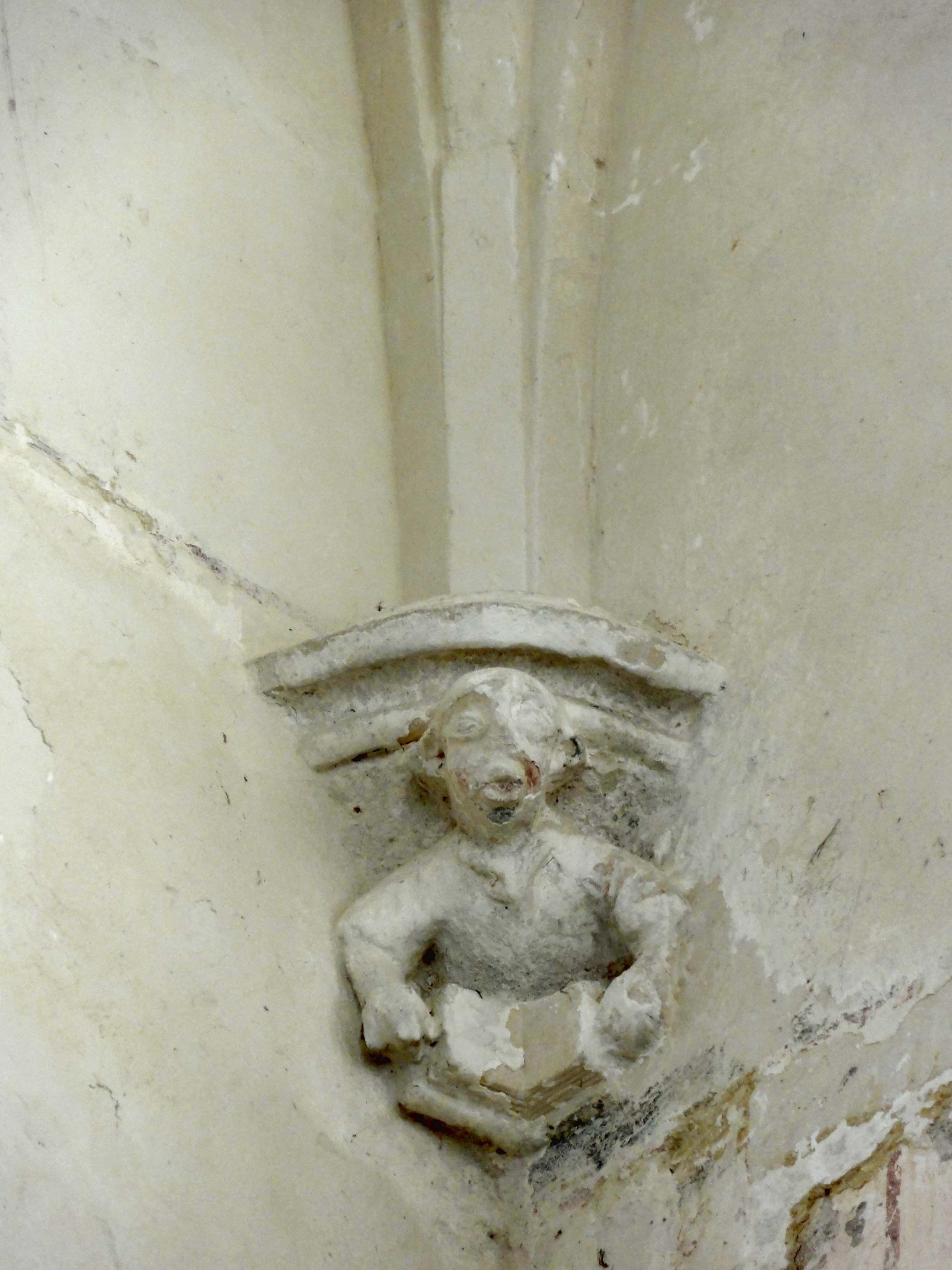
Cul-de-lampe dans l'angle sud-ouest.

### Élévations extérieures des travées orientales

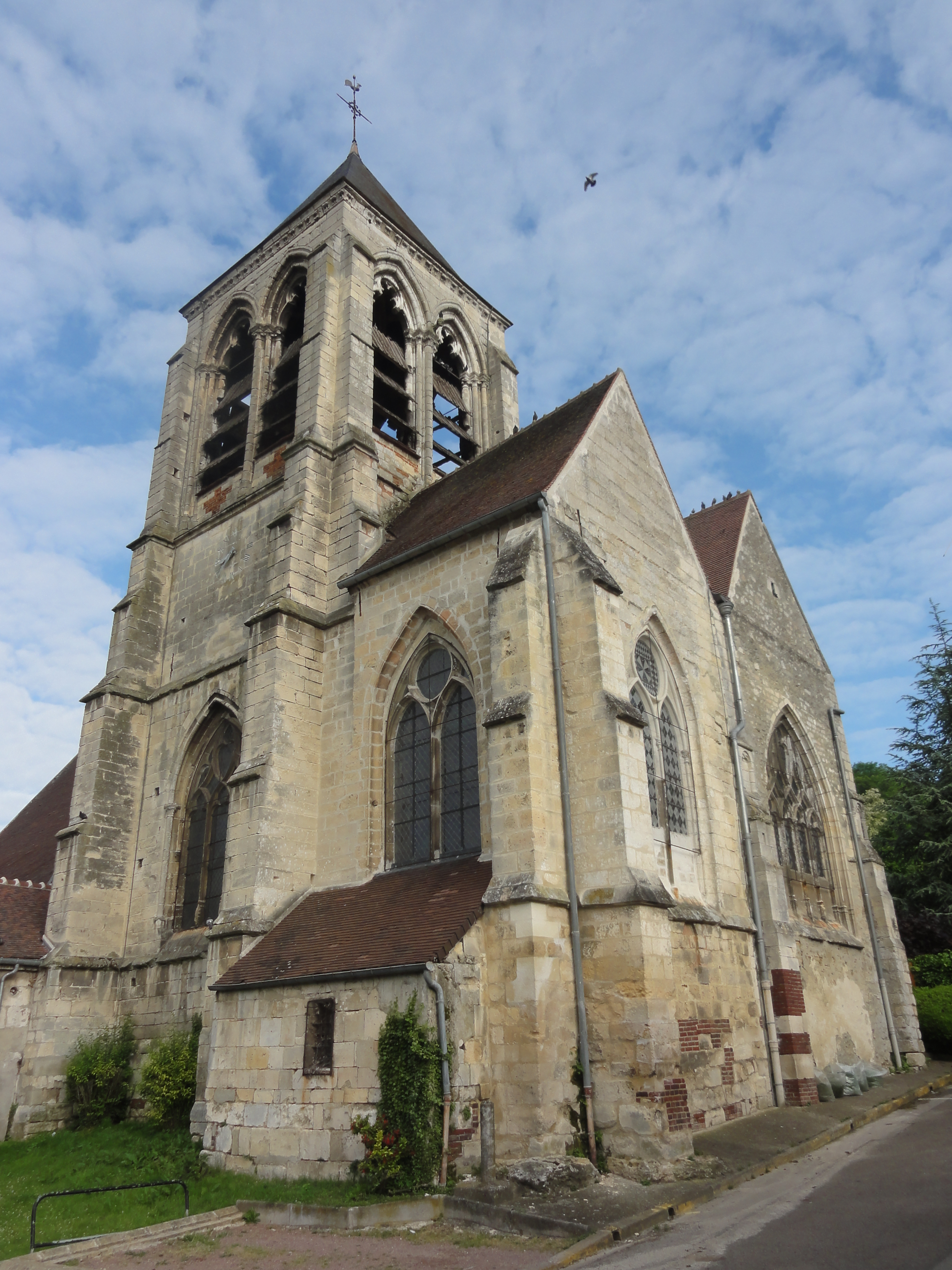
Parties orientales, vue depuis le sud-est.

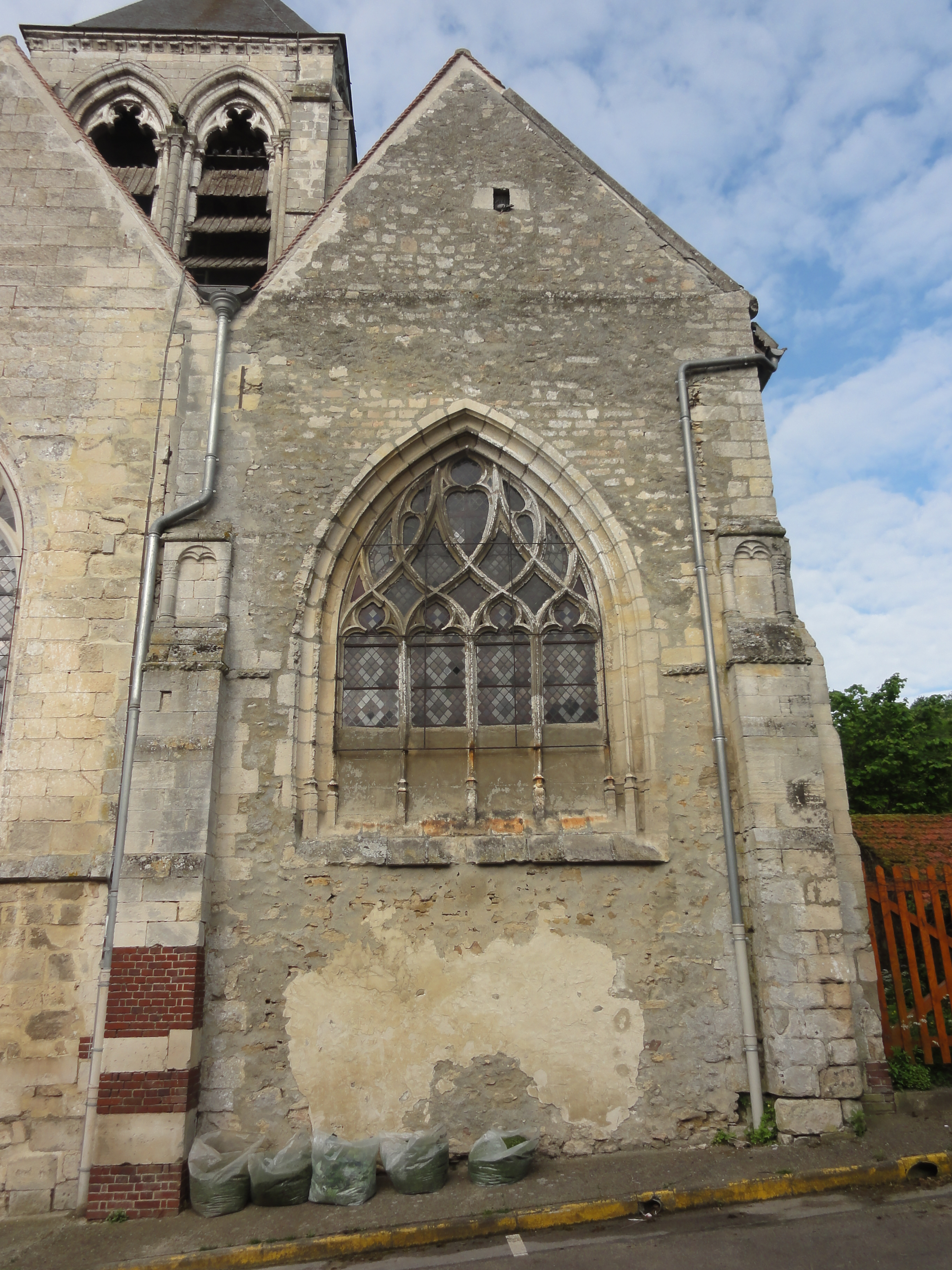
Chevet du vaisseau central (1re travée du chœur).

La base du clocher, comme d'ailleurs l'ensemble du clocher, est appareillée en pierre de taille d'une teinte grise. Un larmier court à la limite de l'allège, et passe autour des contreforts. Un second larmier, analogue, marque la limite entre le rez-de-chaussée et l'étage intermédiaire du clocher, destiné à faire gagner de la hauteur à l'étage de beffroi. En outre, entre ces deux larmiers, les contreforts sont scandés par un larmier supplémentaire, qui concerne uniquement la face frontale. Il y a deux contreforts orthogonaux par angle, dont l'un est englobé dans le mur méridional de la chapelle de la Vierge. La fenêtre de la base du clocher prend appui sur le premier larmier, qui devient ici un glacis. Elle est flanquée de deux colonnettes appareillées, munies de socles octogonaux, de bases et de chapiteaux de crochets à corbeille ronde. Les tailloirs, mal conservés, paraissent ronds, mais quelque peu angulaires, et devaient initialement être octogonaux. Vers l'intérieur de la baie, il y a de chaque côté une superposition de deux plus fines colonnettes à chapiteaux, la deuxième étant plus courte que la première. Cette disposition présage d'un remplage complexe et hiérarchisé, avec un réseau primaire et un réseau secondaire, et sans doute plusieurs polylobes au sommet, comme à Agnetz et Chambly. Le réseau flamboyant actuel a déjà été décrit dans le contexte de l'intérieur.
La chapelle de la Vierge se distingue essentiellement par ses pierres de moyen appareil avec une teinte virant davantage vers le jaune, et des assises dont la hauteur peut varier légèrement. Les deux contreforts d'angle sud-est, les seuls qui sont propres à la travée, sont analogues à ceux du clocher. Les deux fenêtres, très similaires, se présentent extérieurement comme à l'intérieur de l'église, ce qui n'est pas le cas de la fenêtre de la base du clocher, dont la décoration rayonnante a en grande partie disparu à l'intérieur.
À l'instar de la nef, le chœur est bâti en moellons noyés dans un mortier. Le chevet est épaulé, à gauche et à droite, par des contreforts plats des années 1120. Ils se retraitent deux fois grâce à un fruit. Trois assises plus haut, ils sont scandés par un cordon de fleurs de violette excavées, qui se poursuit sur le mur jusqu'à la fenêtre. Sur les relevés d'Eugène Woillez figurent, à tort, des lignes brisées. Ensuite, les contreforts s'amortissent par un glacis, dont le sommet devrait correspondre au niveau de la retombée de la voûte, à l'intérieur. Plus haut, l'on trouve un dispositif ornemental assez original, qui n'existe ailleurs que sur la façade (néoromane) de Labruyère, sur la nef de Villers-Saint-Paul, et sur le chevet de l'ancienne église du prieuré Saint-Jean-du-Vivier (commune de Mouy). Ce dispositif est constitué de deux colonnettes appareillées, avec des têtes grimaçantes en guise de chapiteaux, qui supportent directement un segment de corniche beauvaisine. Ce type de corniche, répandu au XIIe siècle dans le Beauvaisis et au-delà jusque dans le Vexin et le Valois, se compose habituellement d'arcatures en plein cintre retombant sur des modillons, réséquées chacune en deux arcatures plus petites. Ici, pour une raison évidente, les modillons adoptent une forme proche de corbeilles de chapiteaux, et les petites arcatures comportent un ressaut. Elles sont protégées par un larmier, dont le profil réunit un boudin et un cavet, et paraît atypique pour la période romane (car proche de la doucine). Plus que par les corniches beauvaisines, le regard est capté par l'élégant réseau flamboyant de la baie du chevet, dont l'aspect extérieur est identique à l'aspect intérieur.
Sur le mur septentrional de la même travée, l'on trouve aussi des segments de corniche beauvaisine, mais retombant sur des corbeaux non sculptés, aux angles émoussés. Il n'y en a pas sur le mur de la première travée, qui est plus récente. Les deux travées se ressemblent néanmoins sur le plan des fenêtres. Chacune est surmontée d'un cordon de fleurs de violette, qui se poursuit sur une courte distance au niveau des impostes. Des têtes grimaçantes, qui ressemblent à celles du chevet, figurent aux points d'inflexion des cordons. Eugène Woillez, généralement très fiable, parle ici de têtes de clous, sans doute en raison du caractère équivoque de son dessin. Cette confusion est fréquente, ainsi que celle avec les pointes-de-diamant ou les étoiles, car la ressemblance est grande en regardant de loin. Les fleurs de violette constituent l'un des motifs ornementaux les plus répandus dans la région au XIIe siècle, et apparaissent sur le portail sud de Bury, au-dessus des fenêtres au nord de la nef de Cambronne-lès-Clermont, sur les portails occidentaux de Nointel et Saint-Vaast-lès-Mello, au-dessus des fenêtres de façade de Saint-Vaast-de-Longmont, etc. En ce qui concerne les contreforts, celui qui se situe à l'intersection des deux travées est issu d'un remaniement postérieur à la construction. Sa largeur et le nombre élevé de retraites sont inhabituels. Le dernier contrefort au nord est d'origine, et ressemble à ses homologues du chevet. Restent à signaler une porte en anse de panier très basse, actuellement bouchée, dans la première travée, et la tourelle d'escalier hexagonale du milieu du XVIe siècle, à l'intersection avec la nef,.

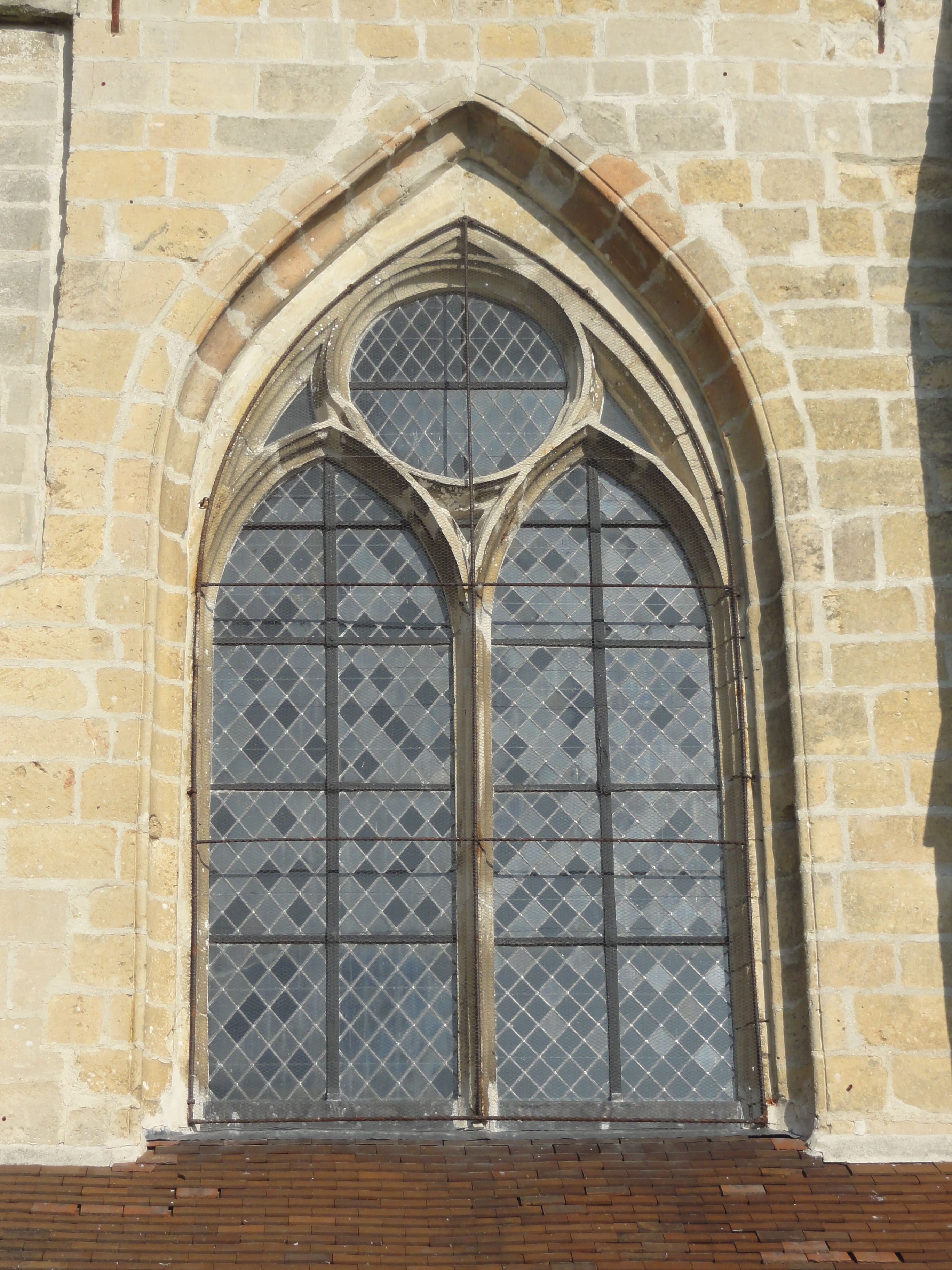
Fenêtre au sud de la chapelle de la Vierge.
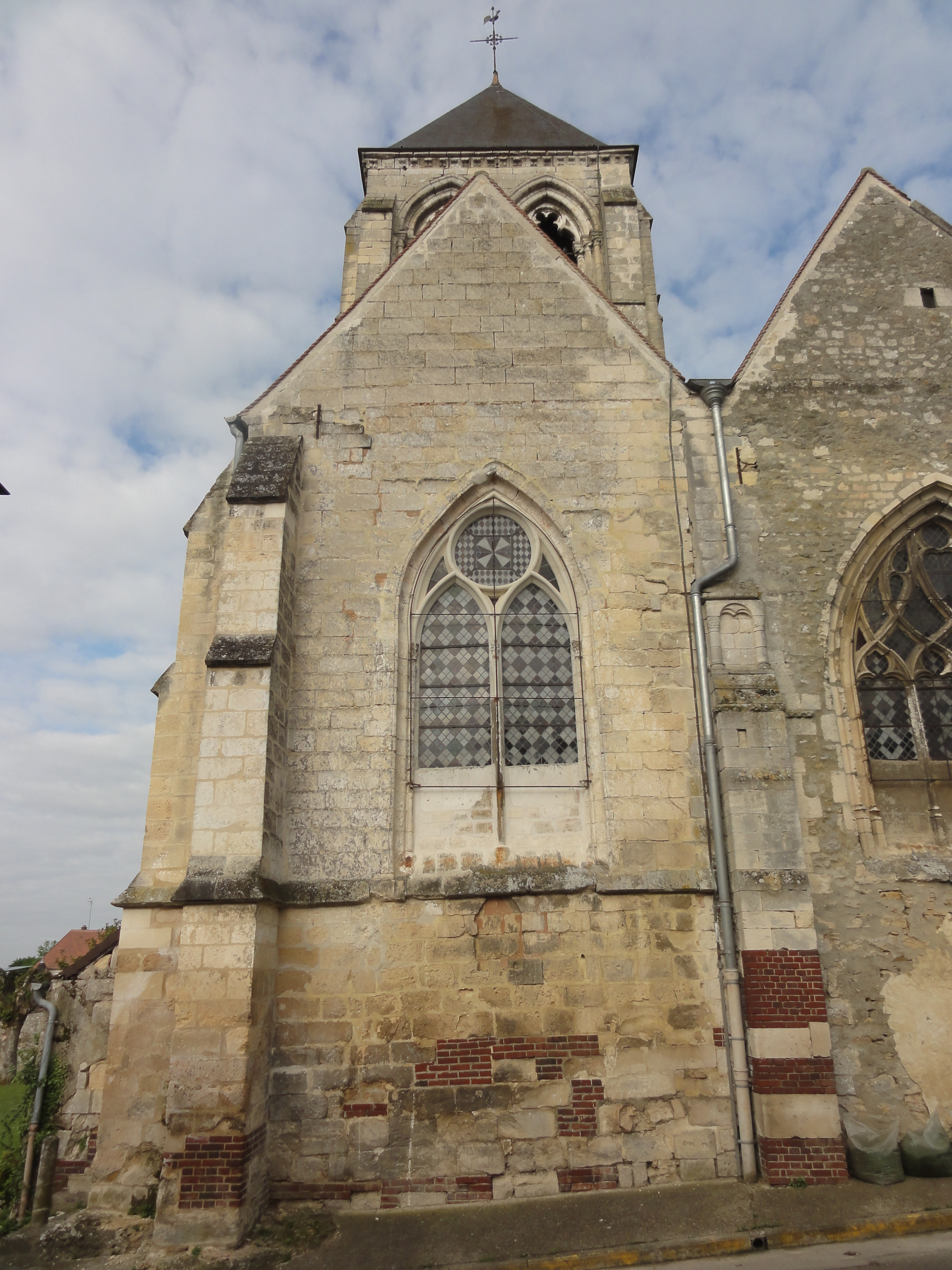
Chevet de la chapelle de la Vierge.
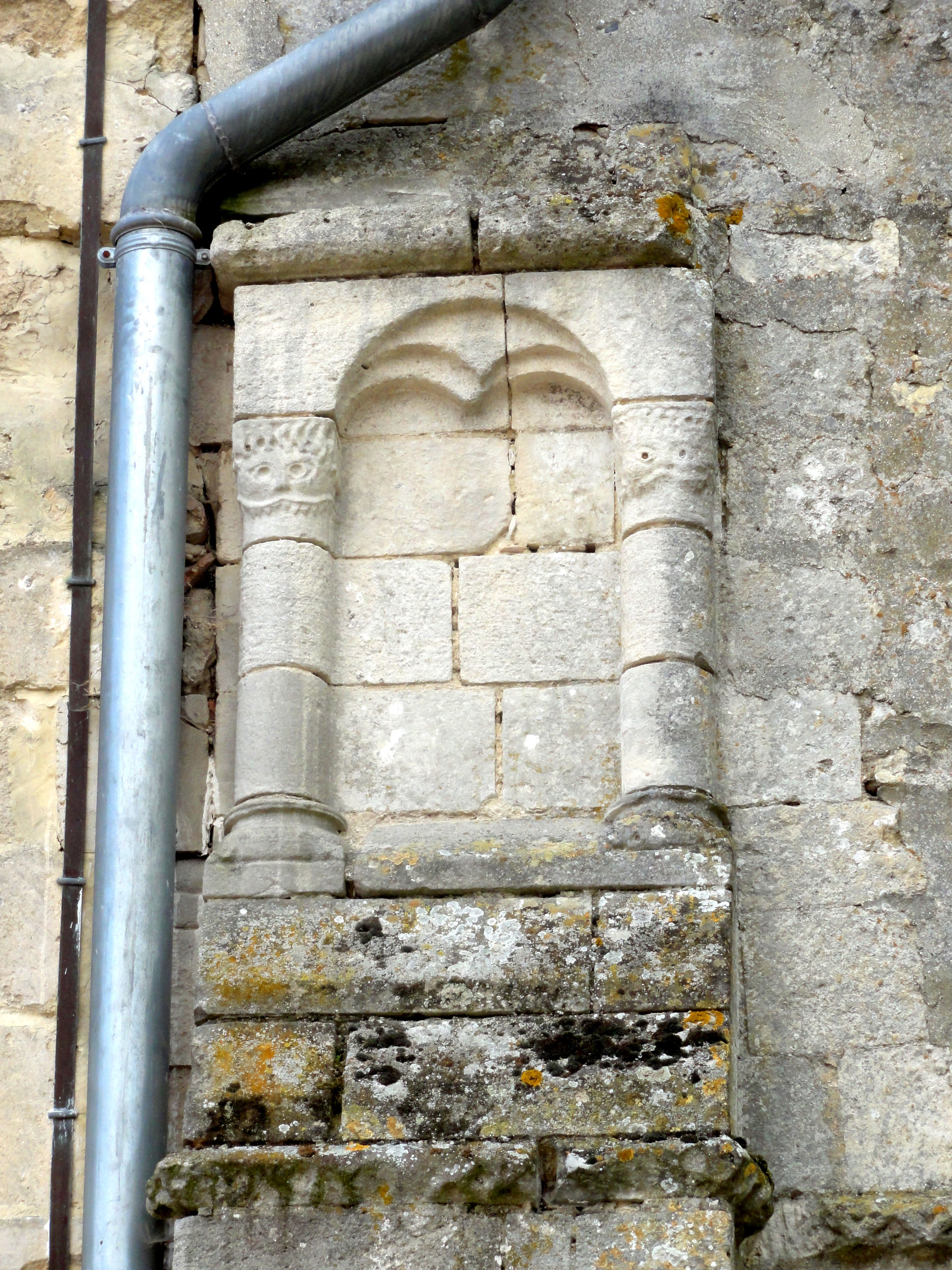
Segment de corniche beauvaisine au chevet.
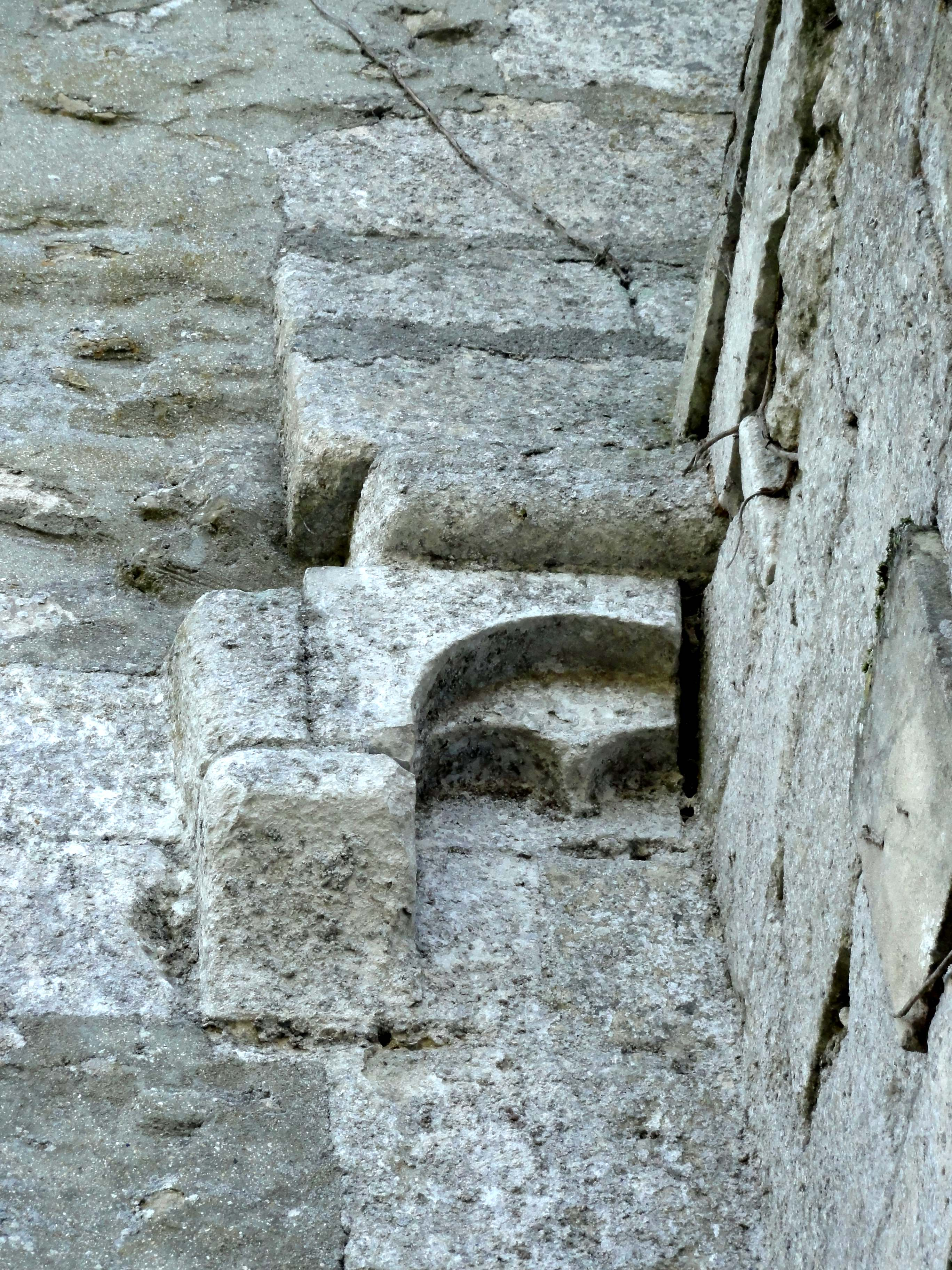
Segment de corniche beauvaisine au nord.
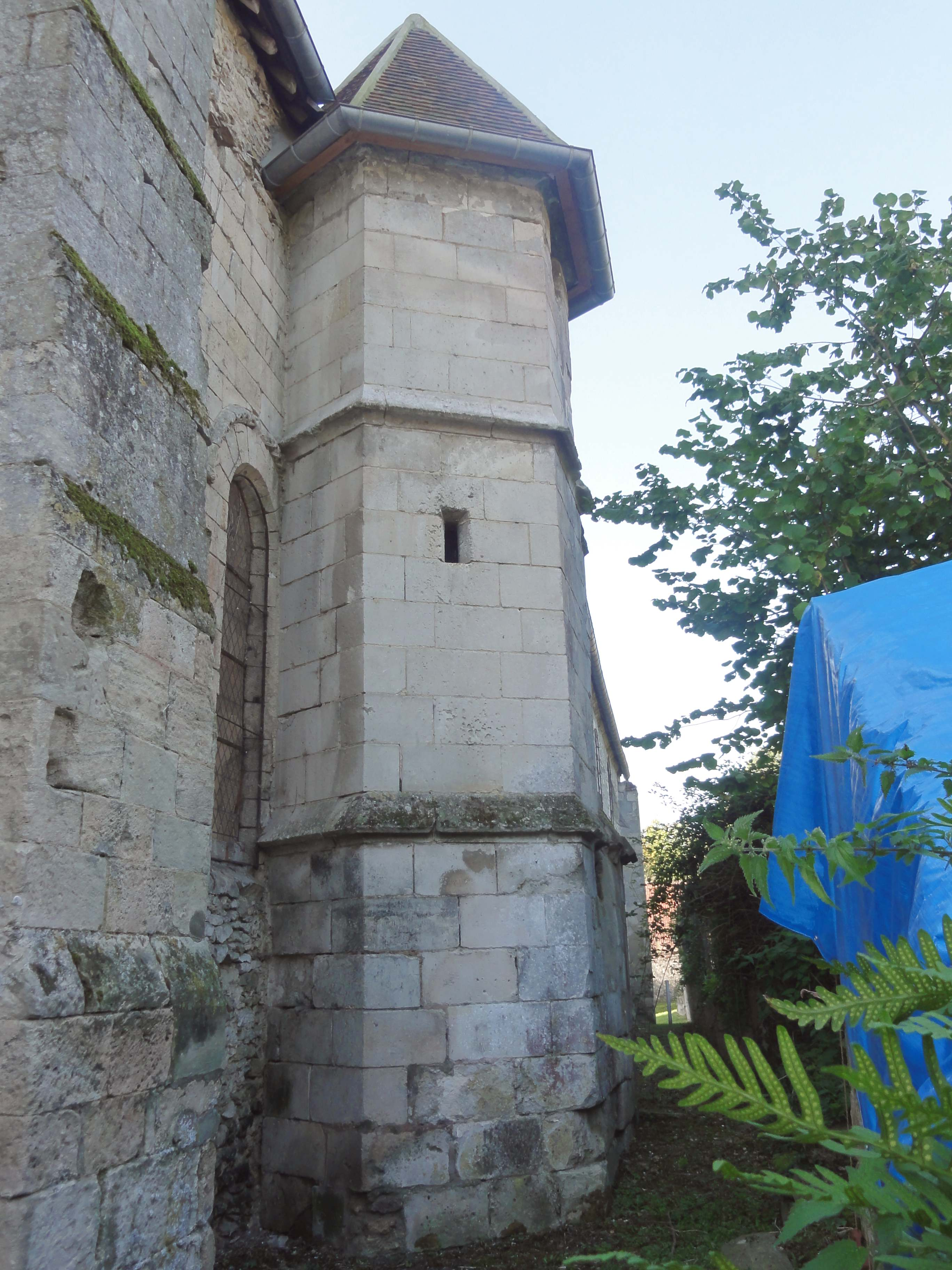
Tourelle d'escalier.
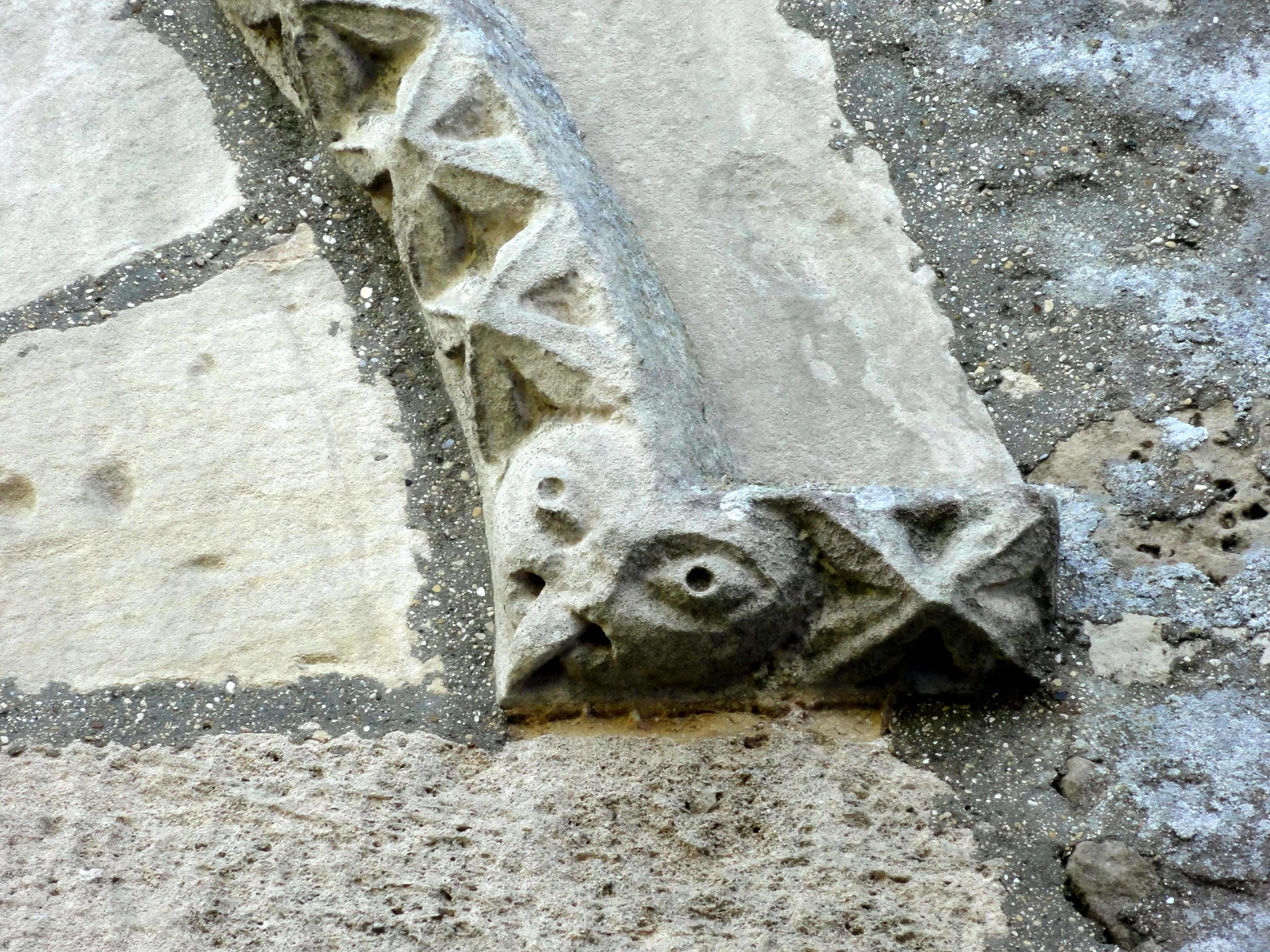
Décoration des fenêtres au nord du chœur.

### Clocher

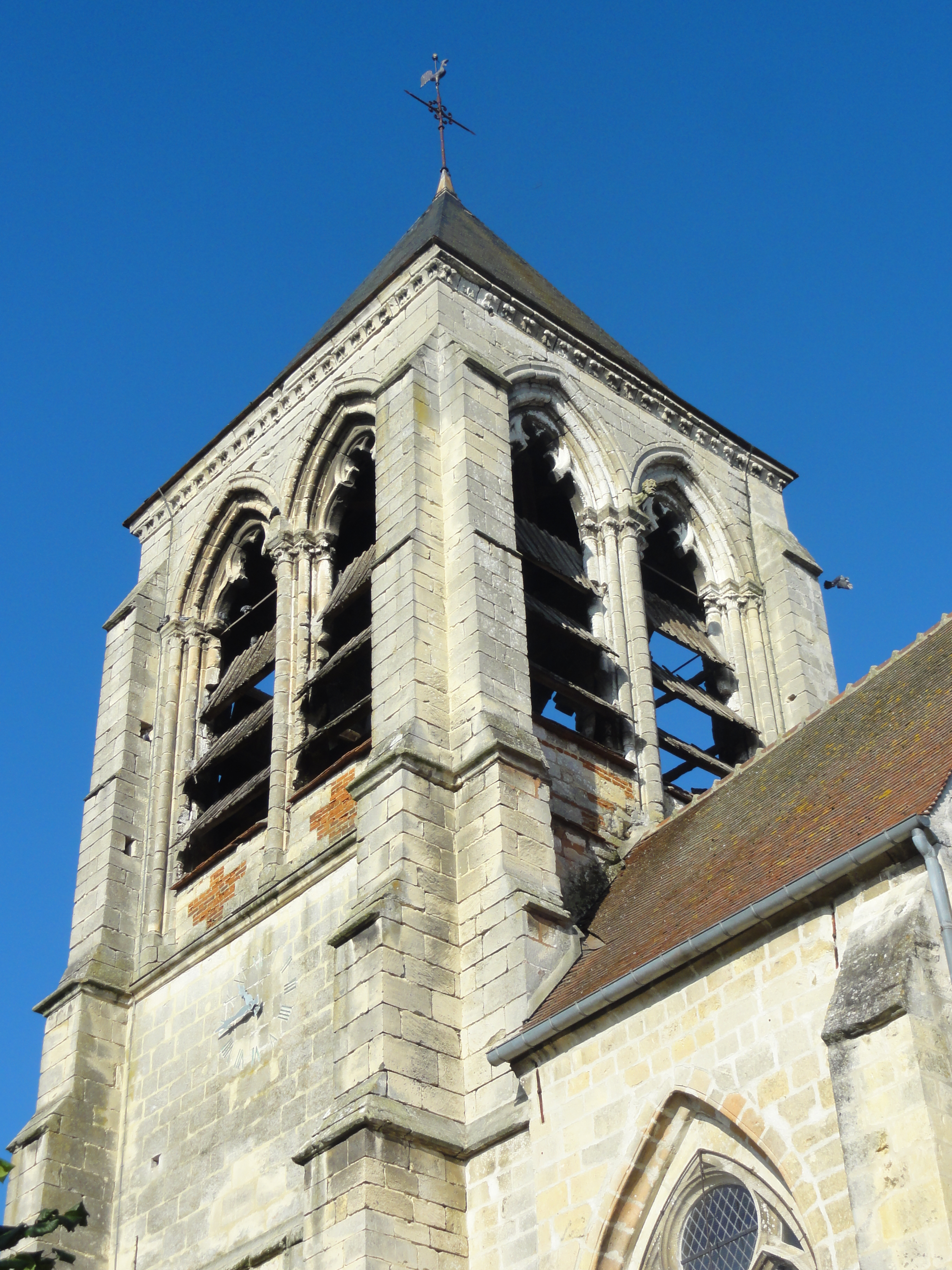
Vue depuis le sud-est.

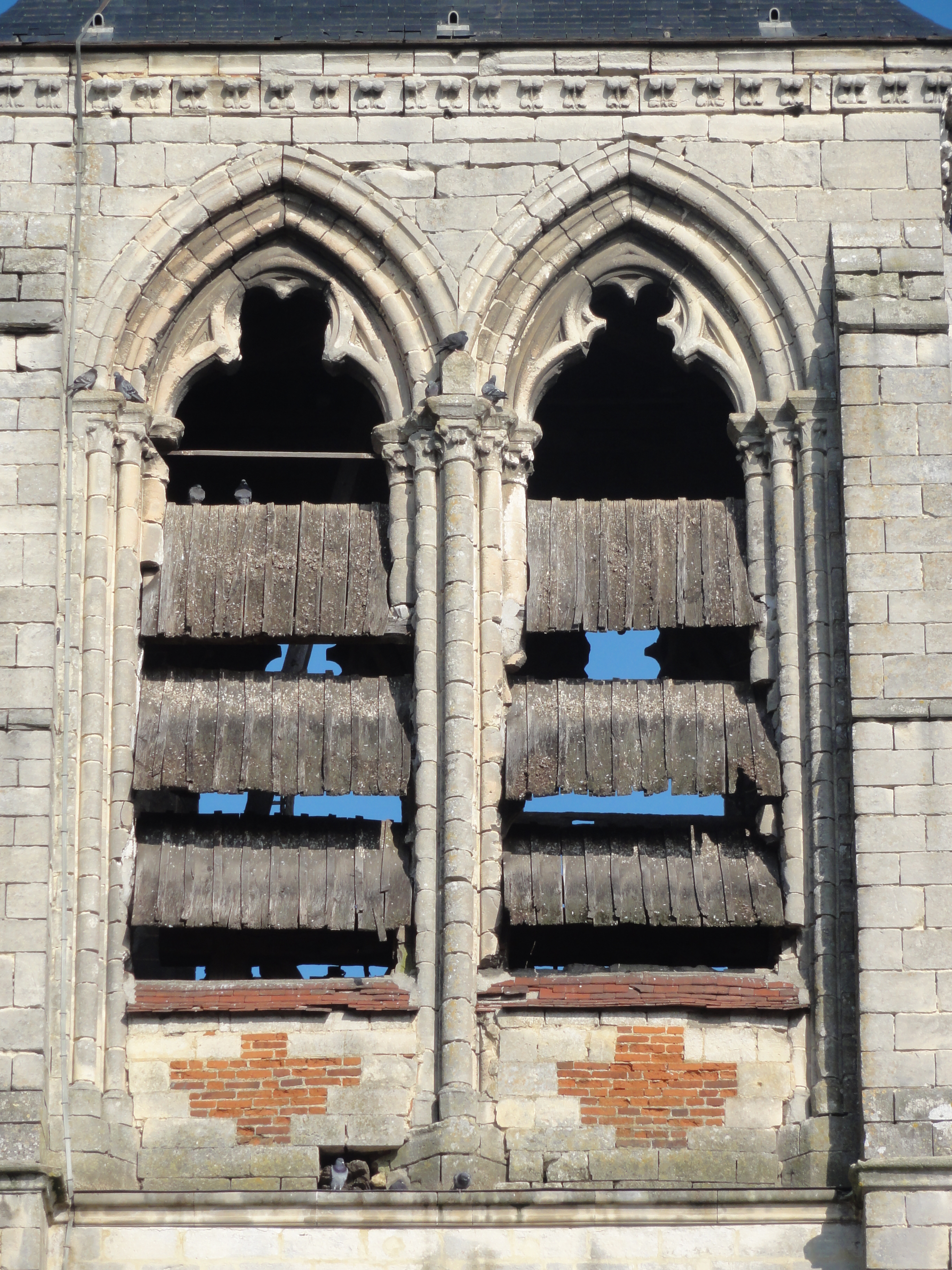
Étage de beffroi, côté sud.

L'étage intermédiaire est moitié moins haut que la base et l'étage de beffroi ; il correspond exactement à l'envergure des toitures des parties orientales, et permet ainsi que l'étage de beffroi soit entièrement dégagé de tous les côtés. Il n'y a aucune fenêtre à ce niveau, même si la description de Louis Graves suggère le contraire. Mais quand il dit que le premier étage serait percé, sur chacune de ses faces, d'une baie à trois lancettes, il est sans doute victime d'un manque de clarté dans ses notices, et se réfère en fait à l'unique baie de la base du clocher. Au milieu de l'étage intermédiaire, les contreforts se retraitent par un glacis formant larmier. Une autre retraite s'opère après le larmier décoré d'un tore en bas de l'étage de beffroi. Chacune de ses faces est ajourée de deux hautes baies géminées en arc brisé, qui devaient initialement descendre presque jusqu'au larmier. Puis, la partie inférieure des baies a été bouchée à l'époque moderne, en employant des pierres de taille et des briques, qui apparaissent par ailleurs également au chevet et sur le pignon de la nef. Les bases des colonnettes qui cantonnent les baies subsistent néanmoins dans ces murs. Avec les colonnettes, les baies occupent toute la largeur disponible entre les contreforts.
Ces colonnettes sont au nombre de trois pour chacun des piédroits, mais devant le trumeau central, la colonnette de l'archivolte supérieure est partagée par les deux baies contigües. Les fûts sont appareillés, et portent des chapiteaux de crochets, tous plus ou moins identiques, avec des hauts tailloirs carrés. Les deux colonnettes intérieures supportent un reste de remplage, qui évoque à la première vue une tête trilobée propre aux réseaux flamboyants, mais le lobe central garde à certains endroits les vestiges d'un quadrilobe, et les deux lobes inférieurs ne sont autres que les vestiges de deux lancettes. Du reste, la modénature torique renvoie clairement au XIIIe siècle. Puisqu'il y avait deux lancettes, chaque baie devait disposer d'une colonnette médiane, et les baies du clocher se présentaient ainsi de la même façon qu'à Angicourt (à l'ouest et au nord). Les colonnettes médianes ont été sacrifiées pour faciliter le montage des abat-son, et de même, les colonnettes intérieures ont été entaillées à maints endroits. Seules les colonnettes des deux archivoltes supérieures demeurent intactes. Celles-ci sont chacune moulurée d'un tore et d'une gorge. L'on ne voit pas la tête saillante en haut du trumeau, comme à Angicourt, mais un arrachement à cet endroit. Comme principale différence avec Angicourt, les contreforts se continuent presque jusqu'à la corniche, et ne s'arrêtent pas après l'étage intermédiaire. Ils sont encore scandés par un larmier, puis s'amortissent par un glacis formant larmier. La corniche est présente sur les quatre faces du clocher, ce qui n'est pas non plus le cas à Angicourt, où le clocher est coiffé d'une bâtière. Le motif de la corniche est très caractéristique du XIIIe siècle. Ce sont des crochets du même type que sur les chapiteaux, dits aussi des feuilles entablées. De telles corniches se trouvent, outre Angicourt, à Chambly, Montataire, Santeuil, Trumilly, Vauciennes, etc.

## Mobilier
Parmi le mobilier de l'église, deux éléments sont classés ou inscrits monuments historiques au titre objet : une Vierge à l'Enfant et une cloche.
La Vierge à l'Enfant est une statue en chêne, datant de la fin du XVe siècle ou du début du XVIe siècle. Elle mesure 1,3 m de haut, et conserve des traces de sa polychromie ancienne. Elle a été inscrite au titre objet en juin 2002. L'œuvre a été déplacée vers un autre endroit.
L'autre objet monument historique est une cloche en bronze, fondue au sable, datant de 1731. Elle est nommée Élisabeth Marie ; son parrain et sa marraine sont Alexandre duc de La Rochefoucauld et pair de France, et son épouse Élisabeth Marie Louise Nicole Debermont du Caylar de Torras, comtesse d'Aubion, selon la dédicace, qui précise également le nom des fondeurs : C. Brocard, A. Herbas et S. Antoine. Elle est classée depuis novembre 1912.
Quelques autres éléments du mobilier méritent l'attention. Ce sont notamment le retable du maître-autel avec ses boiseries de style rocaille, du XVIIIe siècle. Le retable se compose de deux pilastres à décor végétal dominés par des pots-à-feu, et supportant un fronton cintré. Il sert d'encadrement à un grand tableau peint à l'huile sur toile, qui représente saint Martin, patron de la paroisse, en tenue épiscopale, installé sur un trône et recevant des fidèles pour les bénir. Les panneaux qui composent les boiseries affichent, comme principal motif décoratif, des coquilles Saint-Jacques. Il y a également des panneaux de couronnement en forme d'ailerons, sculptés de feuillages ; et en forme de petit fronton cintré, affichant des branches de palmes nouées ensemble et un cœur. Les montants sont surmontés de pots-à-feu à revers plat analogues à ceux du retable. Par la forme du cul-de-lampe en dessous de sa cuve, qui évoque les pots-à-feu, la chaire à prêcher se rattache aux boiseries du chœur, mais la cuve et le dorsal se composent de simples panneaux à fenestrages. D'un autre registre est le retable du Sacré-Cœur, à droite de l'arc triomphal. Également en bois taillé, il présente deux pilastres ioniques cannelés et un entablement avec corniche à denticules. Ce retable, ainsi que le retable de saint Martin, en face au nord ; le retable du maître-autel et le retable de la Vierge ; s'accompagnent d'autels appareillés en pierre de taille. À Angicourt, un tel autel est classé au titre immeuble, et daté du XIIe siècle. Enfin, en dehors du mobilier proprement dit, l'on peut mentionner, dans la grande baie flamboyante au chevet du vaisseau central, les deux vitraux incorporant des vestiges de bordures de le Renaissance. Les motifs sont de différentes formes de fleurs de lys couronnées, qui sont peintes en grisaille et jaune d'argent.

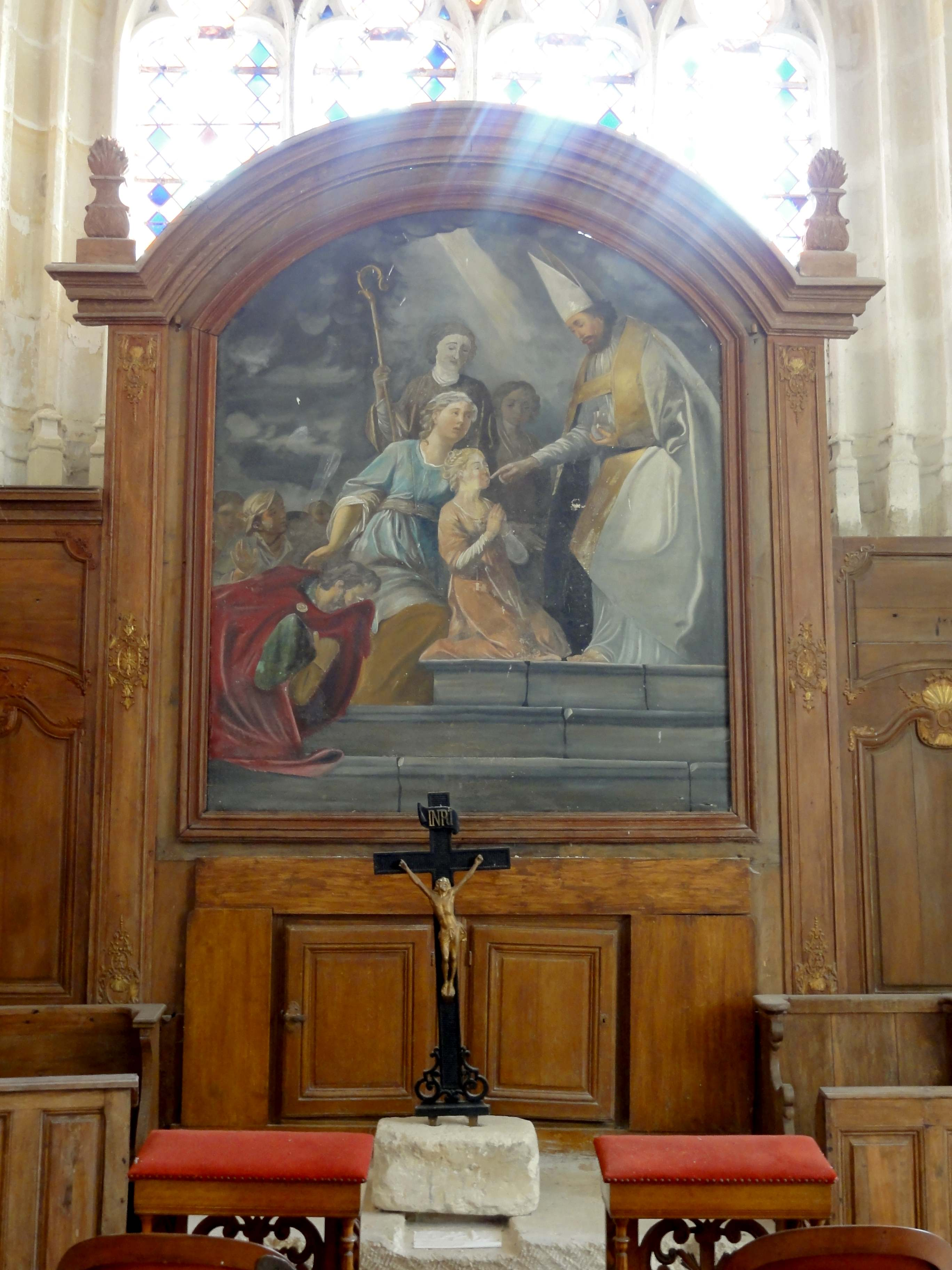
Retable du maître-autel.
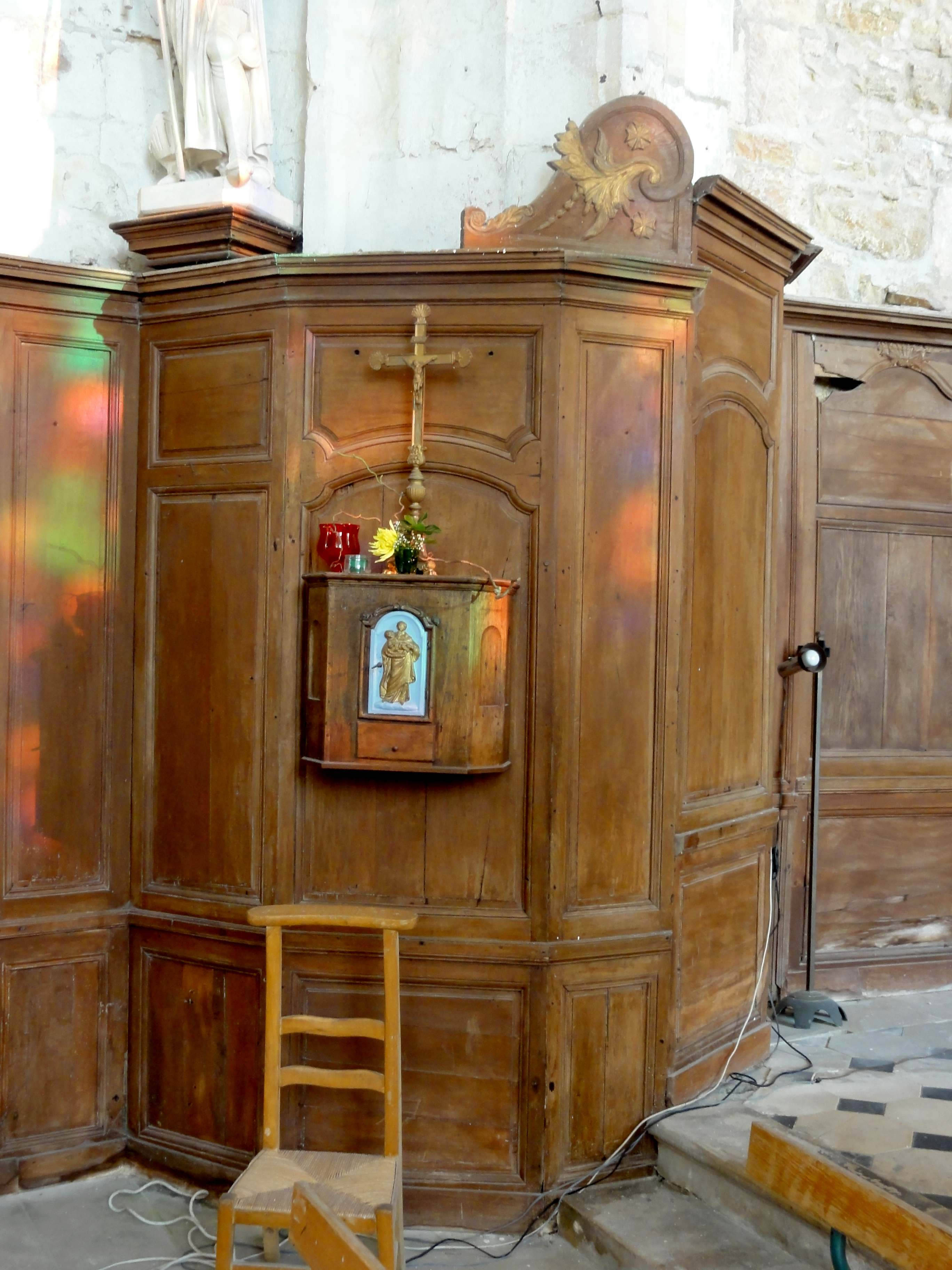
Boiseries du chœur.
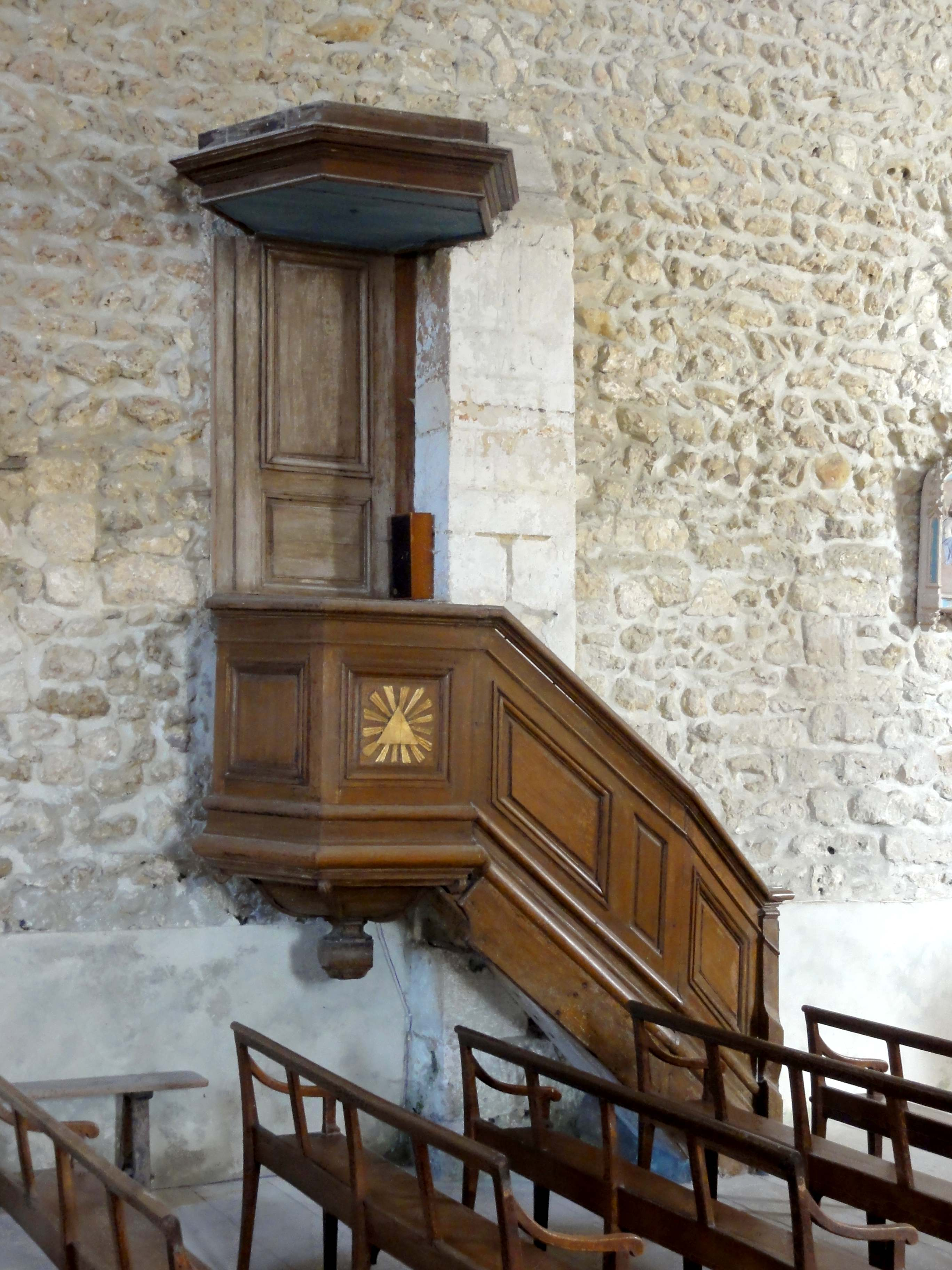
Chaire à prêcher.
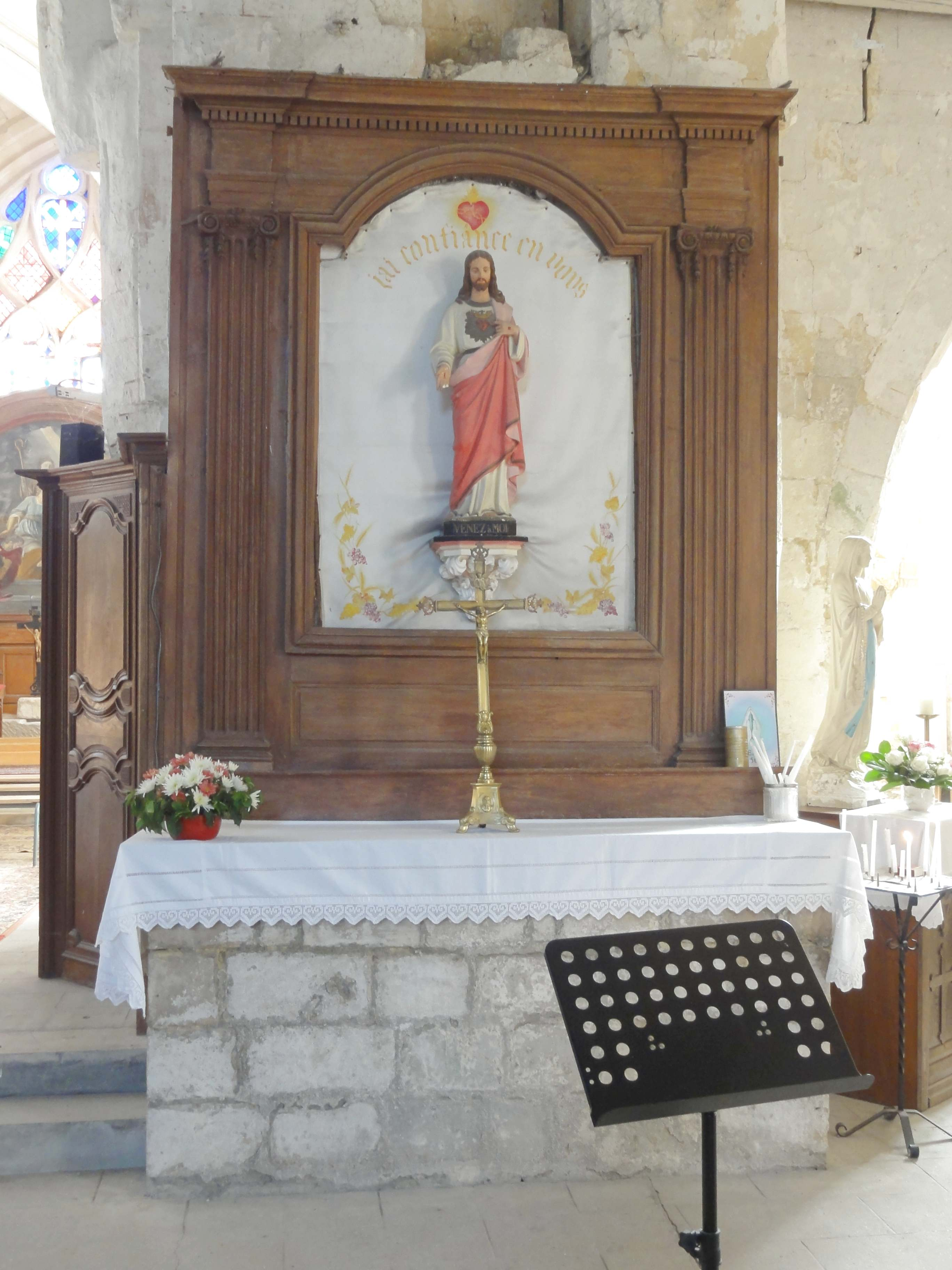
Autel du Sacré-Cœur.
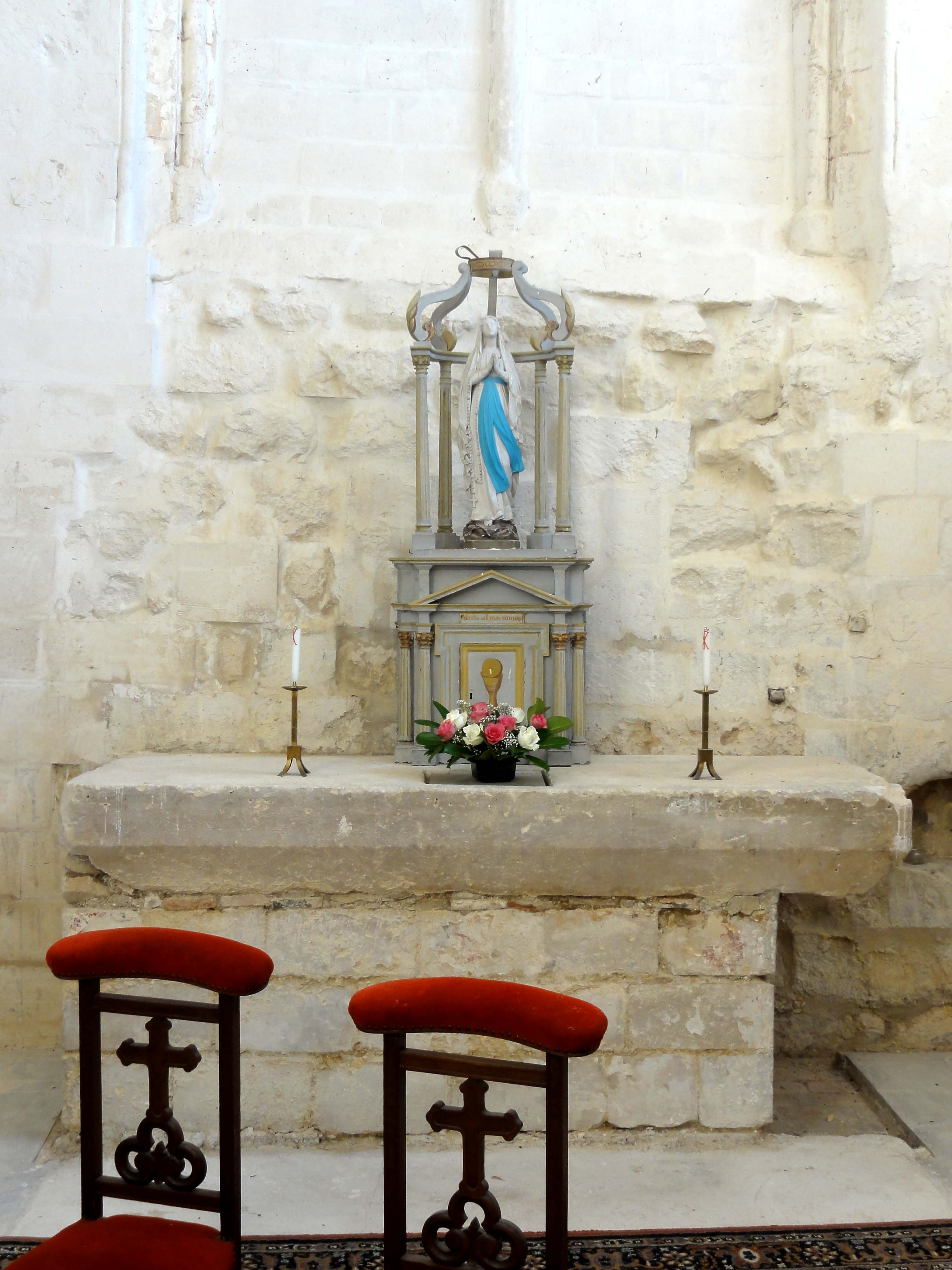
Autel de la Vierge.
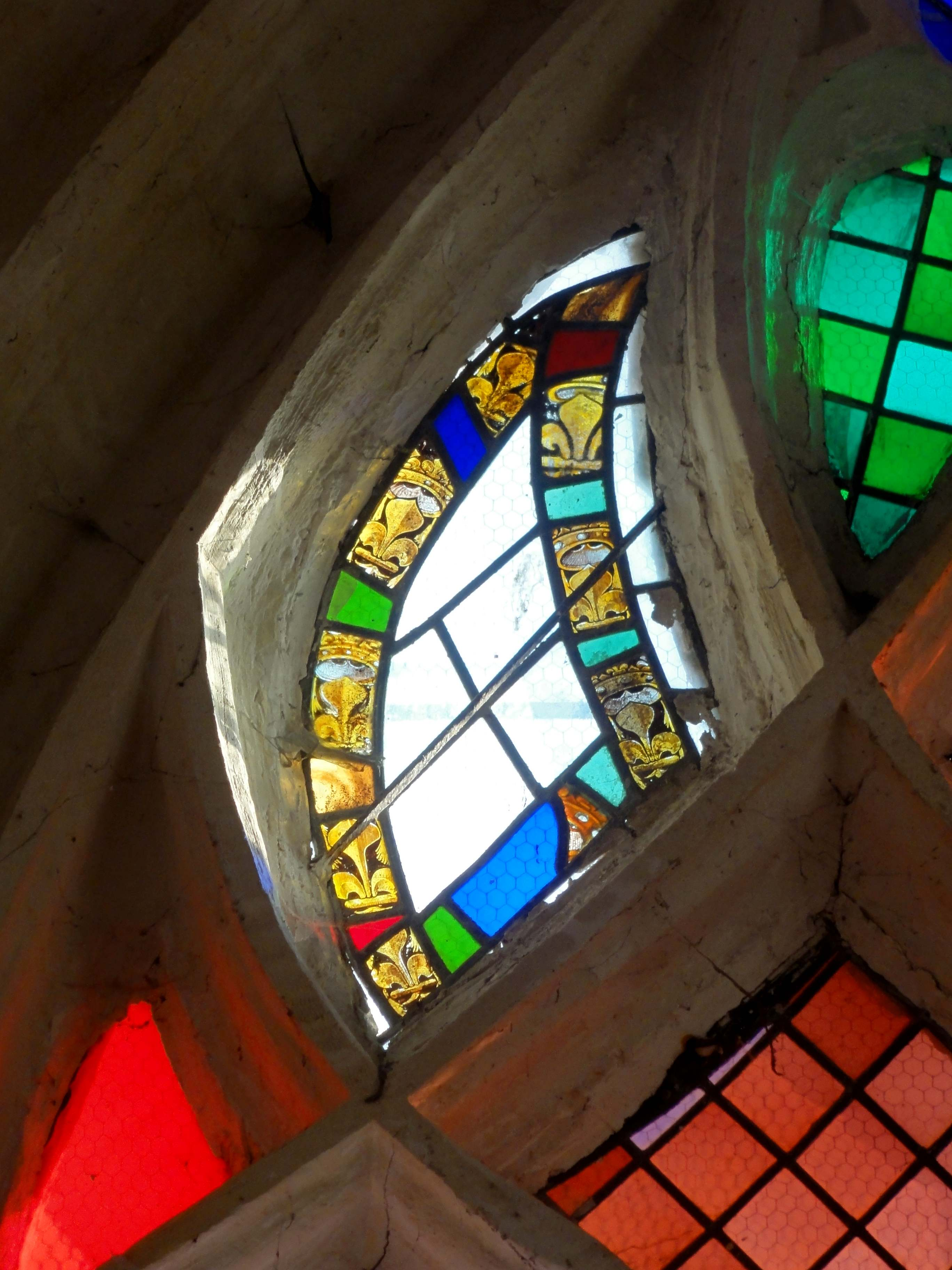
Bordures Renaissance.